# 2014-es Eurovíziós Dalfesztivál
A 2014-es Eurovíziós Dalfesztivál (angolul és dánul: Eurovision Song Contest 2014, franciául: Concours Eurovision de la chanson 2014) volt az ötvenkilencedik Eurovíziós Dalfesztivál. Dániában rendezték meg, mivel a 2013-as Eurovíziós Dalfesztivált Emmelie de Forest dán énekesnő Only Teardrops című dala nyerte. Dánia volt az első ország, amely másodszorra rendezhette a versenyt az új évezredben, mivel 2000-ben is ők nyertek. 2013. szeptember 2-án jelentették be, hogy a koppenhágai B&W Hallerne fog otthont adni a versenynek. Az első elődöntőre 2014. május 6-án, a második elődöntőre május 8-án, a döntőre pedig május 10-én került sor.
37 ország erősítette meg részvételét a dalfesztiválra, beleértve Lengyelországot és Portugáliát is, mely országok kettő illetve egy év kihagyása után tértek vissza. Ugyanakkor Bulgária, Ciprus, Horvátország és Szerbia még a verseny előtt visszalépett. A magyar induló Kállay-Saunders András lett, aki a Running című számával nyerte meg A Dalt, a hazai válogató műsort. Kállay-Saunders az Eurovíziós Dalfesztivál döntőjében 143 ponttal az ötödik helyet érte el, ami a második legjobb helyezés, amit magyar versenyző el tudott érni a dalfesztiválok történetében. Továbbá a kapott 143 pont a legtöbb, amit valaha magyar induló kapott.
A verseny győztese az Ausztriát képviselő Conchita Wurst lett, aki 290 pontot összegyűjtve nyerte meg a döntőt. A Rise Like a Phoenix című dal emellett tizenhárom országtól kapta meg a maximális 12 pontot.
A 2014-es elődöntőket és döntőt 195 millió ember látta.

## Térkép

A döntő résztvevői
Az elődöntőkben kiesett országok
Országok, melyek korábban részt vettek, de ebben az évben nem

## A helyszín és a verseny témája
A verseny helyszíne a Dánia fővárosában, Koppenhágában található B&W Hallerne, a 10 000 fő befogadására alkalmas, egykori hajógyári szerelőcsarnok volt. További lehetséges helyszínek voltak még a maximum 15 000 személyes DR Byen-sátor a fővárosban, a horsensi Állami Büntetés-végrehajtási Intézet 13 000, és a dánok által legalkalmasabbnak tartott, 15 000 férőhelyes herningi Jyske Bank Boxen is. Eredetileg az aalborgi Gigantium, a fredericiai MesseC és a koppenhágai Parken Stadium is pályázott, de azok visszaléptek.
Koppenhága főpolgármestere, Frank Jensen 2013 augusztusában bejelentette, hogy a városvezetés 40 millió dán koronával járult a hozzá a költségvetéshez. A dán főváros minden bizonnyal az eddigi legzöldebb házigazdája a verseny 1956-ban kezdődött történetének: Koppenhága 2014-ben az Európa Zöld Fővárosa címet viselte.
A dalfesztivál hivatalos mottója #JoinUs! volt, azaz #CsatlakozzHozzánk!.
A dalversenynek egy év kihagyás után ismét három házigazdája volt: Lise Rønne, Nikolaj Koppel és Pilou Asbæk. Emellett ez volt a verseny történetében az első alkalom, hogy egy női és két férfi műsorvezető volt.
| Dánia Koppenhága Aalborg Herning Horsens Fredericia |

## A résztvevők

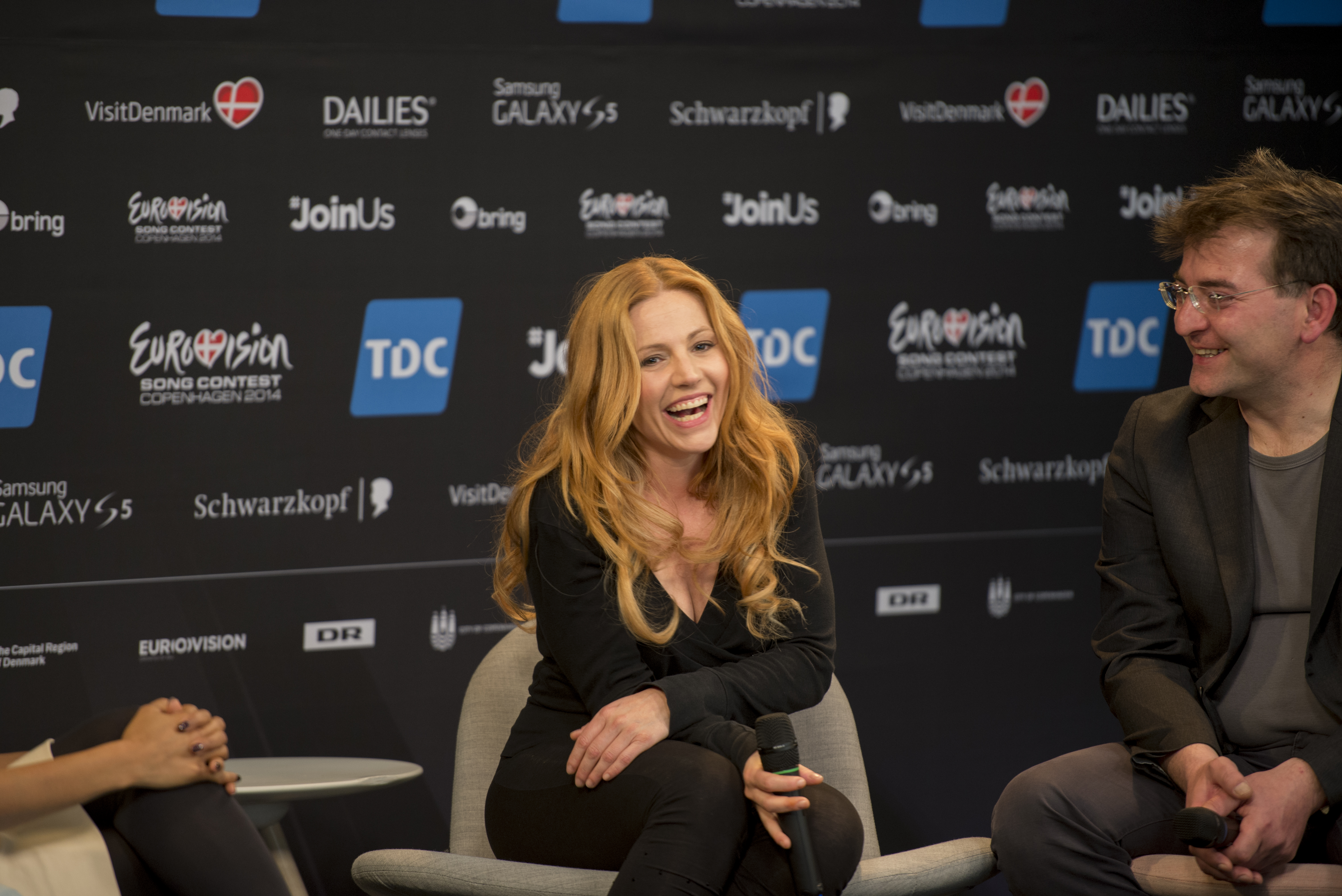
A San Marinót képviselő Valentina Monetta a 2014-es Eurovíziós Dalfesztiválon

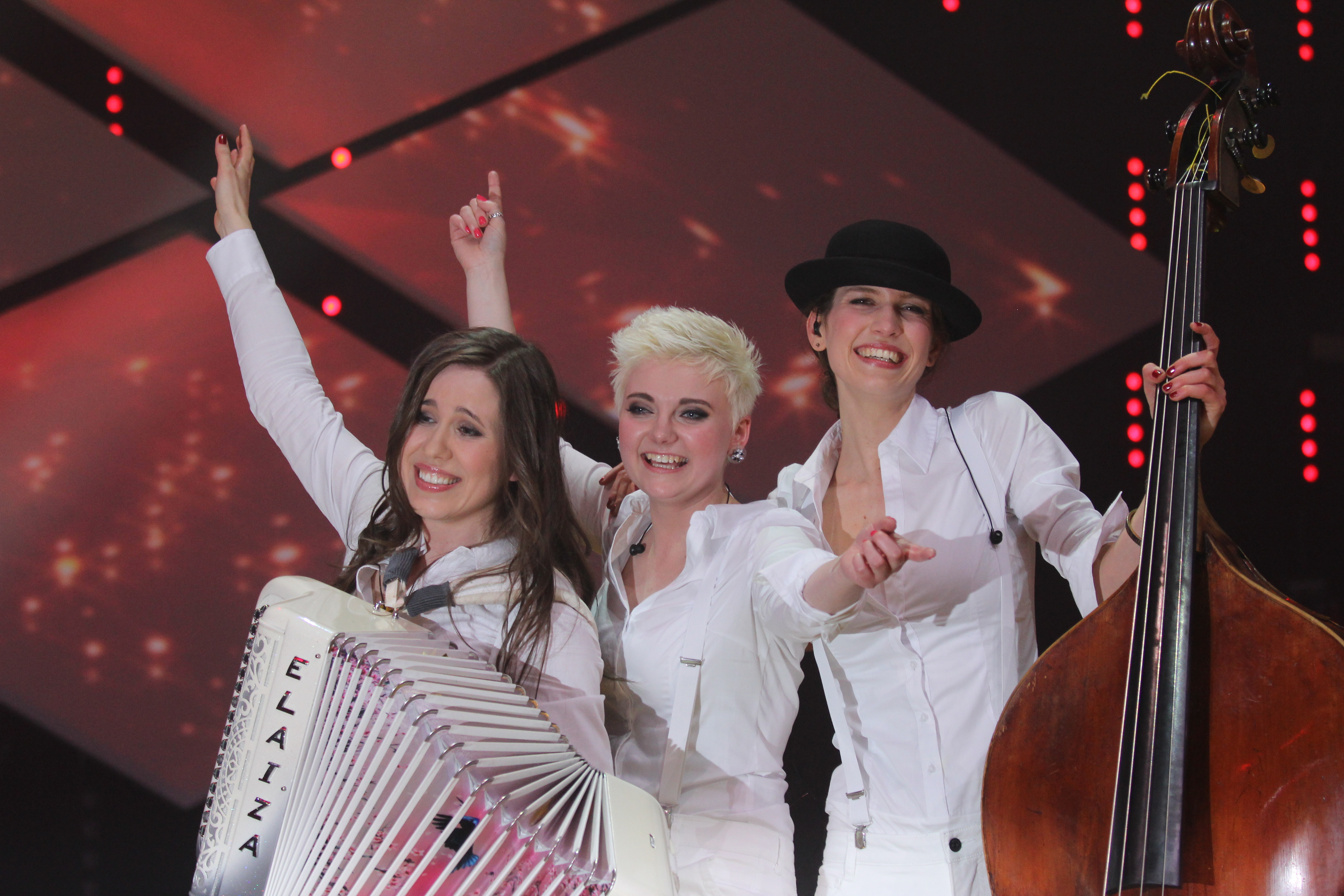
Az Elaiza, a németországi nemzeti válogató, az Unser Song für Dänemark döntőjében, 2014. március 13-án

Luxemburg 2013. július 24-én jelentette be, hogy nem tér vissza a versenyre. Ezzel ez volt sorozatban a huszonegyedik dalfesztivál a nagyhercegség nélkül. Hozzájuk hasonlóan az andorrai, a cseh, a marokkói, a monacói, a szlovák és a török műsorsugárzók sem kívántak indulót küldeni a versenyre. Horvátország huszonegy év folyamatos versenyzés után, pénzügyi problémák és az utóbbi évek rossz eredményei miatt nem vett részt a koppenhágai versenyen. A ciprusi közmédia is hasonlóan döntött, ők eddig mindössze két versenyt hagytak ki debütálásuk óta. Érdekesség, hogy legutóbb 2001-ben nem vettek részt, amikor szintén Koppenhága adott otthont a versenynek. Hozzájuk csatlakozott november végén Bulgária és Szerbia is, akik többek között financiális problémákra hivatkozva utasították el a részvételt. Mindkét ország eddig részt vett az összes versenyen debütálásuk óta. Bosznia-Hercegovina eredetileg visszatért volna a versenyre, de 2013. december 18-án bejelentették, hogy mégsem vesznek részt. Portugália viszont egy kihagyott év után újból küldött versenyzőt. Lengyelország 2013. december 5-én döntött a részvételüket illetően: két kihagyott év után ismét jelen voltak a megmérettetésen. Szlovénia pedig tíz nap haladékot kapott az EBU-tól, hogy eldöntse, indul-e a versenyen, vagy nem. Az RTVSLO végül 2014. január 17-én jelentette be részvételi szándékát, így végül 37 állam vett részt a 2014-es Eurovíziós Dalfesztiválon, mely kettővel kevesebb, mint a 2005-ös, a 2010-es és a 2013-as létszám, illetve ami megegyezik a 2006-os létszámmal.
A belga Axel Hirsoux volt az első vallon énekes a dalfesztivál történetében, akit Flandria választott ki Belgium képviseletére.
| Ország             | Műsorsugárzó       | Előadó                         | Dal                          | Nyelv          | Dalszerző(k)                                                                        |
| ------------------ | ------------------ | ------------------------------ | ---------------------------- | -------------- | ----------------------------------------------------------------------------------- |
| Albánia            | RTSH               | Hersi                          | One Night’s Anger            | angol          | Gentian Lako Jorgo Papingji                                                         |
| Ausztria           | ORF                | Conchita Wurst                 | Rise Like a Phoenix          | angol          | Julian Maas Charly Mason Joey Patulka Ali Zuckowski                                 |
| Azerbajdzsán       | İTV                | Dilara Kazimova                | Start a Fire                 | angol          | Alessandra Günthardt Johan Kronlund Stefan Örn                                      |
| Belgium            | VRT                | Axel Hirsoux                   | Mother                       | angol          | Rafael Artesero Ashley Hicklin                                                      |
| Dánia              | DR                 | Basim                          | Cliche Love Song             | angol          | Daniel Fält Lasse Lindorff Basim Moujahid Kim Novak-Zorde                           |
| Egyesült Királyság | BBC                | Molly                          | Children of the Universe     | angol          | Anders Hansson Molly Smitten-Downes                                                 |
| Észtország         | ERR                | Tanja                          | Amazing                      | angol          | Tanja Timo Vendt                                                                    |
| Fehéroroszország   | BTRC               | Teo                            | Cheesecake                   | angol          | Dmitrij Novik Jurij Vascsuk                                                         |
| Finnország         | Yle                | Softengine                     | Something Better             | angol          | Topi Latukka Henri Oskár                                                            |
| Franciaország      | France Télévisions | Twin Twin                      | Moustache                    | francia        | François Ardouvin Lorent Ardouvin Pierre Beyres Kim N'Guyen                         |
| Görögország        | NERIT              | Freaky Fortune feat. RiskyKidd | Rise Up                      | angol          | Freaky Fortune RiskyKidd                                                            |
| Grúzia             | GPB                | The Shin és Mariko             | Three Minutes to Earth       | angol          | Eugen Eliu Zaza Miminoshvili                                                        |
| Hollandia          | TROS               | The Common Linnets             | Calm After the Storm         | angol          | Matthew Crosby Rob Crosby Ilse DeLange Jake Etheridge JB Meijers                    |
| Írország           | RTÉ                | Can-linn feat. Kasey Smith     | Heartbeat                    | angol          | Jonas Gladnikoff Patrizia Helander Hazel Kaneswaran Rasmus Palmgren                 |
| Izland             | RÚV                | Pollapönk                      | No Prejudice                 | angol          | John Grant Haraldur Freyr Gíslason Heiðar Örn Kristjánsson                          |
| Izrael             | IBA                | Mei Feingold                   | Same Heart                   | angol, héber   | Rami Talmid                                                                         |
| Lengyelország      | TVP                | Donatan & Cleo                 | My Słowianie – We Are Slavic | lengyel, angol | Cleo Donatan                                                                        |
| Lettország         | LTV                | Aarzemnieki                    | Cake to Bake                 | angol          | Guntis Veilands                                                                     |
| Litvánia           | LRT                | Vilija                         | Attention                    | angol          | Vilija Matačiūnaitė Viktoras Vaupšas                                                |
| Macedónia          | MRT                | Tijana                         | To the Sky                   | angol          | Lazar Cvetkoski Darko Dimitrov Elena Risteska Ivanovska                             |
| Magyarország       | MTVA               | Kállay-Saunders András         | Running                      | angol          | Kállay-Saunders András Szakos Krisztián                                             |
| Málta              | PBS                | Firelight                      | Coming Home                  | angol          | Richard Edward Micallef                                                             |
| Moldova            | TRM                | Cristina Scarlat               | Wild Soul                    | angol          | Ivan Akulov Lidia Scarlat                                                           |
| Montenegró         | RTCG               | Sergej Ćetković                | Moj svijet                   | montenegrói    | Sergej Ćetković Emina Sandal                                                        |
| Németország        | NDR                | Elaiza                         | Is It Right                  | angol          | Adam Kesselhaut Frank Kretschmer Elżbieta Steinmetz                                 |
| Norvégia           | NRK                | Carl Espen                     | Silent Storm                 | angol          | Josefin Winther                                                                     |
| Olaszország        | RAI                | Emma                           | La mia città                 | olasz          | Emma Marrone                                                                        |
| Oroszország        | Rosszija 1         | Tolmachevy Sisters             | Shine                        | angol          | John Ballard Gerard James Borg Ralph Charlie Philipp Kirkorov Dimítrisz Kondópulosz |
| Örményország       | AMPTV              | Aram MP3                       | Not Alone                    | angol          | Aram Mp3 Garik Papoján                                                              |
| Portugália         | RTP                | Suzy                           | Quero ser tua                | portugál       | Emanuel                                                                             |
| Románia            | TVR                | Paula Seling & Ovi             | Miracle                      | angol          | Frida Amundsen Beyond51 Philip Halloun Ovi                                          |
| San Marino         | SMRTV              | Valentina Monetta              | Maybe                        | angol          | Mauro Balestri Ralph Siegel                                                         |
| Spanyolország      | RTVE               | Ruth Lorenzo                   | Dancing in the Rain          | angol, spanyol | Julian Emery James Lawrence Irvin Ruth Lorenzo                                      |
| Svájc              | SRG SSR            | Sebalter                       | Hunter of Stars              | angol          | Sebastiano Paù-Lessi                                                                |
| Svédország         | SVT                | Sanna Nielsen                  | Undo                         | angol          | Fredrik Kempe David Kreuger Hamed "K-One" Pirouzpanah                               |
| Szlovénia          | RTVSLO             | Tinkara Kovač                  | Round and Round              | angol, szlovén | Tinkara Kovač Hannah Mancini Tina Piš Raay                                          |
| Ukrajna            | NTU                | Mariya Yaremchuk               | Tick-Tock                    | angol          | Sandra Bjurman Mariya Yaremchuk                                                     |

### Visszatérő előadók
2013. június 19-én jelentették be, hogy San Marinót sorozatban harmadszor Valentina Monetta fogja képviselni. Korábban Lys Assia, Corry Brokken és Udo Jürgens indult a versenyen szólóénekesként háromszor egymás után. Rajta kívül másodjára állt színpadra a Romániát képviselő Paula Seling és Ovi is, akik 2010-ben az ország legjobb eredményét elérve a harmadik helyen végeztek. Továbbá másodjára szerepelt Macedónia 2008-as képviselője, Tamara is, aki ezúttal háttérénekesként vett részt nővére produkciójában, valamint a 2009-ben Szlovéniát képviselő Martina Majerle ezúttal Montenegró színeiben, Sergej Ćetković egyik háttérénekeseként szerepelt. Az énekesnő korábban hatszor vett részt háttérénekesként, utoljára 2012-ben. Az Oroszországot képviselő Tolmacsova-ikrek pedig a 2006-os Junior Eurovíziós Dalfesztivál győztesei voltak. Emellett ők az első Junior Eurovízió-győztesek, akik a felnőtt versenyen is indultak. A testvérpár az 1959-ben Németországot képviselő Alice és Ellen Kessler, az 1980-ban versenyző luxemburgi Sophie és Magaly, a 2011-es szlovák TWiiNS-formáció, illetve a 2011-ben és 2012-ben Írországot képviselő Jedward-testvérek után a verseny történetének ötödik résztvevői, akik egypetéjű ikrek.
| Előadó             | Ország     | Előző év(ek) |
| ------------------ | ---------- | ------------ |
| Paula Seling & Ovi | Románia    | 2010         |
| Valentina Monetta  | San Marino | 2012, 2013   |

### A magyar résztvevő

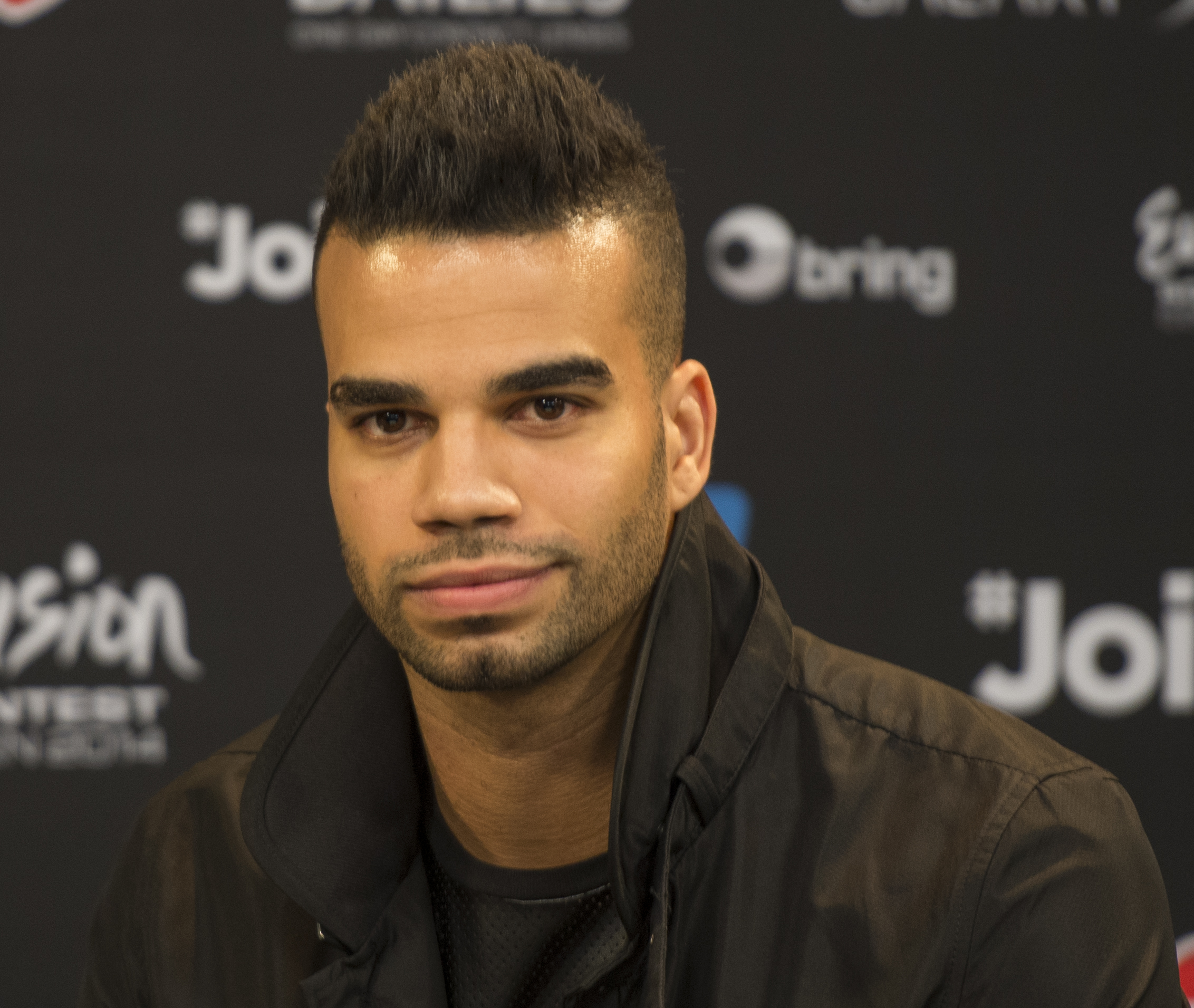
Kállay-Saunders András

2013. január 14-én este az MTVA egy sajtókonferencia keretében jelentette be, hogy részt kíván venni a soron következő dalversenyen és nyílt pályázatot írnak ki, akárcsak az előző két évben. A dalok leadásának határideje 2013. december 1-je volt, jelentette be Lencsó Rita, az MTVA sajtófőnöke 2013. szeptember 26-án az M1 esti híradójában. A Médiaszolgáltatás-támogató és Vagyonkezelő Alap 2013. október 10-én hozta nyilvánosságra a pályázati feltételeket. Változtatás az előző évadhoz képest, hogy a magyar nyelvű dalszövegek mellett angolul, valamint a Magyarország területén élő kisebbségek nyelvén írt pályaműveket is vár a zsűri, azonban minden dalhoz csatolni kell magyar nyelvű szöveget is. Tehát összesen tizenöt különböző nyelven is megszólalhatnak a műsor dalai, melyek az alábbiak: angol, bolgár, cigány, görög, horvát, lengyel, magyar, német, örmény, román, ruszin, szerb, szlovák, szlovén és ukrán.
A beérkezett 435 dal közül egy tíztagú előzsűri választotta ki a magyar válogató résztvevőit. 2013. december 2-án az M1 Ma reggel című műsorában Lencsó Rita és Rákay Philip elmondta, hogy ebben az évben is harminc dalt fognak beválogatni az élő műsorokba. Az előzsűrizés december 4-én, 6-án és december 9-én volt. 2013. december 3-án egy sajtókonferencia keretében ismertették a részleteket a műsorról. A nemzeti döntő zsűrije a 2013-assal ellenben ismét négyfős lett, és a tagjai Rákay Philip, a Magyar Televízió vezérigazgató-helyettese, Csiszár Jenő, televíziós–rádiós személy, Kovács Kati, Kossuth-díjas előadóművész (aki számos hazai és nemzetközi dalfesztivál győztese) és Rúzsa Magdi, a 2007-es Eurovíziós Dalfesztivál hazai résztvevője lettek. ByeAlex, az előző széria győztese digitális kommentátorként volt jelen a műsorfolyamban. 2013. december 11-én mutatták be a továbbjutott harminc pályaművet. Az első elődöntőre 2014. január 25-én került sor, a döntő pedig 2014. február 22-én került képernyőre.

#### A Dal 2014 – Döntő

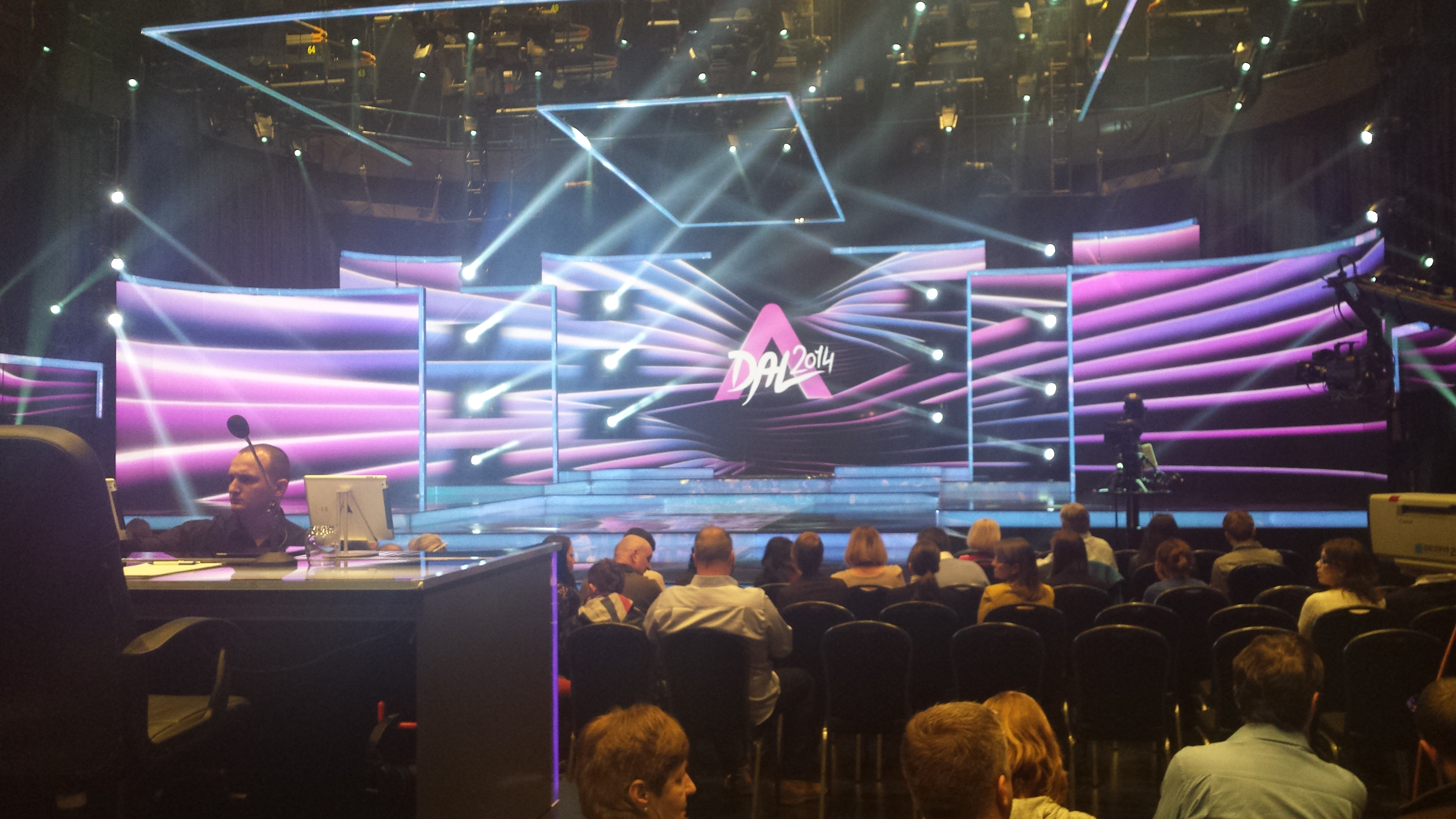
A Dal 2014 stúdiója az MTVA székházában

A döntőt február 22-én tartotta az MTV a két középdöntőből továbbjutott nyolc előadó részvételével. A végeredmény a telefonos szavazás, illetve a szakmai zsűri szavazatai alapján alakult ki. Első körben a továbbjuttatott nyolc versenyzőből kizárólag a zsűri szavazatok alapján jelölték ki azt a négy dalt, amelyek közül a telefonos szavazatok döntötték el, hogy szerintük melyik dal képviselje Magyarországot az Eurovíziós Dalfesztiválon. A zsűri a megszokottól eltérően az összes produkció elhangzása után pontozott. Az első helyezett 10 pontot kapott, a második 8-at, a harmadik 6-ot, míg a negyedik 4 pontot. A műsort élőben közvetítette az M1 és a Duna World, illetve interneten az adal2014.hu és a eurovision.tv. A műsor nyitányaként az akusztikus szavazás első helyezettje, a Muzikfabrik bemutatta a dalának, a This Is My Life-nak ezen verzióját. Meghívott előadóként lépett fel a 2013-as Eurovíziós Dalfesztivál magyar indulója, A Dal 2014 digitális kommentátora, ByeAlex, aki a Magyar Rádió szimfonikus zenekarával a Kedvesemet adta elő.
| #  | Előadó                 | Nyelv         | Dal (zene / szöveg)                                                                                              | Zsűri (Összesen) | Eredmény (Zsűri) | Eredmény (SMS) |
| -- | ---------------------- | ------------- | --- | ---------------- | ---------------- | -------------- |
| 01 | Depresszió             | magyar        | Csak a zene (Depresszió / Halász Ferenc)                                                                         | 0                | 7.               | —              |
| 02 | Dallos Bogi            | angol         | We All (Tóth G. Zoltán / Halász Péter, Tóth G. Zoltán)                                                           | 26               | 2.               |                |
| 03 | Kállay-Saunders András | angol         | Running (Kállay-Saunders András, Szakos Krisztián / Kállay-Saunders András)                                      | 30               | 1.               | 1.             |
| 04 | New Level Empire       | angol         | The Last One (Krajczár Péter, Ujvári Zoltán Szilveszter, Nyújtó Sándor, Mayer Petra / Ujvári Zoltán Szilveszter) | 12               | 5.               | —              |
| 05 | Pál Dénes              | angol, magyar | Brave New World (Gatti di Amalfi / Jónás Vera)                                                                   | 4                | 6.               | —              |
| 06 | Fool Moon              | angol         | It Can’t Be Over (Bella Máté, Rácz Gergő / Galambos Attila, Szente Vajk)                                         | 22               | 3.               | 2.             |
| 07 | Király Viktor          | angol         | Running Out Of Time (Király Viktor, Diamond Duggal / Király Viktor, Király Tamás)                                | 18               | 4.               |                |
| 08 | Honeybeast             | magyar        | A legnagyobb hős (Bencsik Kovács Zoltán)                                                                         | 0                | 7.               | —              |

Az SMS-szavazás során közel 152 000 érvényes szavazat érkezett be.
A zsűri és a nézői szavazatok alapján is A Dalt Kállay-Saunders András nyerte. Emmelie de Forest, a 2013-as Eurovíziós Dalfesztivál győztese is köszöntötte A Dal nyertesét.

## A versenyszabályok változása

Az első elődöntő résztvevői
Az első elődöntőben szavazó döntősök
A második elődöntő résztvevői
A második elődöntőben szavazó döntősök

2013. szeptember 20-án hozta nyilvánosságra az EBU a verseny szabályait. Ezek alapján, egy változtatás szerint május 1-ig nyilvánosságra kellett hozni az összes részt vevő ország zsűrijének tagjait. A 37 részt vevő országból összesen 185 zsűritag értékelte a produkciókat, országonként öten. A zsűritagok átlagéletkora 40 év volt. 79 közülük nő, míg 106 férfi. A zsűritagok kiválasztásának kritériuma volt, hogy hivatásos zenészek legyenek. A zsűritagok nem zsűrizhettek az elmúlt két évben ugyanebből az alkalomból. Nemi, életkori és zenei tapasztalatok alapján kiegyensúlyozott zsűrit kellett összeállítani. Csak helyi állampolgárok lehettek zsűritagok, akik továbbá semmilyen módon nem kötődhetnek bármelyik versenydalhoz. Emellett a döntő után közzétették az egyes zsűritagok részletes pontszámait is. A verseny szervezőinek célja az volt, hogy a lehető legigazságosabb eredmény szülessen.
Az előző versenyhez hasonlóan a részt vevő országok rajtsorrendjét a műsor producerei határozták meg. Egyedül a rendező Dánia helyzetét bízták a véletlenre a döntőben. Januárban a korábbiakhoz hasonló módon zajlott le az országok elődöntőkbe való szétválasztása. Az államokat partnerkapcsolataik szerint csoportosítva sorolták be egy-egy kalapba, összesen hatba, és ezekből húzva eldőlt, hogy kiknek, kik ellen, melyik napon kell először fellépniük. A rendezők csak ezt követően, a március közepén tartandó delegációvezetők találkozóján tettek eleget a rajtsorrend végleges meghatározásának. Mivel a legtöbb látogatót a két közeli szomszédos országból várták, ezért néhány kisebb problémára is megoldást találtak a versenyszervezők. A jegyeladások arányossága miatt a szomszédos Svédország képviselője megállapodás szerint az első, Norvégiáé pedig a második elődöntőben állt a közönség elé.

### Az elődöntők felosztása
A harmincegy elődöntős országot – Izrael, Norvégia és Svédország kivételével – hat kalapba osztották földrajzi elhelyezkedésük, és szavazási szokásaik alapján, a 2008-ban bevezetett módon. Január 20-án tartották a sorsolást, ahol a kalapok egyik fele az első elődöntőbe, a másik a második elődöntőbe került. Ennek célja a szavazás igazságosabbá tétele. A sorsolás során azt is eldöntötték, hogy az egyes országok az adott elődöntő első, vagy második felében fognak fellépni, így a delegációk előre tudták, mikor kell megérkezniük a próbákra.
| Kalapon kívül                    | 1. kalap                                               | 2. kalap                                                   | 3. kalap                                                           | 4. kalap                                                      | 5. kalap                                               | 6. kalap                                 |
| -------------------------------- | ------------------------------------------------------ | ---------------------------------------------------------- | ------------------------------------------------------------------ | ------------------------------------------------------------- | ------------------------------------------------------ | ---------------------------------------- |
| - Izrael - Norvégia - Svédország | - Albánia - Macedónia - Montenegró - Svájc - Szlovénia | - Észtország - Finnország - Izland - Lettország - Litvánia | - Azerbajdzsán - Fehéroroszország - Grúzia - Oroszország - Ukrajna | - Belgium - Görögország - Hollandia - Írország - Örményország | - Ausztria - Lengyelország - Magyarország - San Marino | - Málta - Moldova - Portugália - Románia |

## Eurovíziós hét

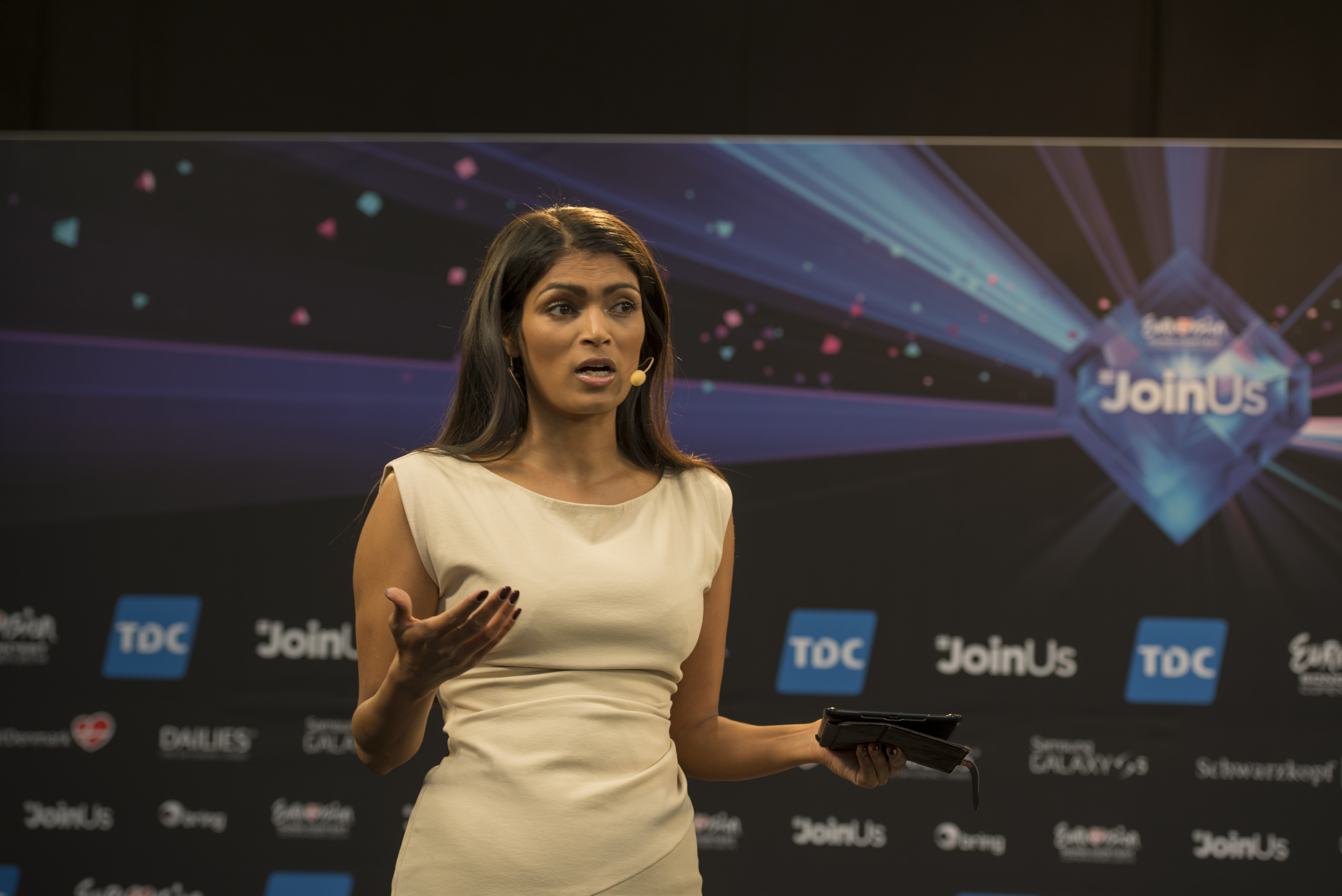
Ulla Essendrop, a sajtótájékoztatók egyik házigazdája

Magyarországon az MTVA több csatornája, így az M1 és az M2 is többször foglalkozott a dalfesztivállal. Az M2 az Eurovíziós hét előtt minden este műsorra tűzött egy, vagy kettő videóklipet a résztvevők közül. Az Eurovíziós héten az M1-en naponta mutattak be többet is az egyes versenyzők dalaiból, hogy a tévénéző közönség jobban megismerje a többi ország indulóját. Nem csak Magyarországon, de külföldön is több ország bemutatta a versenydalokat. Például az összeurópai Euronews hírcsatorna is többször műsorra tűzte a magyar versenyzővel készített anyagot.

### Próbák és sajtókonferenciák
A próbák április 28-án kezdődtek az arénában. Első körben minden ország elpróbálhatta a produkcióját többször is egymás után, beállították a fényeket és a mikrofonokat. Ezután a delegációk a videószobába vonultak, ahol megnézhették, hogy a rendező csatorna hogyan képzelte el a produkció lefilmezését. Innen a sajtótájékoztatóra mentek az előadók, ahol egy műsorvezetővel – Ulla Essendrop, illetve Abdel Aziz Mahmoud – beszélgettek a versenyről, a próbákról, valamint a sajtó akkreditált tagjai is tehettek fel kérdéseket. A próbák és a sajtótájékoztatók egyszerre zajlottak: míg az egyik ország sajtótájékoztatót tartott, addig a következő már próbált az arénában. Az első napon Örményország, Lettország, Észtország, Svédország, Izland, Albánia, Oroszország, Azerbajdzsán, Ukrajna és Belgium képviselője tartotta próbáját. A második napon következett Moldova, San Marino, Portugália, Hollandia, Montenegró, Magyarország, Málta, Izrael, Norvégia, Grúzia és Lengyelország versenyzője. A harmadik napon pedig Ausztria, Litvánia, Finnország, Írország, Fehéroroszország, Macedónia, Svájc, Görögország, Szlovénia és Románia próbált. Az első elődöntősök második próbáit május 2-án, a második elődöntősökét május 3-án rendezték. Az automatikusan döntős országok – Németország, az Egyesült Királyság, Franciaország, Olaszország és Spanyolország – és a házigazda Dánia képviselője május 4-én, illetve május 6-án próbált.
A hivatalos megnyitó ceremóniát május 4-én tartották a koppenhágai városházánál.

## A verseny

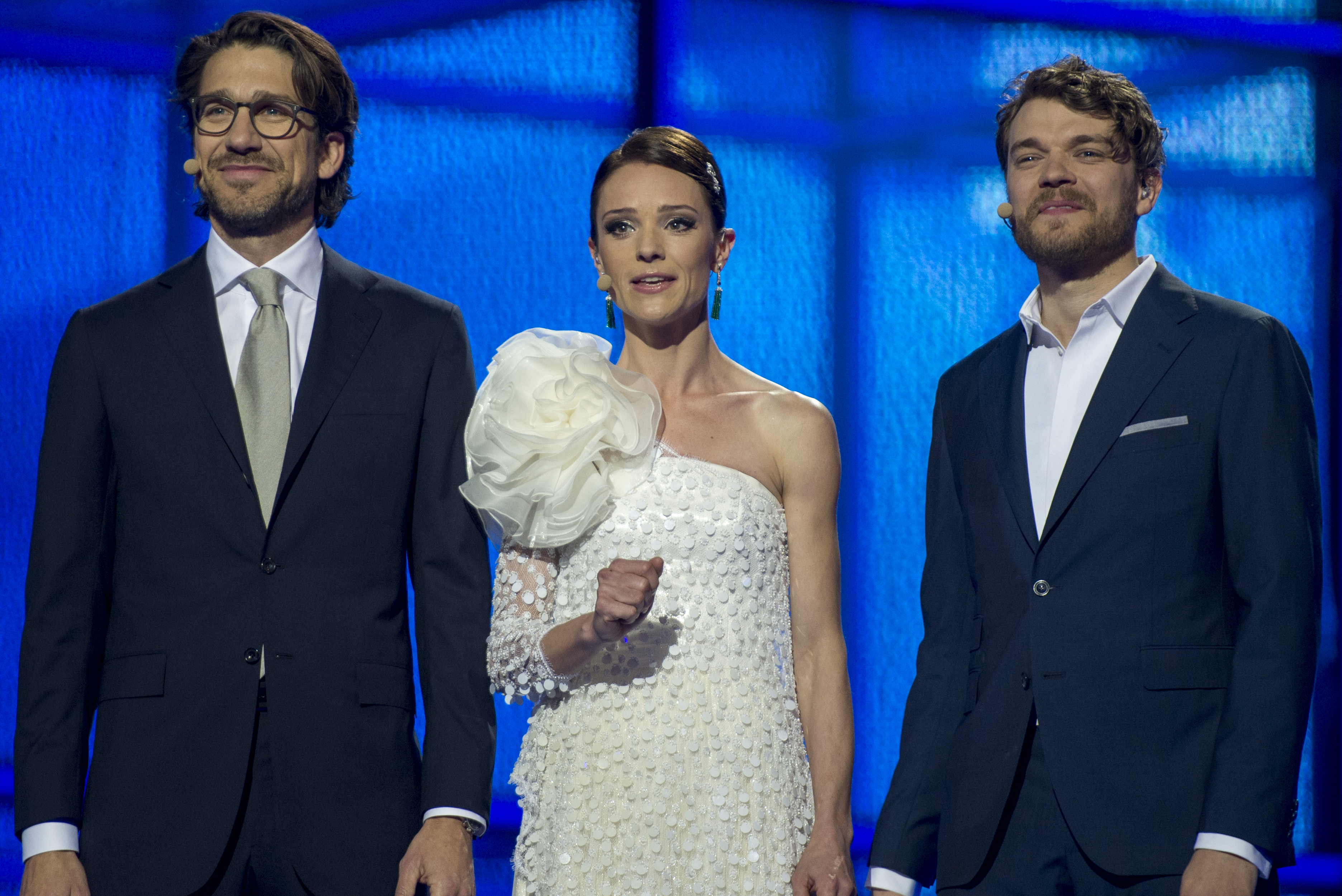
A verseny műsorvezetői: Nikolaj Koppel, Lise Rønne, és Pilou Asbæk

Az M1 május 1-jén és május 6-án, Irány Koppenhága! címmel egy riportműsort vetített, melyben a nézők Kállay-Saunders András útját követhették nyomon a dalválasztóshow megnyerésétől a Dániába való elutazásig.
A három adásból álló műsorfolyamot élőben, HD minőségben közvetítette az M1, Gundel Takács Gábor helyszíni kommentálásában. Az első elődöntőt és döntőt megelőzően Novodomszky Éva műsorvezetésével, az Elővízió című műsorban tudhattunk meg kulisszatitkokat, érdekességeket a versenyről. A második elődöntő felvezető műsoraként, Víziómúlt címmel egy történelmi visszatekintést láthattak a nézők az eddigi Eurovíziós Dalfesztiválokról. Ez volt az utolsó alkalom, hogy az M1 közvetítette a dalfesztivált. 2015 és 2019 között Magyarországon a Duna adta a versenyt.
Egy év kihagyás után a dalfesztiválnak ismét három műsorvezetője volt: Lise Rønne, Nikolaj Koppel és Pilou Asbæk.
A házigazda műsorsugárzó a nézőket is bevonta a dalfesztivál műsorába. A részvételhez az előző évi győztes dalt, az Only Teardrops-t kellett elénekelni, majd a produkciót feltölteni JoinUs.dk oldalra. Az énekesek mellett táncosok is feltölthették a produkciójukat, majd közülük is kiválasztották a legjobbakat, akik személyesen is ott lehettek a versenyen és élőben mutathatták be táncukat a második elődöntőben.
A dalok közötti képeslapok az adott versenyzővel készült kisfilmek, melyeket a szervező DR forgatott márciusban a részt vevő 37 országban. Az országok bemutatásához a szervezők megkérték a versenyzőket, hogy ők maguk jelenítsék meg országuk zászlaját, úgy ahogy az jellemző hazájukra.
A 2014-es dalfesztivál egyik különlegessége volt az Eurovíziós rekordok könyve, amit a fellépő-blokkok között lapoztak fel. A könyv a dalverseny rekordjait mutatta be 8 kategóriában: A legnagyobb haj, A legnagyobb válltömés, A legtöbb ezüst, A legtöbb taps, A legtöbb ajaknyalás, A leghosszabb hang, A legmagasabb hang, A legtöbb "la" egy dalban. A rekorderek közül többen személyesen is ellátogattak a fesztiválra, mint például az ír Jedward-testvérek és Johnny Logan, valamint az ukrán Verka Szergyucska is.
Az első elődöntő nyitásaként Emmelie de Forest adta elő előző évi győztes dalát egy kórus kíséretében, a háttérben pedig a LED-falon egy rajongók videóiból készített montázs volt látható. A szavazatszámlálás alatt a Dán Balett művészei adtak elő modern táncokat, amihez a hátteret ez egyik leghíresebb dán író, Hans Christian Andersen meséje, A rút kiskacsa adta.
Montenegró 2007-es, illetve San Marino 2008-as debütálása óta először kvalifikálta magát a dalverseny döntőjébe. Jelenleg Andorra az egyetlen ország, mely egyszer sem vett részt az Eurovíziós Dalfesztiválok döntőjében legalább egyszer. Az ország 2009-ben vett részt legutoljára a versenyen.
A dalfesztivál történetében először a versenyt évek óta követő Ausztrália is részt vett, habár nem versenyzőként: Jessica Mauboy a második elődöntő meghívott előadójaként lépett fel. Az énekesnő a Sea of Flags című dalt adta elő, amit ő maga írt kifejezetten a dalfesztivál tiszteletére.
Az előző évhez hasonlóan a döntő a részt vevő huszonhat ország versenyzőinek bevonulásával kezdődött. A bevonulás az olimpiai játékokhoz hasonló volt, a országok neveit angolul, franciául és adott nemzet hivatalos nyelvén is ismertették, miközben a LED-falon az ország zászlaja volt látható. A szavazás közben dán színészek adták elő a Joyful Land című dalt világító létrákon egyensúlyozva. Ezután Lise, az egyik műsorvezető, Gaia Cauchival, a 2013-as Junior Eurovíziós Dalfesztivál győztesével beszélgetett. Az előző évi Junior Eurovízió győztese győztes dalának refrénjét a cappella is előadta. A szavazatok számlálása alatti szünetben Emmelie de Forest előadta győztes dalát, a Only Teardrops-t, majd a 2014-es dalfesztivál hivatalos himnuszát, a Rainmaker című dalát a huszonhat döntős ország képviselőjével.
Először a verseny történetében Feröer és Kanada is közvetítette a műsort.
1986 után másodszor fordult elő, hogy királyi vendégek is megtekintették a műsort. Frigyes herceg és felesége, Mária hercegné is jelen volt a döntőn.
Az M1 július 9-én, Koppenhágából jeles! címmel egy riportműsort vetített, amiben a Dániában elért sikerekről számoltak be, továbbá bejelentették, hogy a 2015-ös Eurovíziós Dalfesztiválon is részt fog venni Magyarország. Ezúttal is a zsűri és tévénézők szavazati alapján fog eldőlni, hogy ki vesz részt az ausztriai megmérettetésen. A riportműsort később 2014. december 31-én megismételték az M1-en.

## Incidensek

### Reakciók az orosz produkciót követően

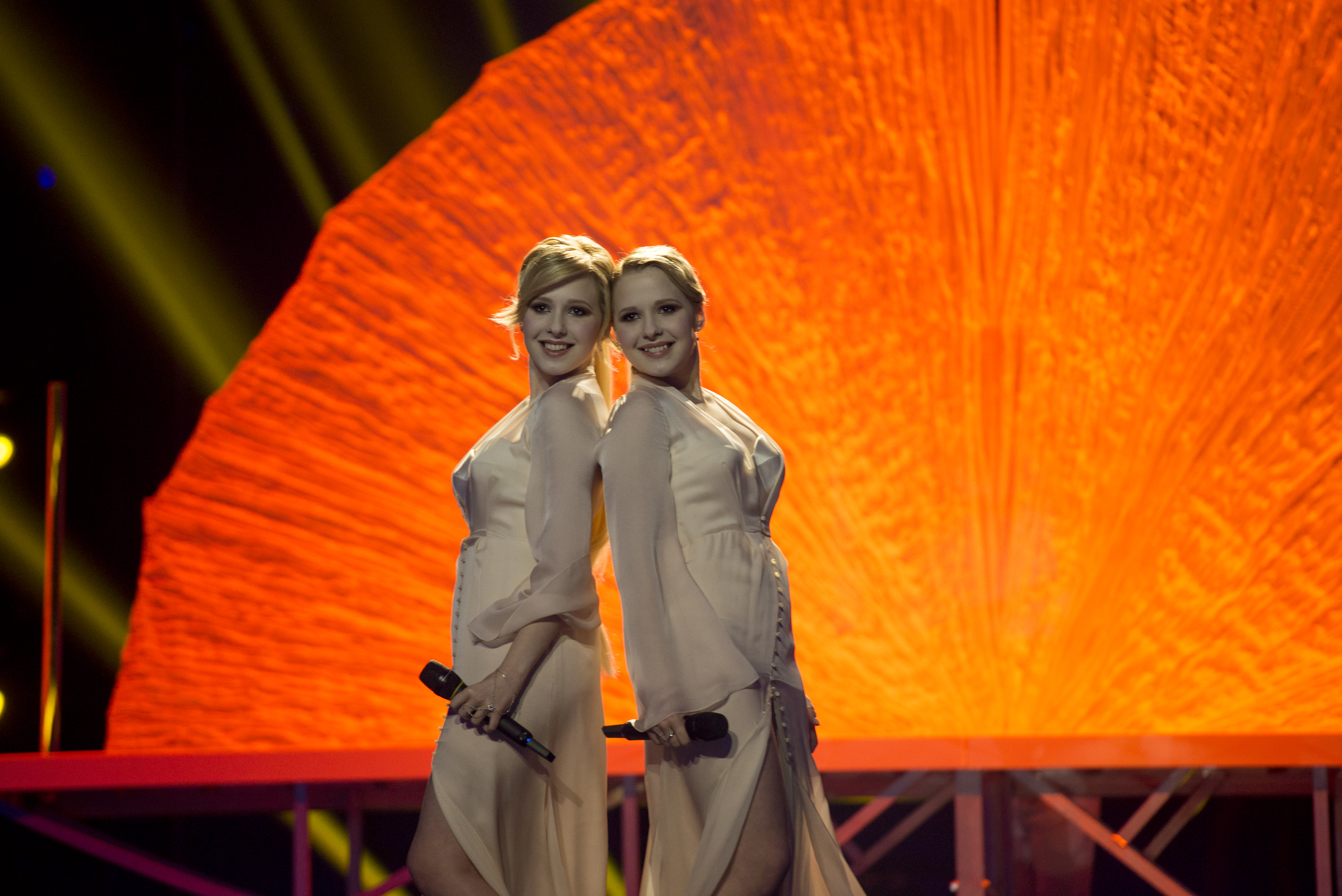
Az Oroszországot képviselő Tolmacsova ikrek

Az első elődöntő és a döntő során is a helyi közönség többször kifütyülte az orosz produkciót, aminek a hátterében olyan politikai események húzódtak meg, mint a 2014-es krími válság illetve Oroszország kelet-ukrajnai megszállása. A Tolmacsova ikrek ennek ellenére a döntőben a hetedik helyen végeztek.

### Az örmény induló kijelentése
A versenyt megelőzően az örmény versenyző, Aram Mp3 úgy kommentálta Conchita Wurst külalakját és életstílusát, hogy „nem természetes” és el kellene döntenie, hogy ő tulajdonképpen egy férfi vagy egy nő. A kijelentése vitát váltott ki; miután Aram Mp3 bocsánatot kért, hozzátette, hogy amit ő mondott, azt csak viccnek szánta. Wurst megbocsátott neki, bár megjegyezte, hogy „azt kell mondanom, ha ez csak vicc, akkor nem vicces… de ő elnézést kért, és ez elég nekem”.

### A grúz zsűri szavazatai
A grúz zsűri összes szavazata a döntőben érvénytelennek lett nyilvánítva, miután az összes zsűritag ugyanúgy osztotta ki a pontjait 3-tól 12-ig. Az EBU szerint ez statisztikai képtelenség. Így a szavazás során Grúziában csak a telefonos szavazatok alakították ki a grúz pontok végeredményét.

### A litván pontbejelentő megjegyzése
A litvániai pontbejelentő, Ignas Krupavičius, miután bejelentette, hogy az országa Ausztriának adja a 10 pontot, tett egy megjegyzést Conchita Wurst szakállára: „[i]tt az ideje borotválkozni”, és elővett egy borotvát, majd a saját arcán demonstrálta az elmondottakat. Az egyik műsorvezető, Nikolaj Koppel a következőképp reagált erre: „Itt lenne az ideje? Nem hiszem.” Ezzel Koppel a szavazásnál soron következő Ausztriára is utalt, ahonnan Kati Bellowitsch jelentkezett, aki egy pamut műszakállal az arcán jelentette be az osztrák zsűri és közönség pontjait. A brit BBC kommentátora, Graham Norton elégedetlenségét fejezte ki Krupavičius viccével kapcsolatban. A magyar kommentátor, Gundel Takács Gábor ugyan lefordította a litván pontbejelentő elhangzott mondatát, de nem kommentálta azt: „Itt az ideje borotválkozni, Ausztria tíz pontot kap Litvániától”.

### Egy internetes aktivista szabálysértése
Miután Conchita Wurst megnyerte a versenyt, majd előadta versenydalát még egyszer, nem sokkal a televíziós közvetítés vége előtt, a sajtó képviselői tolongtak Wurst előtt, hogy fényképet készítsenek róla. A fotózás közben az észt „Free Anakata” aktivistájának, Meelis Kaldalunak sikerült áttörnie a biztonsági őrökön, és megközelítenie Wurstot. Virágokat adott neki és egy dán zászlót. Elfogadta a virágokat, majd Kaldalu letérdelt elé; hogy mit mondott, azt nem lehetett érteni. A biztonsági személyzet rájött, hogy Kaldalunak nem kellett volna ott lennie, így elvitték onnan. Kaldalu készített egy papírt, amit a pólója alá rejtett, a következő felirattal: „#free anakata”.

## A szavazás

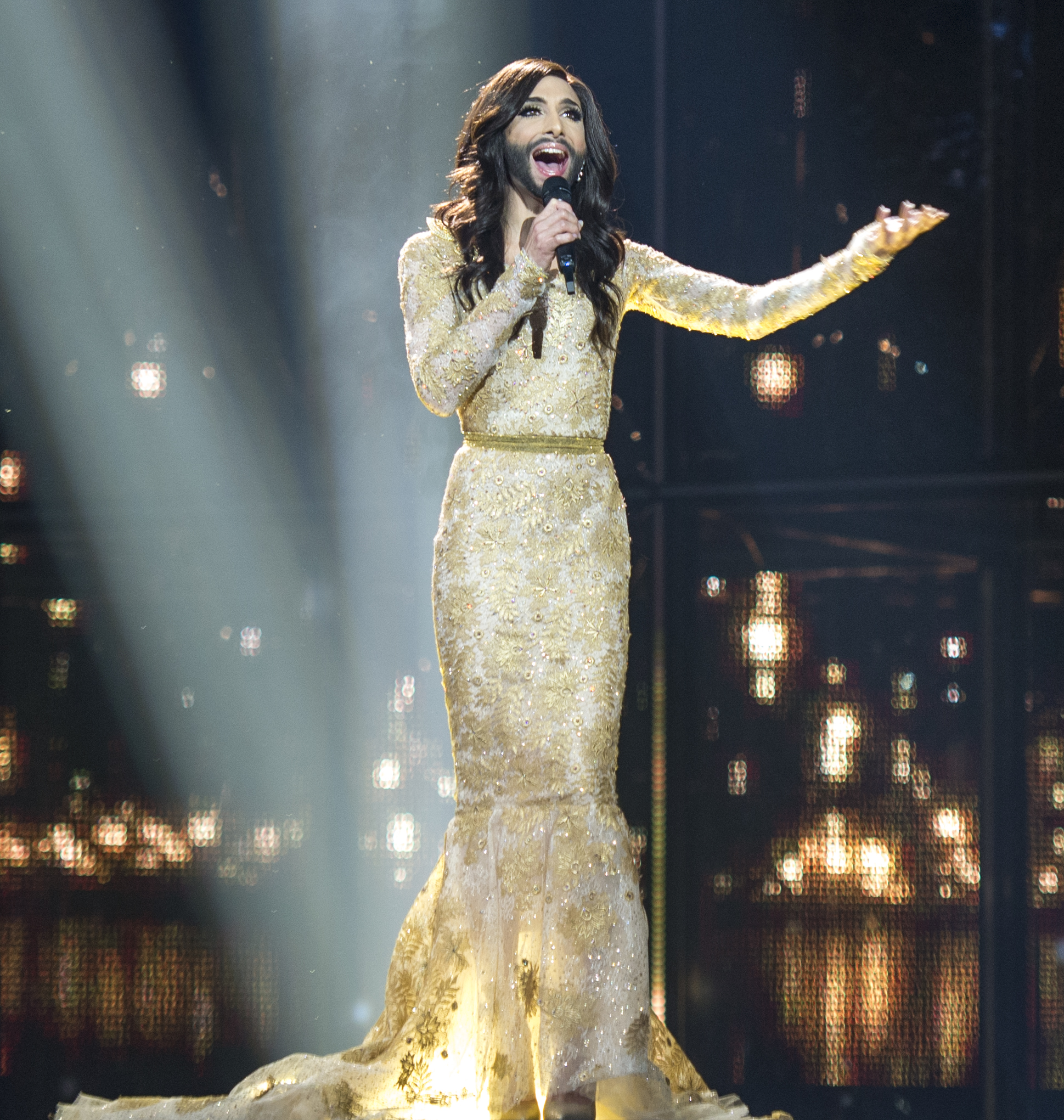
Az osztrák versenyző, Conchita Wurst; a verseny győztese

A verseny előtt a legesélyesebbnek Ausztriát, Örményországot, az Egyesült Királyságot és Svédországot tartották, végül az osztrák versenyző győzni tudott.
A szavazás az elődöntőkben és a döntőben is azonos módon történt: mindegyik ország rendelkezett egy ötfős szakmai zsűrivel, és az ő pontjaik, valamint a nézők telefonos szavazatai közösen alakították ki az országonkénti eredményeket. Az elődöntők eredményeit a döntő után hozták nyilvánosságra. Az első elődöntőben Moldova végzett az utolsó helyen, történetük során először, míg a második elődöntőben Grúzia zárt a tabella legalján szintén először. Továbbá mindkét országnak ez volt a második alkalom, hogy nem jutottak be a döntőbe.
A döntőben a szavazás során összesen négy ország váltotta egymást az élen. Az elsőként szavazó Azerbajdzsán Oroszországot helyezte az élre. Görögország pontjai után továbbá is Oroszország vezetett, ezt követően még Magyarország és Svédország is váltotta egymást az élen, de nem sokkal ezután átvette a vezetést Ausztria, amely biztos előnyét végig őrizve második győzelmét aratta. Az elődöntők 2004-es bevezetése, ezáltal a résztvevők számának megemelkedése óta a 290 pont addig a negyedik legmagasabb pontszám volt, amivel nyerni lehetett. Ez éppen két ponttal kevesebb, mint amennyit a 2006-os finn győztes, a Lordi összegyűjtött. Emellett a győztes dal tizenhárom országtól gyűjtötte be a maximális tizenkét pontot. Mindössze négy ország, Fehéroroszország, Örményország, Lengyelország és San Marino nem adott pontot a győztesnek. A harmincnegyedik szavazó ország után kihirdették a győztest, miután matematikailag eldőlt, hogy megnyerte a döntőt Ausztria, és csak utána adták meg a lehetőséget, hogy kihirdesse a pontjait a még fennmaradó három ország. A legtöbb tizenkét pontot a győztes kapta, aki a második elődöntő győztese is volt egyben. A második helyezett az első elődöntő győztese, Hollandia lett. A harmadik helyen az első elődöntő második helyezettje, Svédország végzett. A döntőben az utolsó helyet Franciaország szerezte meg, történetük során legelőször.
A házigazda Dánia a kilencedik helyen végzett. A hazai közönség ezúttal nem örülhetett a maximális 12 pontnak, mert nem szavazta őket senki sem az első helyre. A döntőben mindössze tizennégy olyan dal volt, amely nem kapott legalább egyszer tizenkét pontot; tizenkettő pedig legalább egyszer kapott. Magyarország pontjait Novodomszky Éva hirdette ki, a tizenkét pontot Hollandia dala kapta, a későbbi győztes Ausztria tíz pontot kapott. Magyarország Montenegrótól kapott tizenkét pontot; továbbá tíz pontot adott Románia és Macedónia, nyolcat Albánia és Azerbajdzsán, hetet Ausztria, Belgium, Észtország, Izrael, San Marino és Svédország, hatot Görögország, Izland, Oroszország és Portugália, ötöt Fehéroroszország és Finnország, négyet Hollandia és Moldova, hármat Dánia és Ukrajna, kettőt Spanyolország, egyet pedig Írország, Lettország és Svájc. Érdekesség, hogy a döntőben 12 pontot adó Montenegró volt az első elődöntőben az egyetlen olyan ország, aki egy pontot sem adott Kállay-Saunders András produkciójára. A részt vevő harminchét országból huszonöt adott legalább egy pontot a magyar produkciónak a döntőben. Ezzel Magyarország megszerezte története második legjobb eredményét, továbbá a legtöbb pontot ekkor sikerült összegyűjteni. 1994-ben Friderika 122 ponttal lett negyedik, míg Kállay-Saunders András 143 ponttal lett ötödik.
Magyarország szakmai zsűrijének tagjai Palásti Kovács Zoltán "Zoohacker", Kovács Kati, Náksi Attila, Dorozsmai Péter és Tóth Vera voltak.

## Első elődöntő

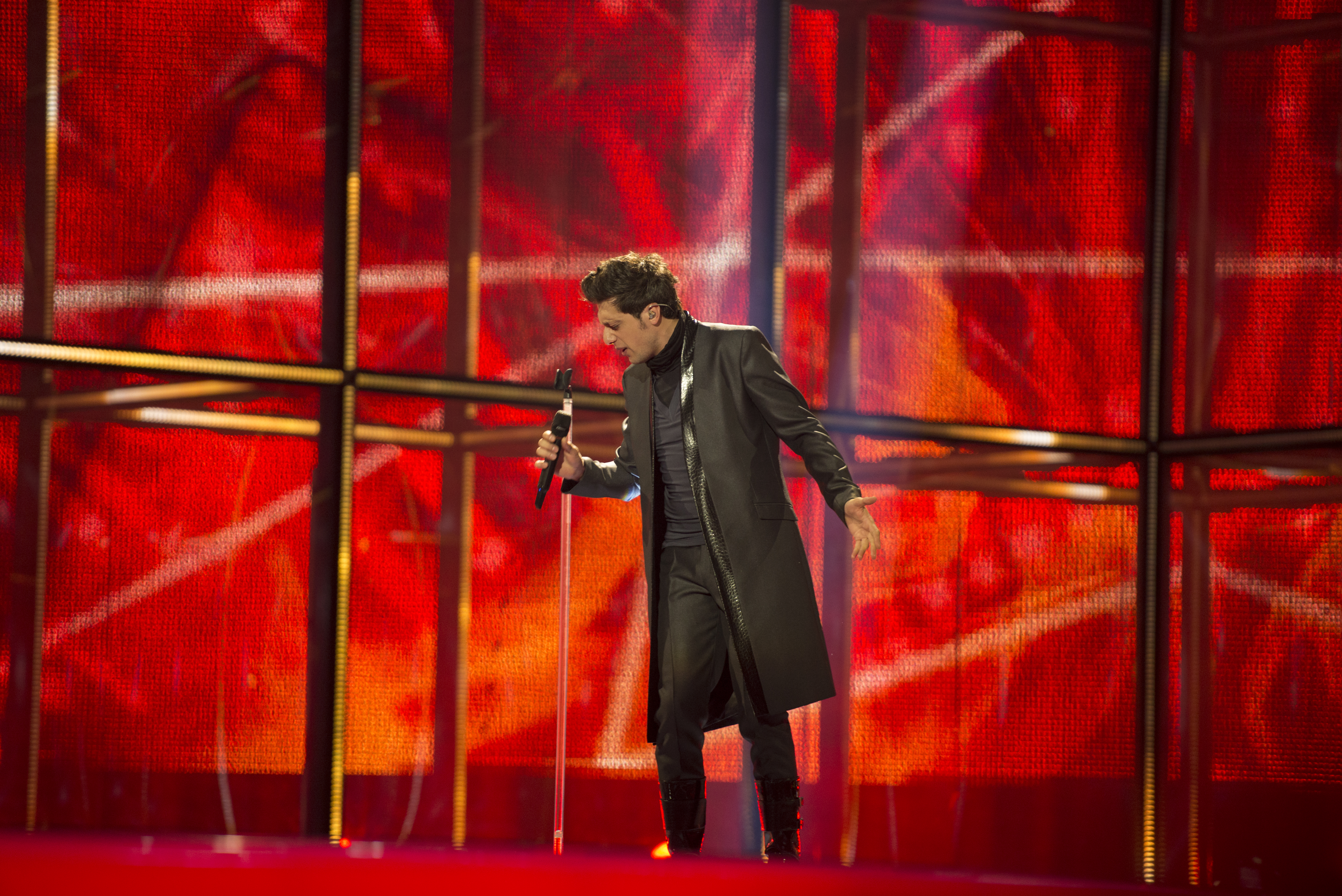
Aram MP3

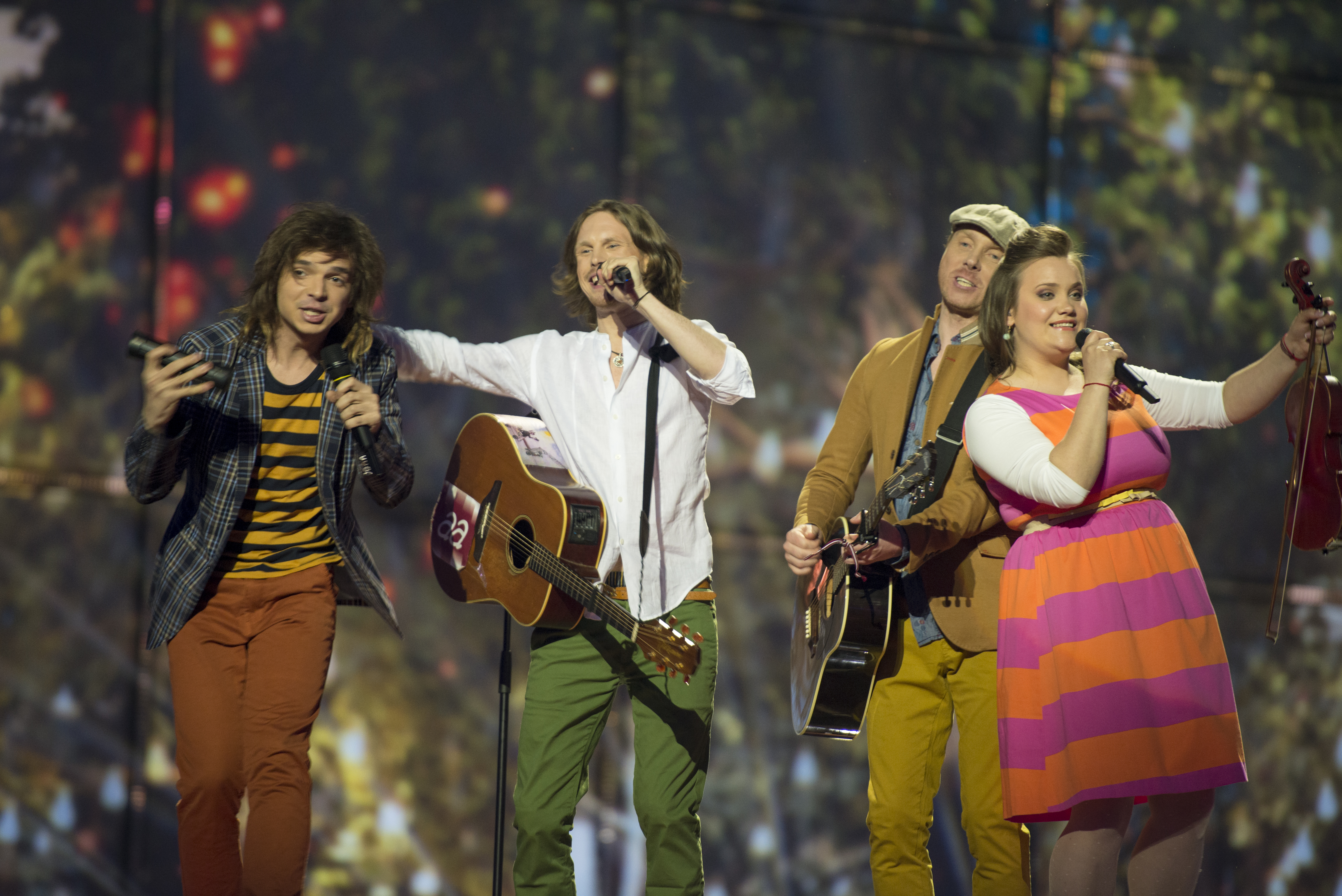
Aarzemnieki

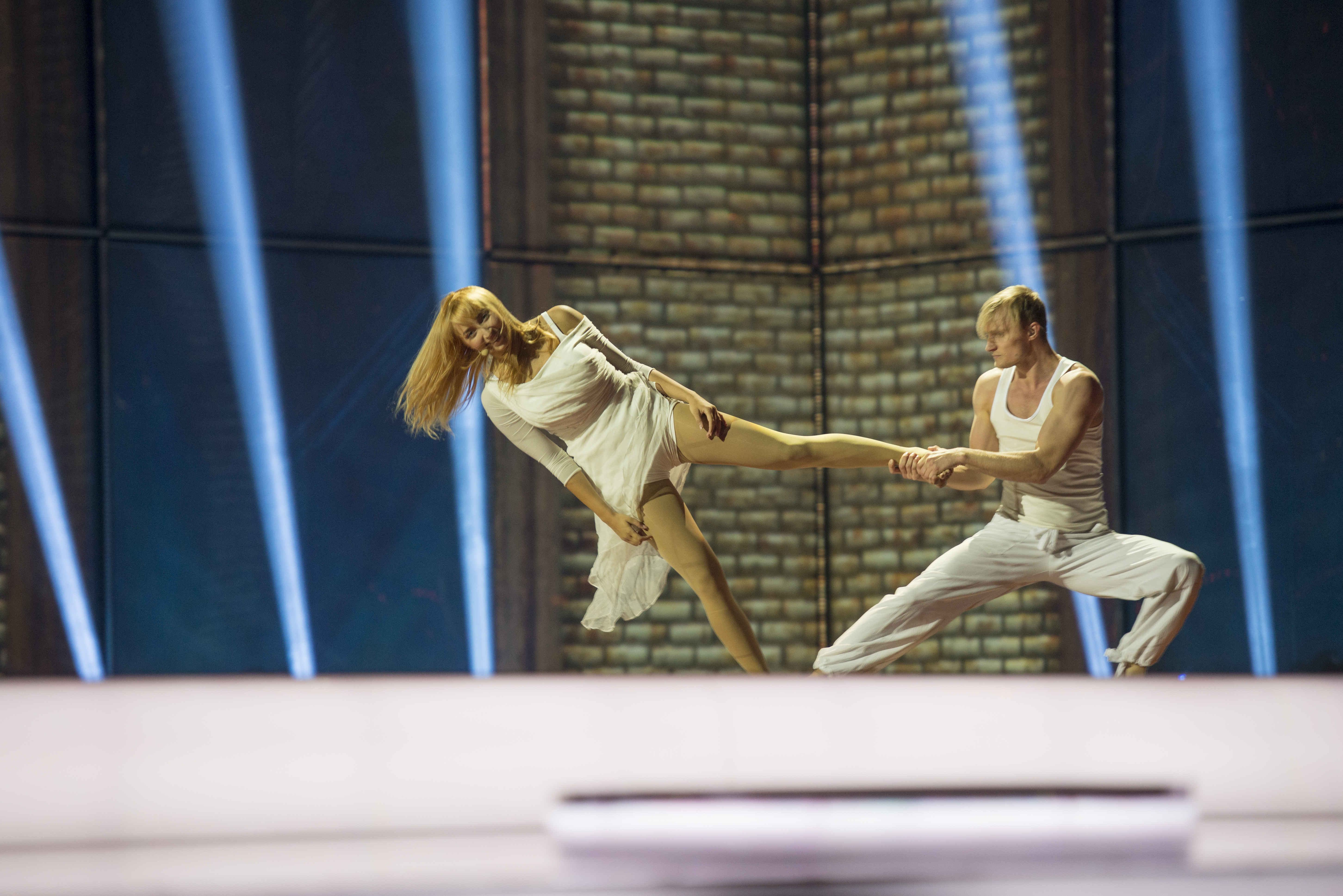
Tanja

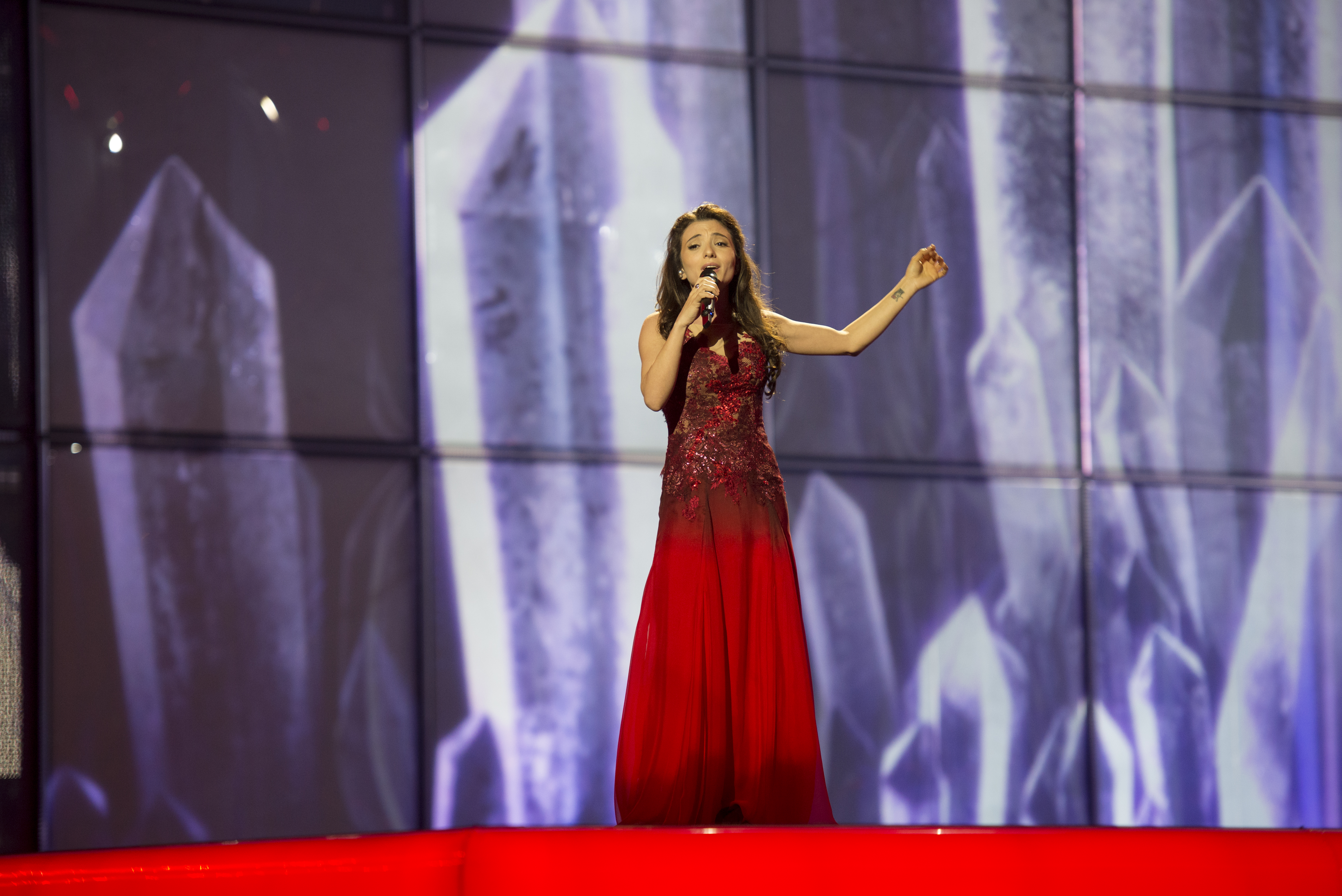
Dilarə Kazımova

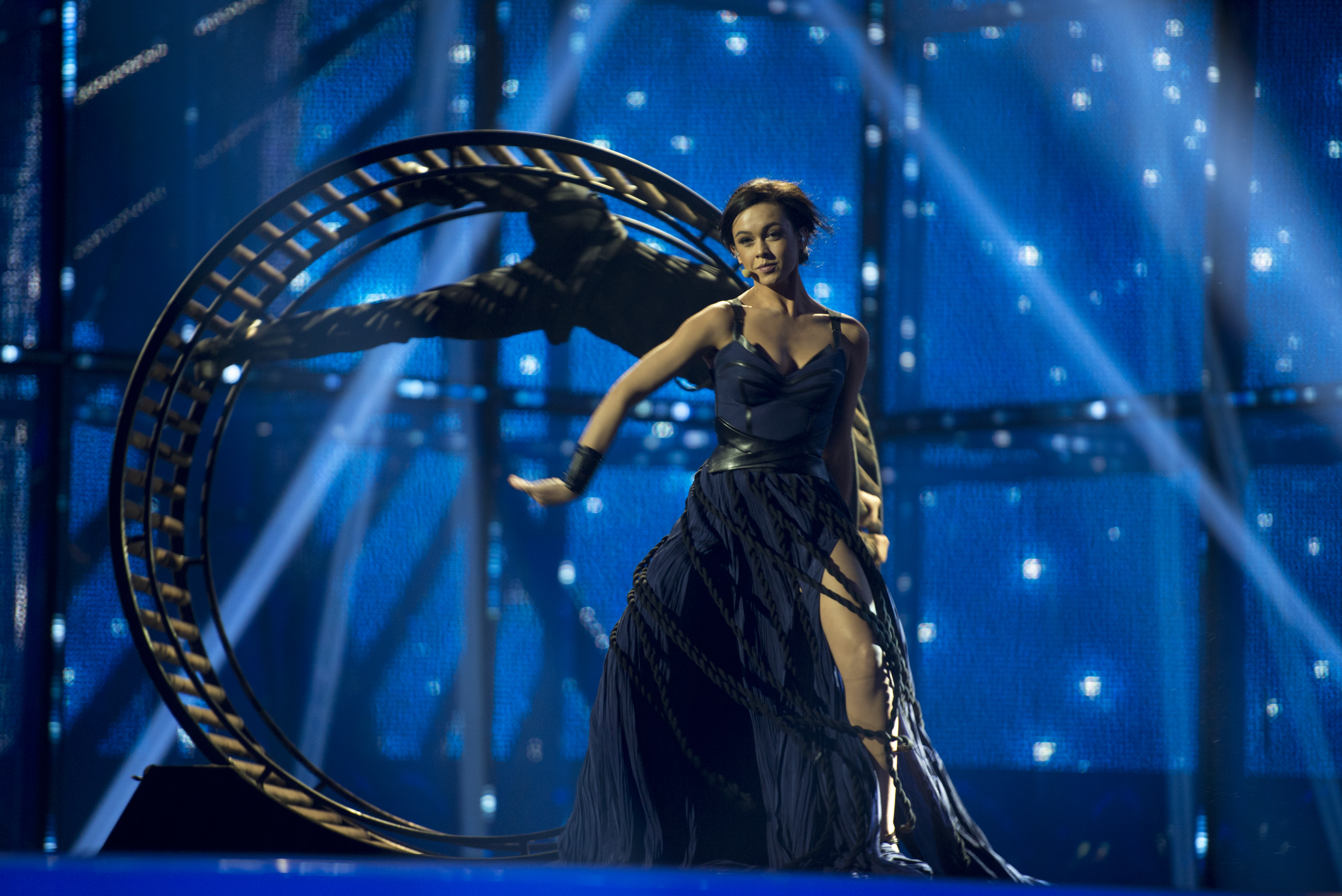
Marija Jaremcsuk

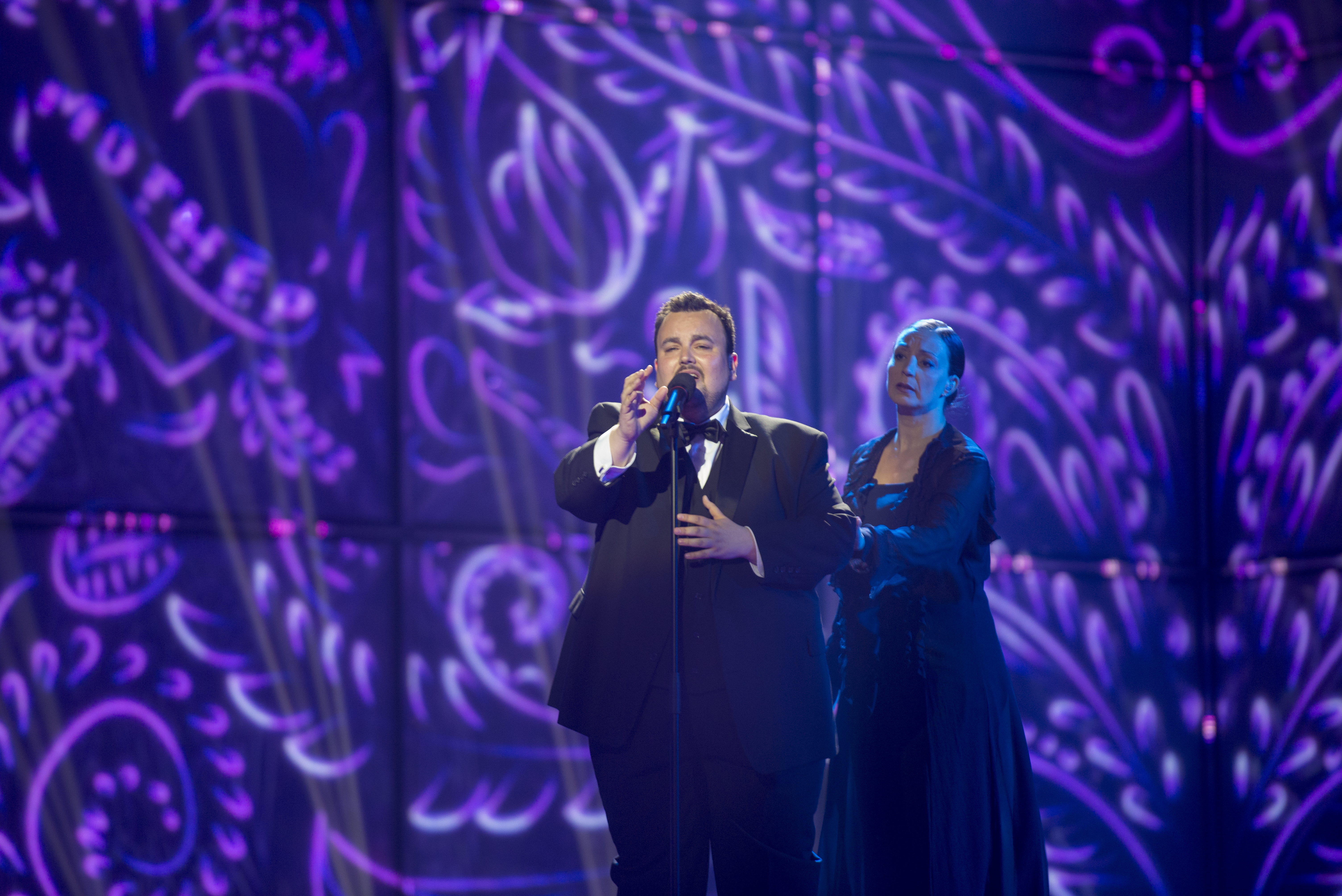
Axel Hirsoux

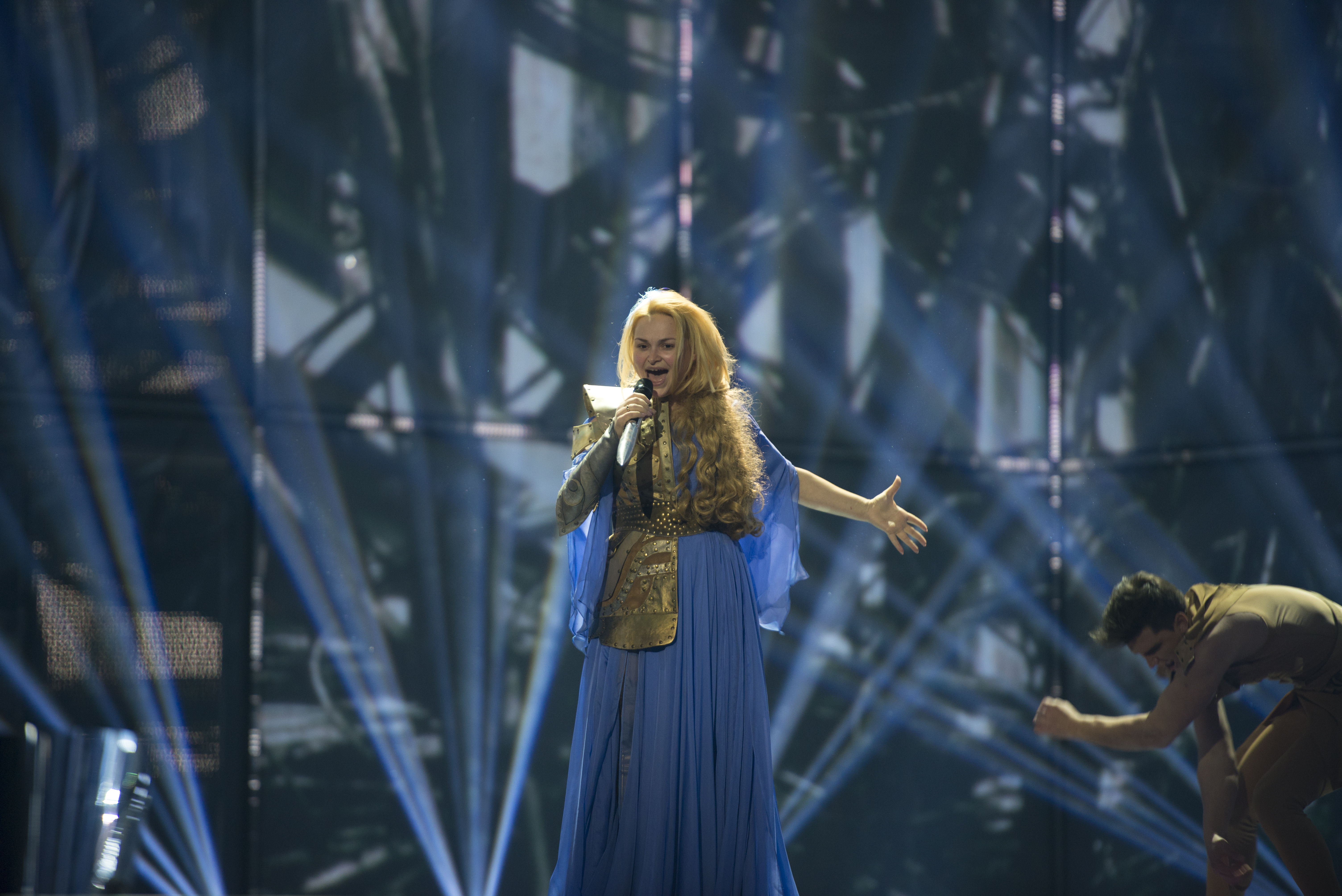
Cristina Scarlat

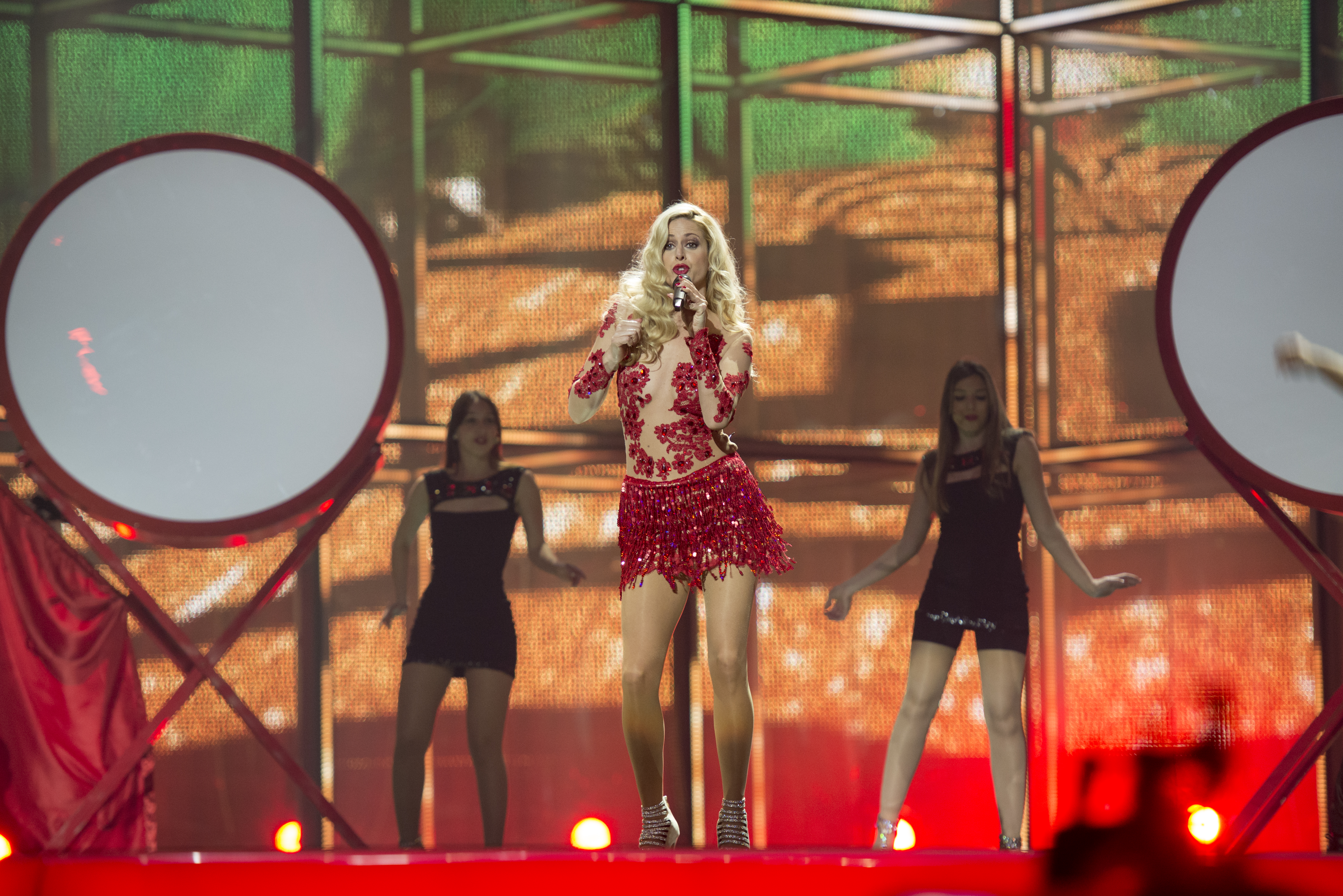
Suzy

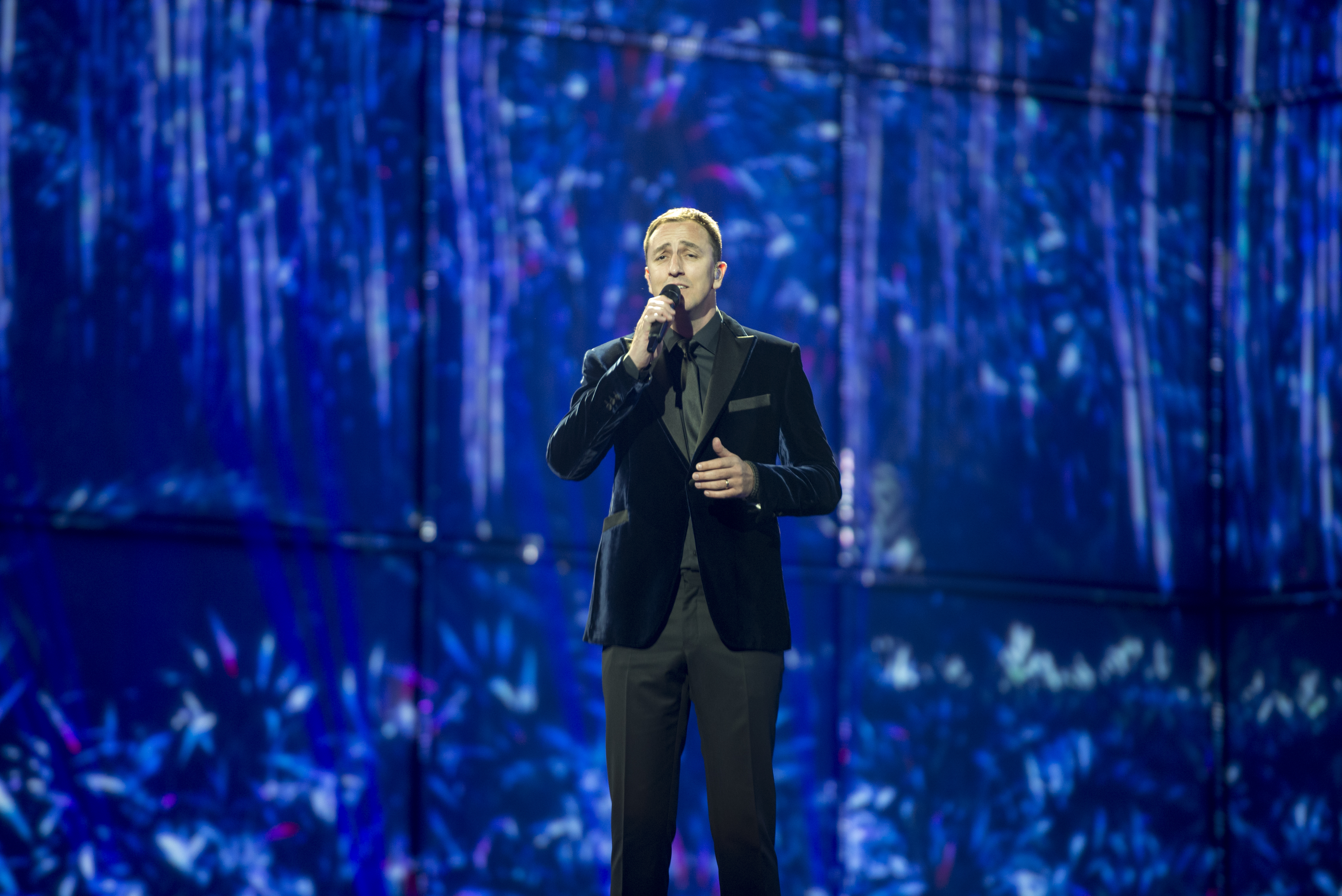
Sergej Ćetković

Az első elődöntőt május 6-án rendezték meg tizenhat ország részvételével. Az egyes országok által kiosztott pontok telefonos szavazás, illetve szakmai zsűrik szavazatai alapján alakultak ki, mely alapján az első tíz helyezett jutott tovább a döntőbe. A részt vevő országokon kívül  Dánia,  Franciaország és  Spanyolország is az első elődöntőben szavazott.
| #  | Ország       | Előadó                 | Dal                  | Helyezés | Pontszám |
| -- | ------------ | ---------------------- | -------------------- | -------- | -------- |
| 01 | Örményország | Aram MP3               | Not Alone            | 4.       | 121      |
| 02 | Lettország   | Aarzemnieki            | Cake to Bake         | 13.      | 33       |
| 03 | Észtország   | Tanja                  | Amazing              | 12.      | 36       |
| 04 | Svédország   | Sanna Nielsen          | Undo                 | 2.       | 131      |
| 05 | Izland       | Pollapönk              | No Prejudice         | 8.       | 61       |
| 06 | Albánia      | Hersi                  | One Night’s Anger    | 15.      | 22       |
| 07 | Oroszország  | Tolmachevy Sisters     | Shine                | 6.       | 63       |
| 08 | Azerbajdzsán | Dilara Kazimova        | Start a Fire         | 9.       | 57       |
| 09 | Ukrajna      | Marija Jaremcsuk       | Tick-Tock            | 5.       | 118      |
| 10 | Belgium      | Axel Hirsoux           | Mother               | 14.      | 28       |
| 11 | Moldova      | Cristina Scarlat       | Wild Soul            | 16.      | 13       |
| 12 | San Marino   | Valentina Monetta      | Maybe                | 10.      | 40       |
| 13 | Portugália   | Suzy                   | Quero ser tua        | 11.      | 39       |
| 14 | Hollandia    | The Common Linnets     | Calm After the Storm | 1.       | 150      |
| 15 | Montenegró   | Sergej Ćetković        | Moj svijet           | 7.       | 63       |
| 16 | Magyarország | Kállay-Saunders András | Running              | 3.       | 127      |

### Ponttáblázat
|              | Szavazók     | Szavazók   | Szavazók   | Szavazók   | Szavazók | Szavazók | Szavazók    | Szavazók     | Szavazók | Szavazók | Szavazók | Szavazók   | Szavazók   | Szavazók  | Szavazók   | Szavazók     | Szavazók | Szavazók      | Szavazók      | Szavazók |
| Össz         | Örményország | Lettország | Észtország | Svédország | Izland   | Albánia  | Oroszország | Azerbajdzsán | Ukrajna  | Belgium  | Moldova  | San Marino | Portugália | Hollandia | Montenegró | Magyarország | Dánia    | Franciaország | Spanyolország |          |
| ------------ | ------------ | ---------- | ---------- | ---------- | -------- | -------- | ----------- | ------------ | -------- | -------- | -------- | ---------- | ---------- | --------- | ---------- | ------------ | -------- | ------------- | ------------- | -------- |
| Örményország | 121          |            | 6          | 5          | 8        | 3        | 5           | 12           |          | 12       | 3        | 10         | 10         | 4         | 12         | 10           | 8        | 5             | 12            | 6        |
| Lettország   | 33           |            |            | 6          | 1        | 6        |             |              | 7        |          | 5        |            | 2          | 3         |            |              | 2        | 1             |               |          |
| Észtország   | 36           | 5          | 10         |            | 5        | 5        |             |              | 5        |          |          |            |            |           |            |              |          |               | 4             | 2        |
| Svédország   | 131          | 4          | 8          | 7          |          | 10       | 6           | 6            |          | 10       | 8        | 10         | 3          | 8         | 8          | 5            | 10       | 10            | 6             | 12       |
| Izland       | 61           |            | 5          | 2          | 7        |          |             |              |          | 3        | 4        |            | 7          | 1         | 7          |              | 6        | 8             | 8             | 3        |
| Albánia      | 22           |            |            |            |          |          |             |              |          |          | 2        |            | 5          |           | 1          | 12           |          | 2             |               |          |
| Oroszország  | 63           | 7          | 4          | 1          | 2        | 2        |             |              | 10       | 6        | 1        | 12         |            | 5         |            | 4            | 5        | 4             |               |          |
| Azerbajdzsán | 57           |            | 2          | 4          |          | 1        | 7           | 10           |          | 5        |          | 6          | 6          | 2         | 4          | 7            | 1        |               | 2             |          |
| Ukrajna      | 118          | 12         | 7          | 10         | 6        | 7        | 3           | 7            | 12       |          | 7        | 8          | 4          | 7         | 5          | 8            | 3        | 7             |               | 5        |
| Belgium      | 28           | 6          |            |            |          |          |             | 4            | 4        |          |          | 7          | 1          |           | 3          | 2            |          |               | 1             |          |
| Moldova      | 13           |            |            |            |          |          | 4           | 1            |          | 2        |          |            |            |           |            | 6            |          |               |               |          |
| San Marino   | 40           | 2          | 1          | 3          |          | 4        | 8           | 3            | 6        | 4        |          | 1          |            |           |            |              | 7        |               |               | 1        |
| Portugália   | 39           | 3          |            |            | 4        |          | 1           |              | 1        |          | 6        | 3          |            |           | 2          | 3            |          | 3             | 5             | 8        |
| Hollandia    | 150          | 10         | 12         | 12         | 12       | 12       | 2           | 2            | 3        | 7        | 10       | 2          | 12         | 12        |            | 1            | 12       | 12            | 10            | 7        |
| Montenegró   | 63           | 8          |            |            | 3        |          | 12          | 5            | 2        | 1        |          | 5          |            | 6         | 6          |              | 4        |               | 7             | 4        |
| Magyarország | 127          | 1          | 3          | 8          | 10       | 8        | 10          | 8            | 8        | 8        | 12       | 4          | 8          | 10        | 10         |              |          | 6             | 3             | 10       |

A sorok és az oszlopok a fellépés sorrendjében vannak rendezve. Az utolsó három oszlopban az itt szavazó automatikus döntősök ábécésorrendben találhatók meg.

### Zsűri és televoting szavazás külön
| Helyezés | Zsűri        | Pontszám | Nézői szavazatok | Pontszám |
| -------- | ------------ | -------- | ---------------- | -------- |
| 1.       | Hollandia    | 130      | Hollandia        | 130      |
| 2.       | Svédország   | 125      | Magyarország     | 103      |
| 3.       | Magyarország | 122      | Svédország       | 98       |
| 4.       | Örményország | 102      | Örményország     | 96       |
| 5.       | Azerbajdzsán | 94       | Ukrajna          | 96       |
| 6.       | Ukrajna      | 88       | Portugália       | 65       |
| 7.       | Montenegró   | 74       | Oroszország      | 55       |
| 8.       | Izland       | 68       | San Marino       | 49       |
| 9.       | Albánia      | 64       | Izland           | 43       |
| 10.      | Észtország   | 61       | Lettország       | 38       |
| 11.      | Oroszország  | 57       | Belgium          | 31       |
| 12.      | Lettország   | 27       | Montenegró       | 26       |
| 13.      | San Marino   | 25       | Azerbajdzsán     | 17       |
| 14.      | Belgium      | 24       | Észtország       | 13       |
| 15.      | Moldova      | 24       | Albánia          | 6        |
| 16.      | Portugália   | 17       | Moldova          | 4        |

### 12 pontos országok
Az alábbi országok kaptak 12 pontot az első elődöntőben:
| Darab | Jutalmazott ország | Szavazó ország                                                                          |
| ----- | ------------------ | --------------------------------------------------------------------------------------- |
| 8     | Hollandia          | Dánia, Észtország, Izland, Lettország, Magyarország, Portugália, San Marino, Svédország |
| 4     | Örményország       | Franciaország, Hollandia, Oroszország, Ukrajna                                          |
| 2     | Ukrajna            | Azerbajdzsán, Örményország                                                              |
| 1     | Albánia            | Montenegró                                                                              |
| 1     | Oroszország        | Moldova                                                                                 |
| 1     | Magyarország       | Belgium                                                                                 |
| 1     | Montenegró         | Albánia                                                                                 |
| 1     | Svédország         | Spanyolország                                                                           |

### Magyarország zsűri és televoting eredményei
Magyarország pontjait az első elődöntőben 50%-ban a zsűri szavazatai, 50%-ban pedig a telefonos szavazók szavazatai tették ki. Magyarország területéről a telefonos és SMS szavazás telefonszáma 06–91–636–136 volt. A hívás és SMS díja bruttó 195 Ft volt.
| Első elődöntő – Magyarország eredményei | Első elődöntő – Magyarország eredményei | Első elődöntő – Magyarország eredményei | Első elődöntő – Magyarország eredményei | Első elődöntő – Magyarország eredményei | Első elődöntő – Magyarország eredményei | Első elődöntő – Magyarország eredményei | Első elődöntő – Magyarország eredményei | Első elődöntő – Magyarország eredményei | Első elődöntő – Magyarország eredményei |
| Ország                                  | Zoohacker                               | Kovács K.                               | Náksi A.                                | Dorozsmai P.                            | Tóth V.                                 | Átlag zsűri helyezés                    | Televoting helyezés                     | Összesített helyezés                    | Kiosztott pontok                        |
| --------------------------------------- | --------------------------------------- | --------------------------------------- | --------------------------------------- | --------------------------------------- | --------------------------------------- | --------------------------------------- | --------------------------------------- | --------------------------------------- | --------------------------------------- |
| Örményország                            | 2.                                      | 14.                                     | 14.                                     | 2.                                      | 5.                                      | 6.                                      | 5.                                      | 3.                                      | 8                                       |
| Lettország                              | 8.                                      | 6.                                      | 2.                                      | 8.                                      | 15.                                     | 8.                                      | 7.                                      | 9.                                      | 2                                       |
| Észtország                              | 14.                                     | 11.                                     | 9.                                      | 9.                                      | 13.                                     | 13.                                     | 13.                                     | 14.                                     | 0                                       |
| Svédország                              | 9.                                      | 10.                                     | 11.                                     | 5.                                      | 3.                                      | 7.                                      | 2.                                      | 2.                                      | 10                                      |
| Izland                                  | 11.                                     | 9.                                      | 3.                                      | 11.                                     | 10.                                     | 10.                                     | 3.                                      | 5.                                      | 6                                       |
| Albánia                                 | 5.                                      | 8.                                      | 12.                                     | 7.                                      | 8.                                      | 9.                                      | 12.                                     | 12.                                     | 0                                       |
| Oroszország                             | 4.                                      | 12.                                     | 6.                                      | 6.                                      | 4.                                      | 5.                                      | 9.                                      | 6.                                      | 5                                       |
| Azerbajdzsán                            | 3.                                      | 5.                                      | 7.                                      | 4.                                      | 1.                                      | 2.                                      | 14.                                     | 10.                                     | 1                                       |
| Ukrajna                                 | 12.                                     | 7.                                      | 4.                                      | 14.                                     | 9.                                      | 11.                                     | 4.                                      | 8.                                      | 3                                       |
| Belgium                                 | 10.                                     | 4.                                      | 10.                                     | 15.                                     | 14.                                     | 12.                                     | 10.                                     | 13.                                     | 0                                       |
| Moldova                                 | 13.                                     | 13.                                     | 15.                                     | 13.                                     | 11.                                     | 15.                                     | 15.                                     | 15.                                     | 0                                       |
| San Marino                              | 7.                                      | 3.                                      | 5.                                      | 10.                                     | 7.                                      | 4.                                      | 8.                                      | 4.                                      | 7                                       |
| Portugália                              | 15.                                     | 15.                                     | 13.                                     | 12.                                     | 6.                                      | 14.                                     | 6.                                      | 11.                                     | 0                                       |
| Hollandia                               | 1.                                      | 1.                                      | 1.                                      | 1.                                      | 2.                                      | 1.                                      | 1.                                      | 1.                                      | 12                                      |
| Montenegró                              | 6.                                      | 2.                                      | 8.                                      | 3.                                      | 12.                                     | 3.                                      | 11.                                     | 7.                                      | 4                                       |
| Magyarország                            | Nem lehet a saját országra szavazni!    | Nem lehet a saját országra szavazni!    | Nem lehet a saját országra szavazni!    | Nem lehet a saját országra szavazni!    | Nem lehet a saját országra szavazni!    | Nem lehet a saját országra szavazni!    | Nem lehet a saját országra szavazni!    | Nem lehet a saját országra szavazni!    | Nem lehet a saját országra szavazni!    |

Az egyes országok zsűrijének rangsorai alapján az első helyen végzett a magyar dal kettő albán, kettő flamand, egy moldáv, három orosz, kettő portugál és négy svéd zsűritagnál.

## Második elődöntő

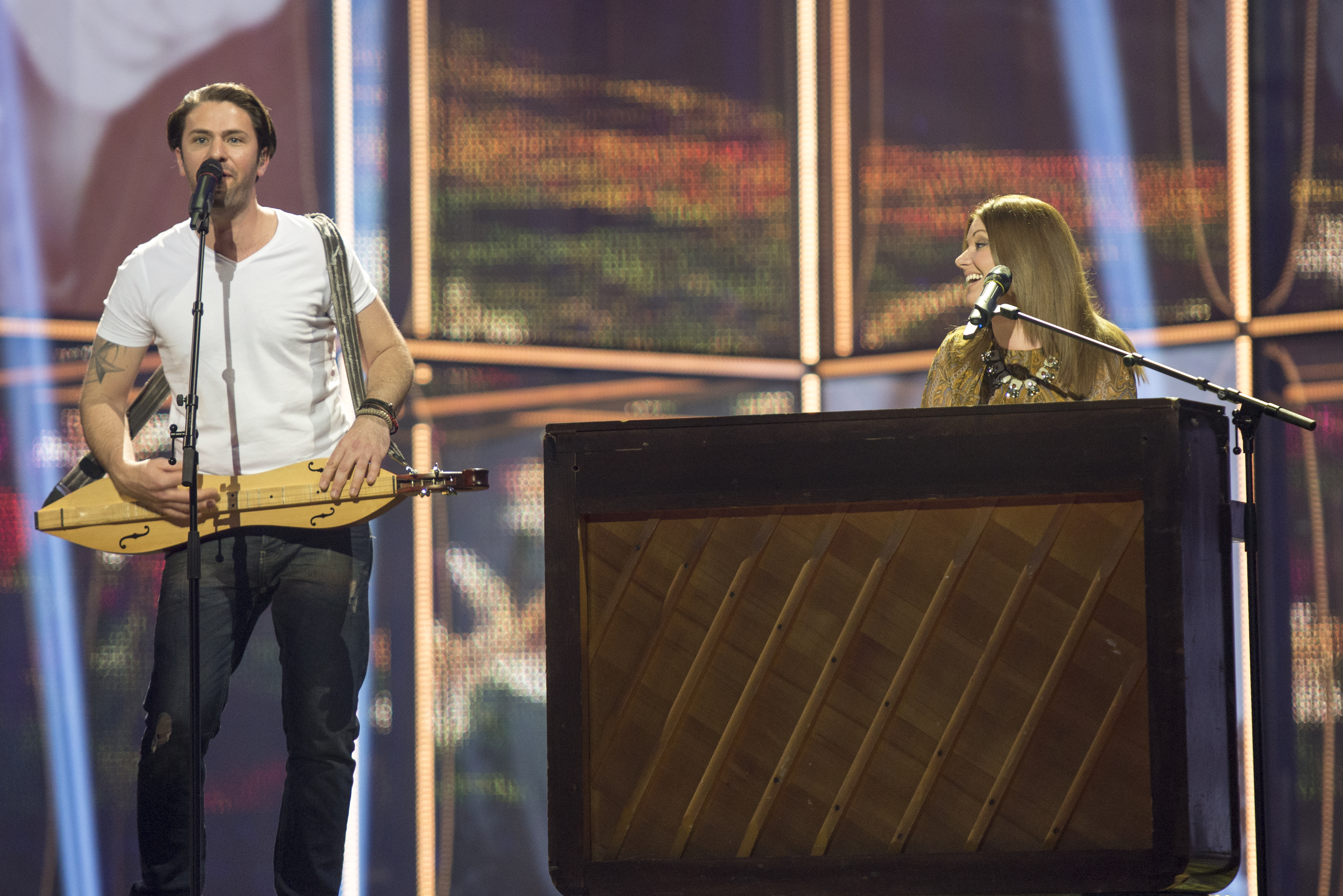
Firelight

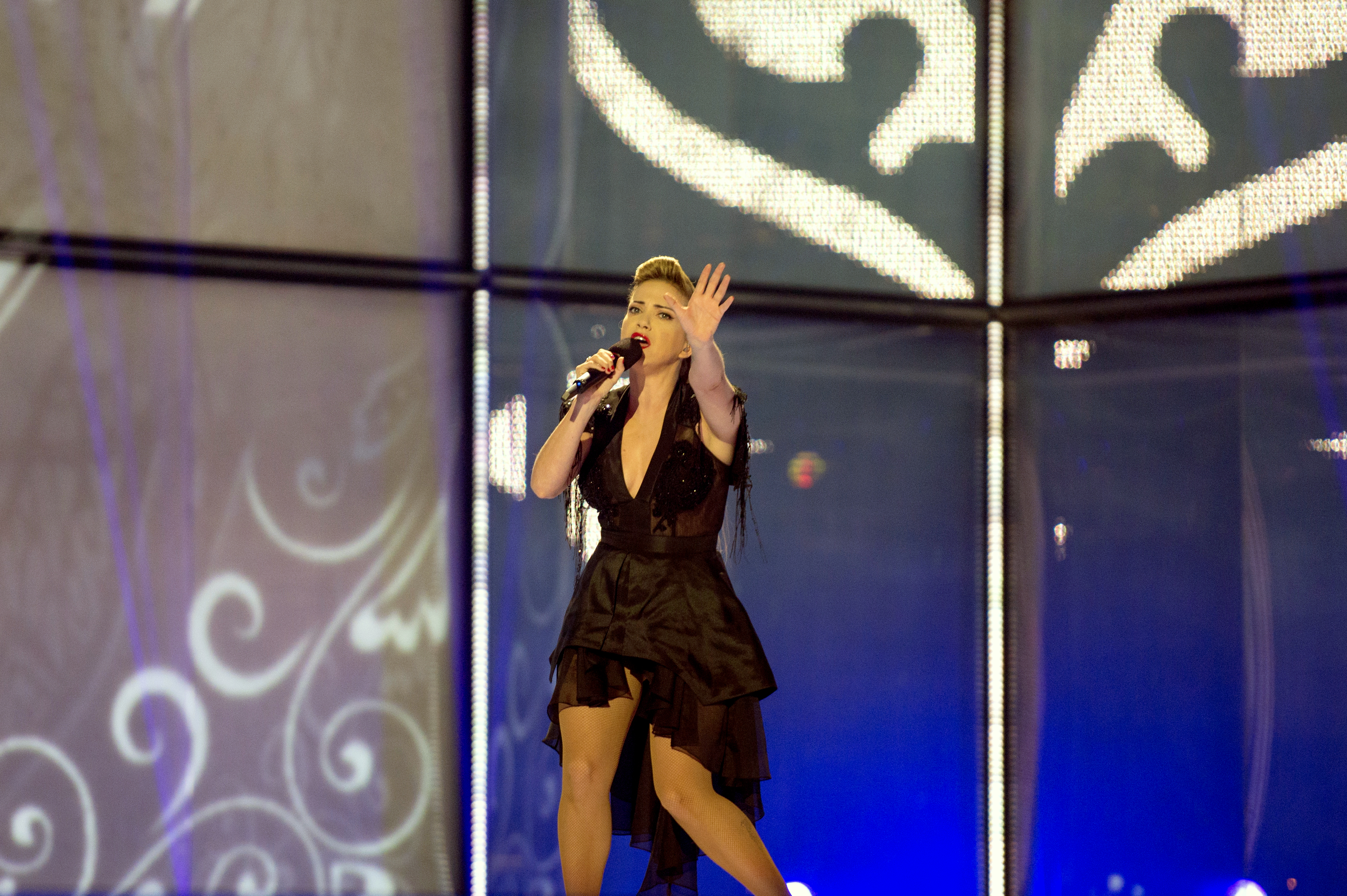
Mei Feingold

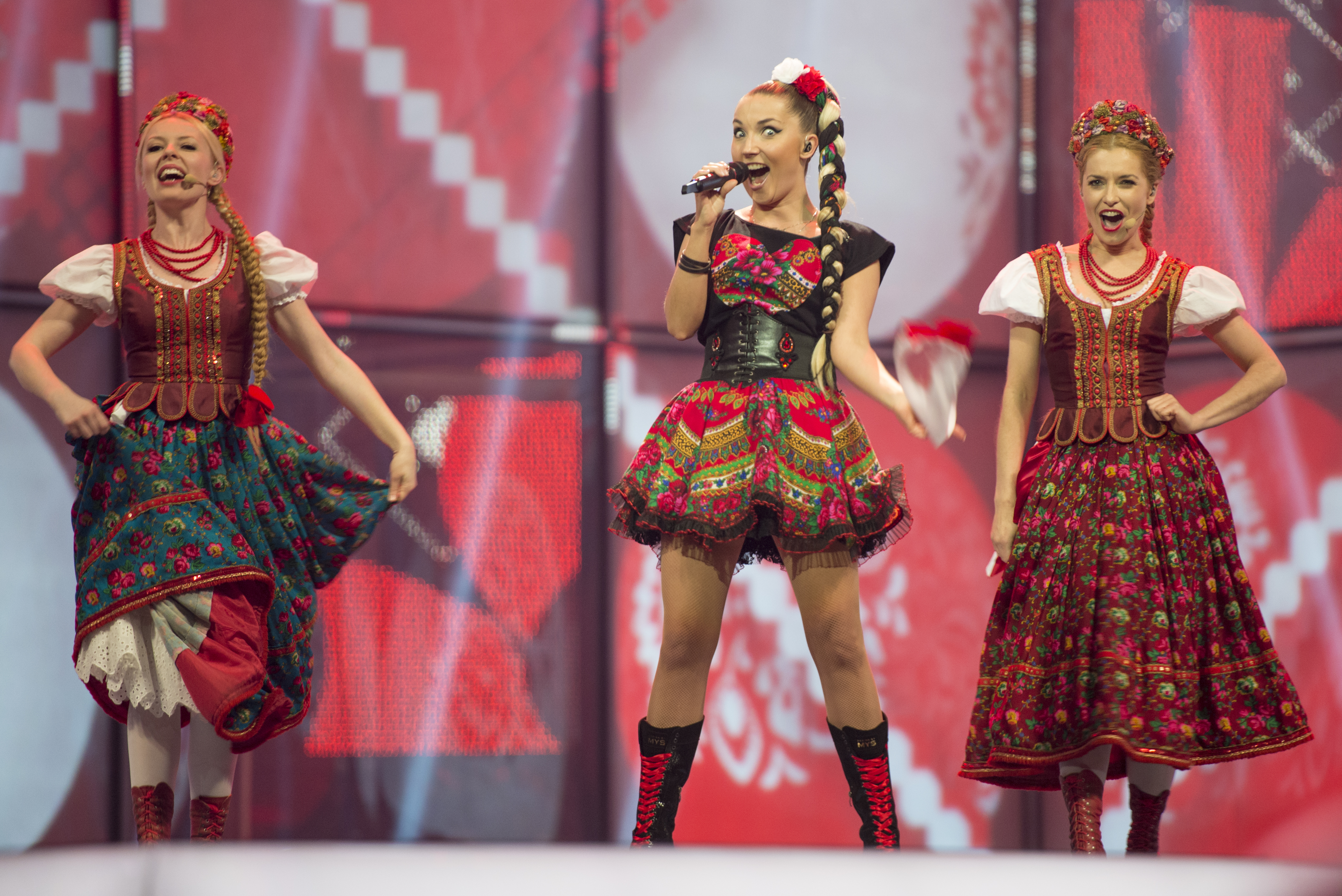
Cleo és táncosai

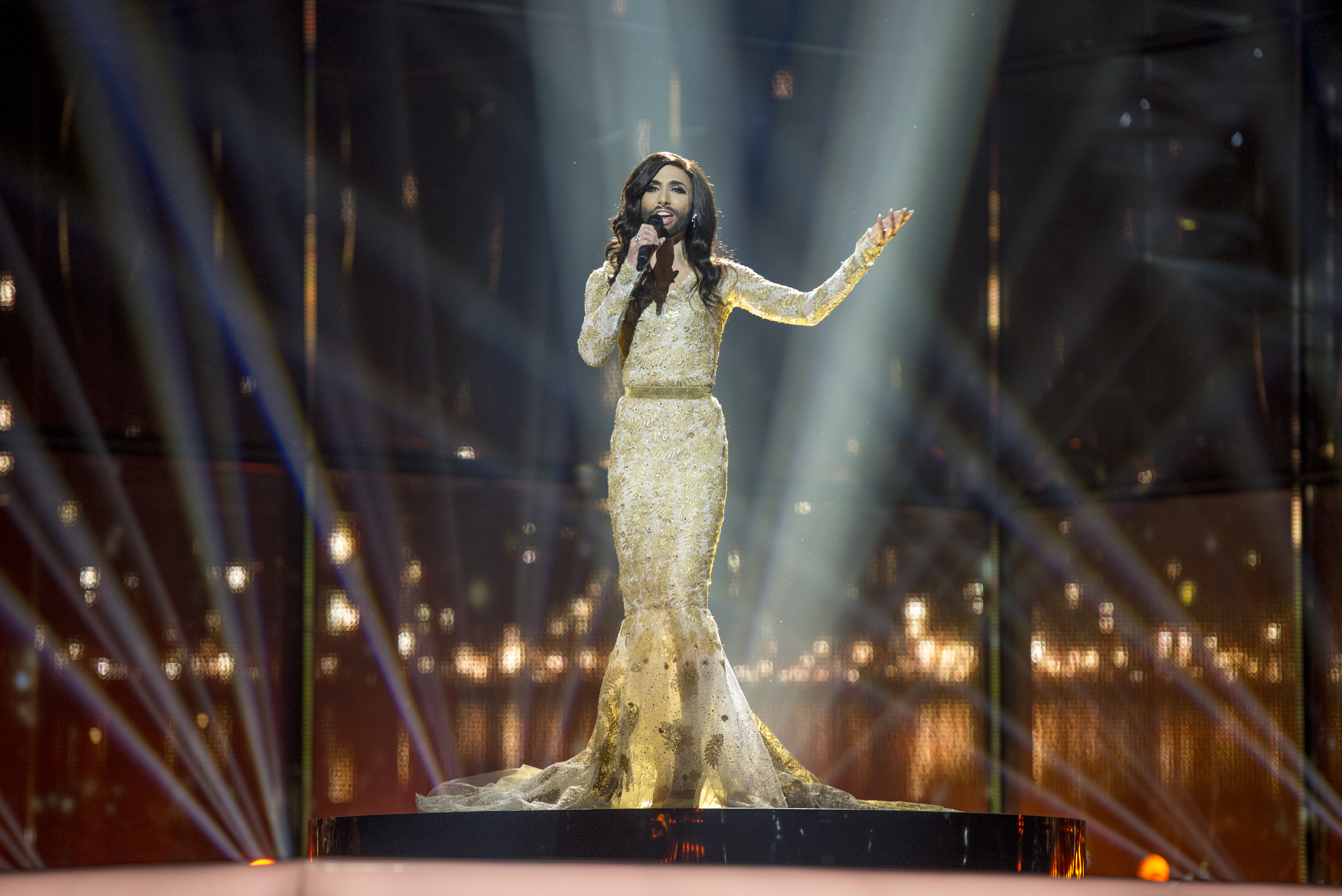
Conchita Wurst

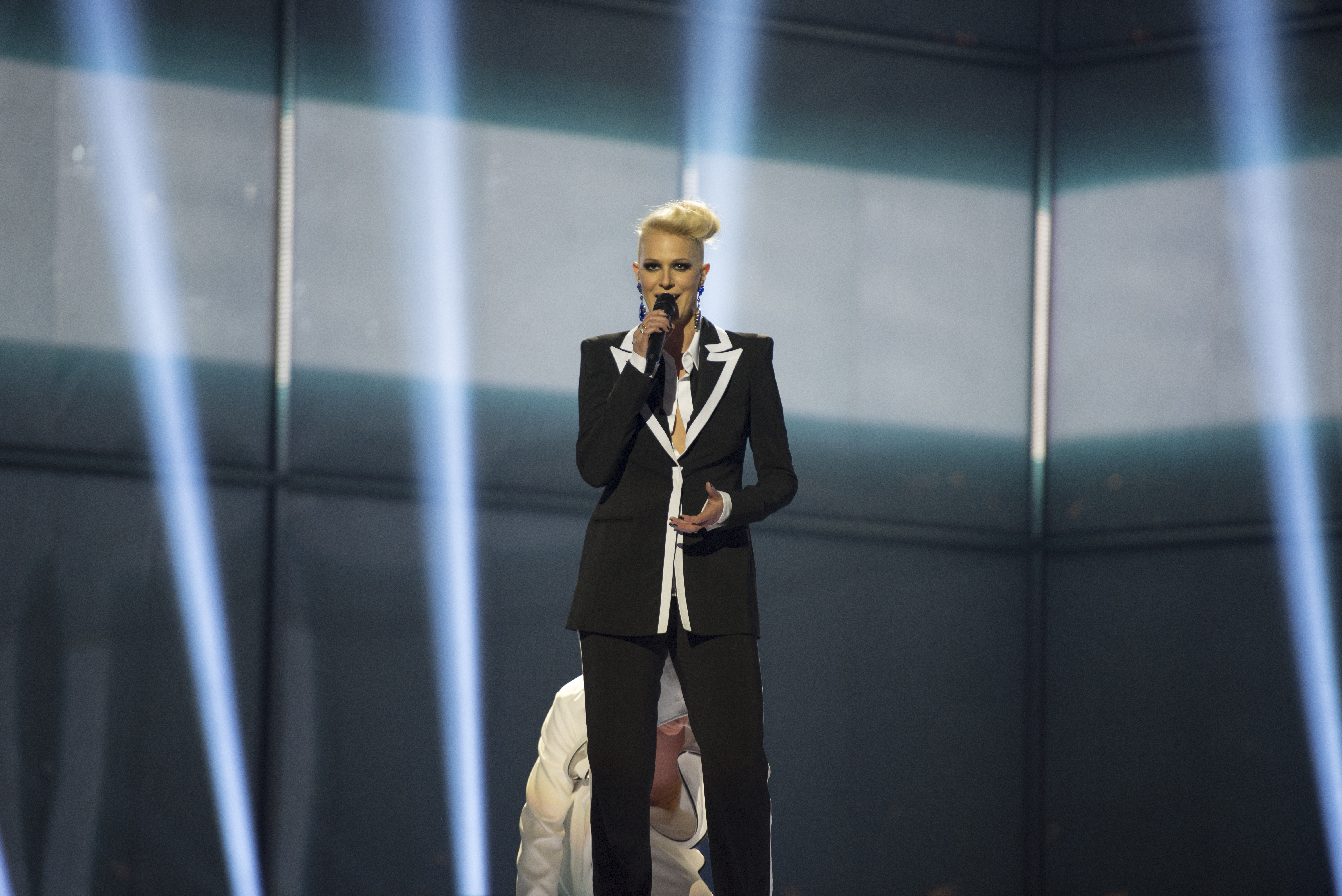
Tijana

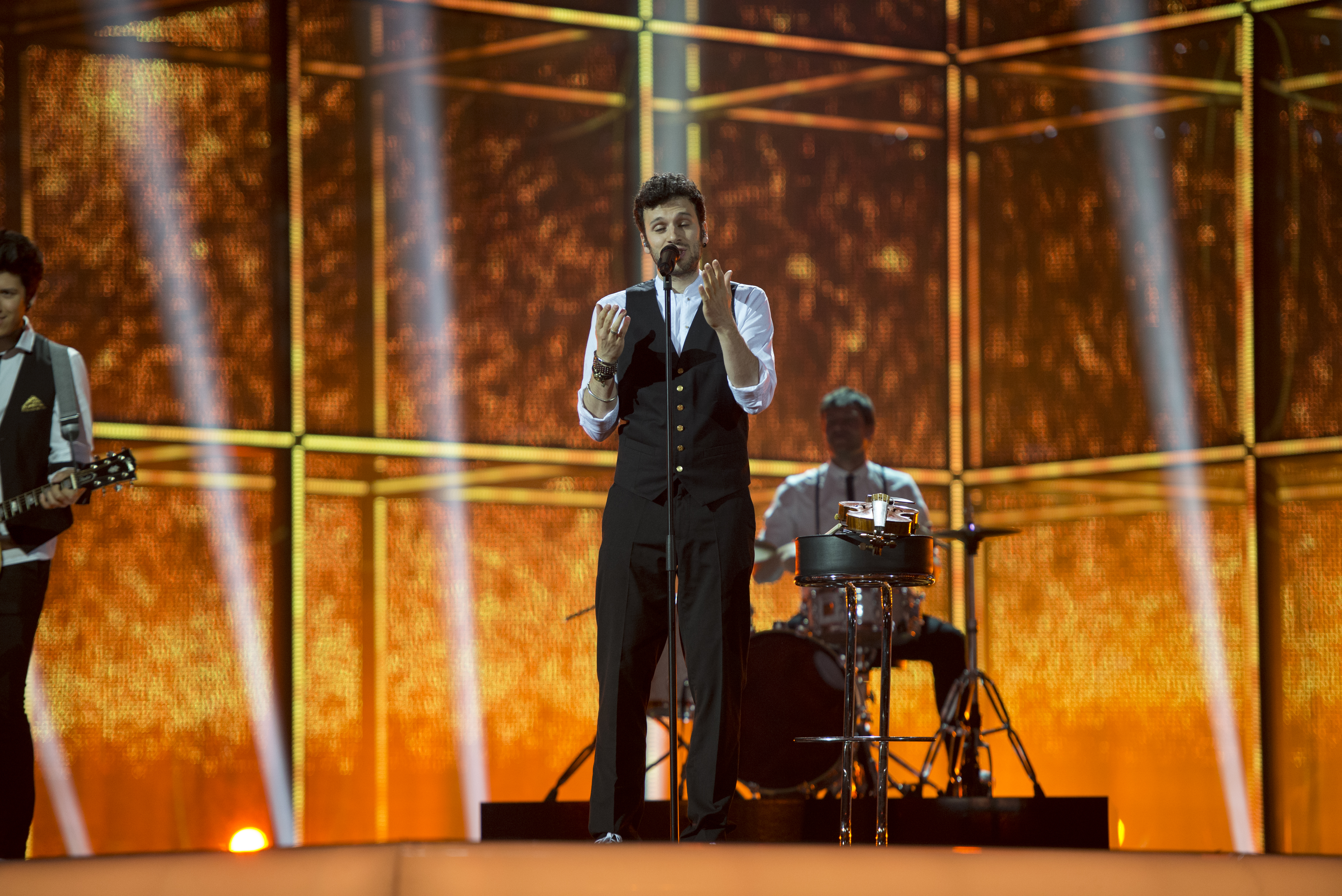
Sebalter

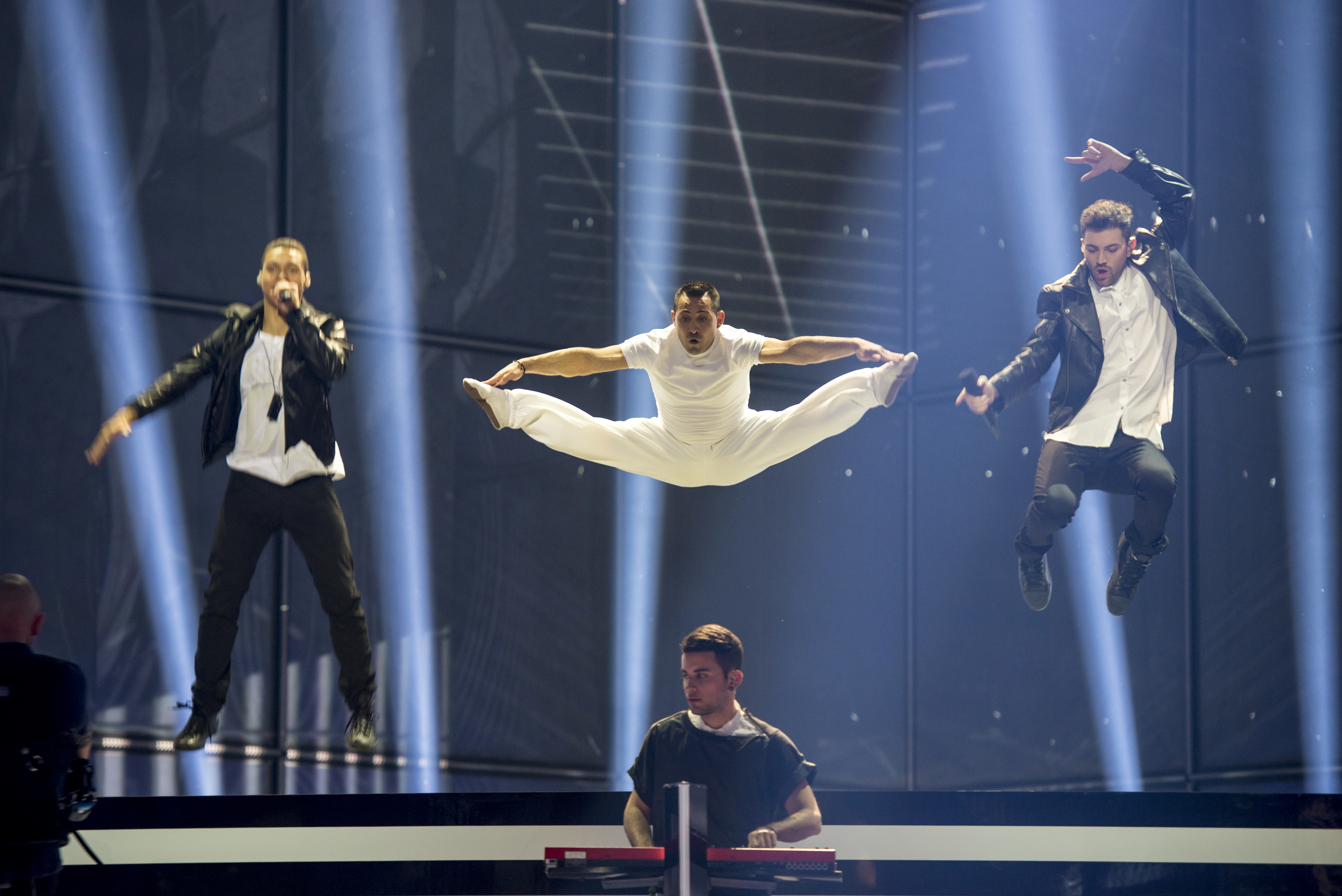
Freaky Fortune feat. RiskyKidd

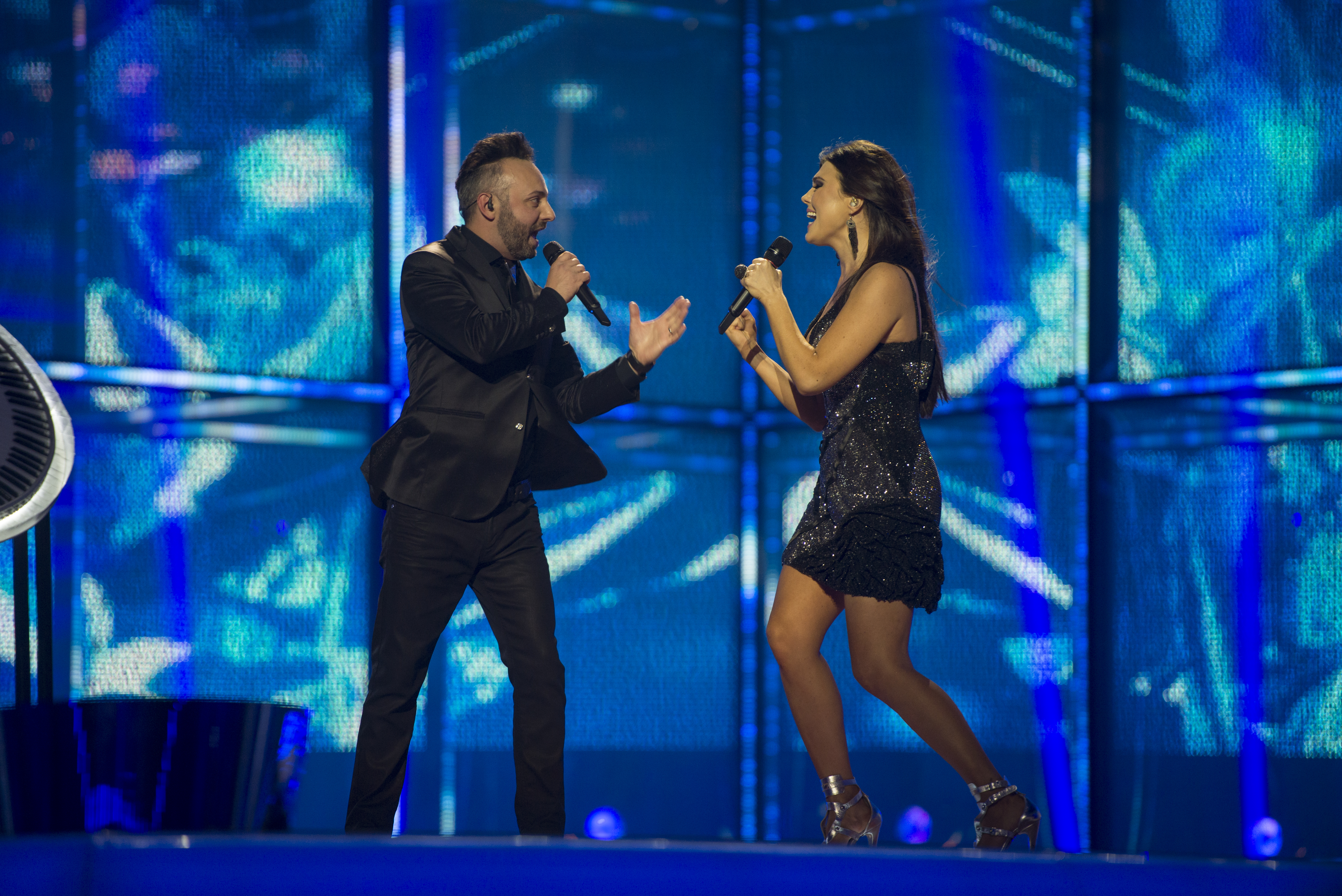
Paula Seling & Ovi

A második elődöntőt május 8-án rendezték meg tizenöt ország részvételével. Az egyes országok által kiosztott pontok telefonos szavazás, illetve szakmai zsűrik szavazatai alapján alakultak ki, mely alapján az első tíz helyezett jutott tovább a döntőbe. A részt vevő országokon kívül az  Egyesült Királyság,  Németország és  Olaszország is a második elődöntőben szavazott. A Dalfesztiválon először részt vehetett  Ausztrália is, de csak meghívott előadóként, a szavazásban nem vettek részt. Ennek az oka az, hogy Ausztráliában évtizedek óta nagy népszerűségnek örvend a verseny. Az országukat Jessica Mauboy képviselte, aki a Sea of Flags című dalt adta elő.
| #  | Ország           | Előadó                         | Dal                          | Helyezés | Pontszám |
| -- | ---------------- | ------------------------------ | ---------------------------- | -------- | -------- |
| 01 | Málta            | Firelight                      | Coming Home                  | 9.       | 63       |
| 02 | Izrael           | Mei Feingold                   | Same Heart                   | 14.      | 19       |
| 03 | Norvégia         | Carl Espen                     | Silent Storm                 | 6.       | 77       |
| 04 | Grúzia           | The Shin és Mariko             | Three Minutes to Earth       | 15.      | 15       |
| 05 | Lengyelország    | Donatan & Cleo                 | My Słowianie – We Are Slavic | 8.       | 70       |
| 06 | Ausztria         | Conchita Wurst                 | Rise Like a Phoenix          | 1.       | 169      |
| 07 | Litvánia         | Vilija                         | Attention                    | 11.      | 36       |
| 08 | Finnország       | Softengine                     | Something Better             | 3.       | 97       |
| 09 | Írország         | Can-linn feat. Kasey Smith     | Heartbeat                    | 12.      | 35       |
| 10 | Fehéroroszország | Teo                            | Cheesecake                   | 5.       | 87       |
| 11 | Macedónia        | Tijana                         | To the Sky                   | 13.      | 33       |
| 12 | Svájc            | Sebalter                       | Hunter of Stars              | 4.       | 92       |
| 13 | Görögország      | Freaky Fortune feat. RiskyKidd | Rise Up                      | 7.       | 74       |
| 14 | Szlovénia        | Tinkara Kovač                  | Round and Round              | 10.      | 52       |
| 15 | Románia          | Paula Seling & Ovi             | Miracle                      | 2.       | 125      |

### Ponttáblázat
|                  | Szavazók | Szavazók | Szavazók | Szavazók | Szavazók      | Szavazók | Szavazók | Szavazók   | Szavazók | Szavazók         | Szavazók  | Szavazók | Szavazók    | Szavazók  | Szavazók | Szavazók    | Szavazók    | Szavazók           | Szavazók |
| Össz             | Málta    | Izrael   | Norvégia | Grúzia   | Lengyelország | Ausztria | Litvánia | Finnország | Írország | Fehéroroszország | Macedónia | Svájc    | Görögország | Szlovénia | Románia  | Németország | Olaszország | Egyesült Királyság |          |
| ---------------- | -------- | -------- | -------- | -------- | ------------- | -------- | -------- | ---------- | -------- | ---------------- | --------- | -------- | ----------- | --------- | -------- | ----------- | ----------- | ------------------ | -------- |
| Málta            | 63       |          |          | 2        | 8             | 4        | 1        | 1          | 5        | 3                | 4         | 12       | 5           |           |          | 3           | 3           | 5                  | 7        |
| Izrael           | 19       |          |          |          |               |          |          |            | 3        |                  | 2         | 5        |             | 6         |          | 1           | 2           |                    |          |
| Norvégia         | 77       | 7        |          |          | 5             | 6        | 5        | 8          | 10       | 8                |           | 4        | 2           | 7         | 4        | 4           | 7           |                    |          |
| Grúzia           | 15       | 2        |          |          |               |          |          | 6          |          |                  | 5         |          |             | 1         |          |             | 1           |                    |          |
| Lengyelország    | 70       | 1        | 4        | 7        |               |          | 2        | 4          |          | 2                | 10        | 3        | 3           | 3         | 3        |             | 12          | 10                 | 4        |
| Ausztria         | 169      | 10       | 10       | 8        | 10            | 10       |          | 10         | 12       | 12               | 7         | 6        | 12          | 12        | 10       | 12          | 4           | 12                 | 12       |
| Litvánia         | 36       |          |          | 5        | 7             | 2        |          |            |          | 5                | 6         |          |             |           |          |             |             | 1                  | 10       |
| Finnország       | 97       |          | 3        | 12       | 1             | 8        | 8        | 5          |          | 10               |           | 10       | 8           | 4         | 2        | 5           | 5           | 8                  | 8        |
| Írország         | 35       | 4        | 1        | 3        |               | 5        | 4        |            |          |                  |           | 7        | 1           | 2         | 1        | 2           |             |                    | 5        |
| Fehéroroszország | 87       | 6        | 7        | 1        | 12            | 7        | 10       | 12         | 7        | 1                |           | 2        |             | 8         | 6        | 8           |             |                    |          |
| Macedónia        | 33       | 3        | 2        |          | 2             |          |          |            | 1        |                  | 1         |          | 10          |           | 12       |             |             | 2                  |          |
| Svájc            | 92       | 5        | 5        |          |               | 12       | 6        | 7          | 8        | 6                | 3         | 3        |             | 5         | 8        | 10          | 10          | 3                  | 3        |
| Görögország      | 74       | 8        | 6        | 6        | 3             | 1        | 3        |            | 4        | 4                | 12        |          | 4           |           | 3        | 7           | 6           | 6                  | 1        |
| Szlovénia        | 52       |          | 8        | 4        | 4             | 3        | 7        | 3          | 2        |                  |           |          | 6           |           |          | 6           |             | 7                  | 2        |
| Románia          | 125      | 12       | 12       | 10       | 6             |          | 12       | 2          | 6        | 7                | 8         | 8        | 7           | 10        | 7        |             | 8           | 4                  | 6        |

A sorok és az oszlopok a fellépés sorrendjében vannak rendezve. Az utolsó három oszlopban az itt szavazó automatikus döntősök az angol ábécé szerinti sorrendben találhatók meg.

### Zsűri és televoting szavazás külön
| Helyezés | Zsűri            | Pontszám | Nézői szavazatok | Pontszám |
| -------- | ---------------- | -------- | ---------------- | -------- |
| 1.       | Ausztria         | 138      | Ausztria         | 165      |
| 2.       | Finnország       | 117      | Románia          | 126      |
| 3.       | Málta            | 113      | Lengyelország    | 116      |
| 4.       | Norvégia         | 100      | Svájc            | 98       |
| 5.       | Románia          | 99       | Görögország      | 91       |
| 6.       | Fehéroroszország | 71       | Fehéroroszország | 86       |
| 7.       | Macedónia        | 70       | Finnország       | 63       |
| 8.       | Szlovénia        | 60       | Norvégia         | 55       |
| 9.       | Görögország      | 52       | Szlovénia        | 48       |
| 10.      | Svájc            | 51       | Írország         | 47       |
| 11.      | Litvánia         | 41       | Litvánia         | 44       |
| 12.      | Lengyelország    | 34       | Málta            | 36       |
| 13.      | Grúzia           | 33       | Macedónia        | 28       |
| 14.      | Írország         | 33       | Izrael           | 26       |
| 15.      | Izrael           | 32       | Grúzia           | 15       |

### 12 pontos országok
Az alábbi országok kaptak 12 pontot a második elődöntőben:
| Darab | Jutalmazott ország | Szavazó ország                                                                     |
| ----- | ------------------ | ---------------------------------------------------------------------------------- |
| 7     | Ausztria           | Egyesült Királyság, Finnország, Görögország, Írország, Románia, Olaszország, Svájc |
| 3     | Románia            | Ausztria, Izrael, Málta                                                            |
| 2     | Fehéroroszország   | Grúzia, Litvánia                                                                   |
| 1     | Finnország         | Norvégia                                                                           |
| 1     | Macedónia          | Szlovénia                                                                          |
| 1     | Görögország        | Fehéroroszország                                                                   |
| 1     | Lengyelország      | Németország                                                                        |
| 1     | Málta              | Macedónia                                                                          |
| 1     | Svájc              | Lengyelország                                                                      |

## Döntő

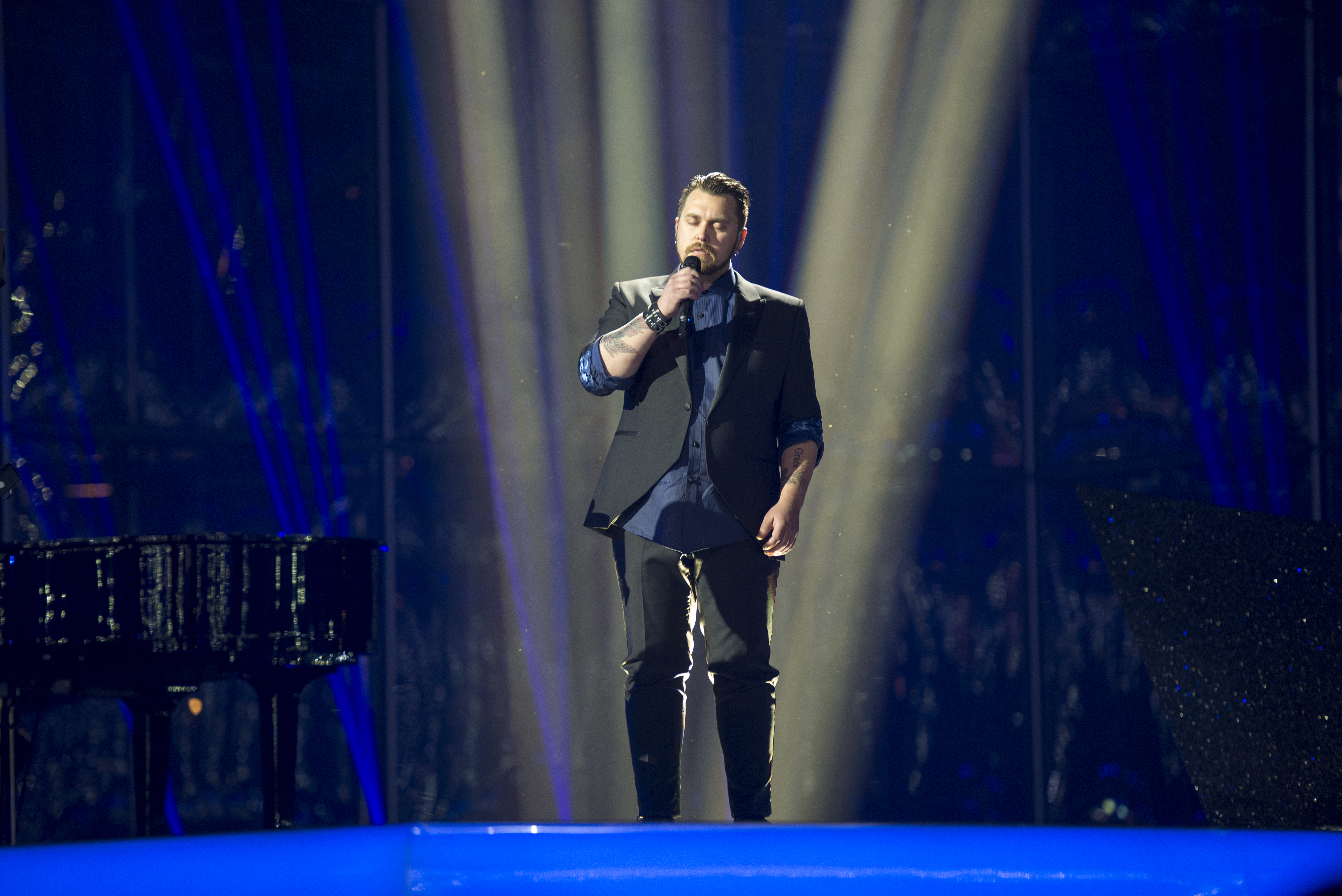
Carl Espen

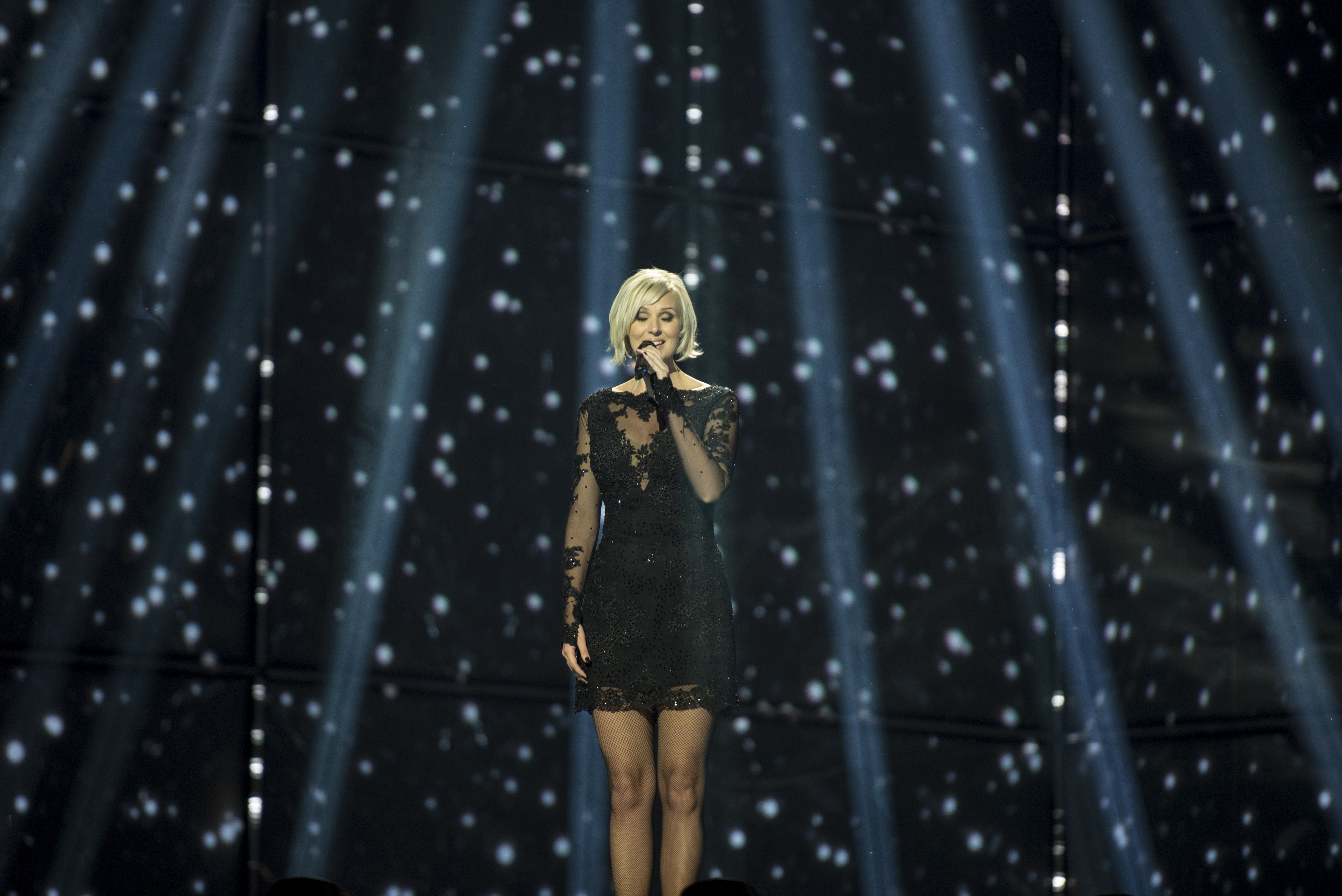
Sanna Nielsen

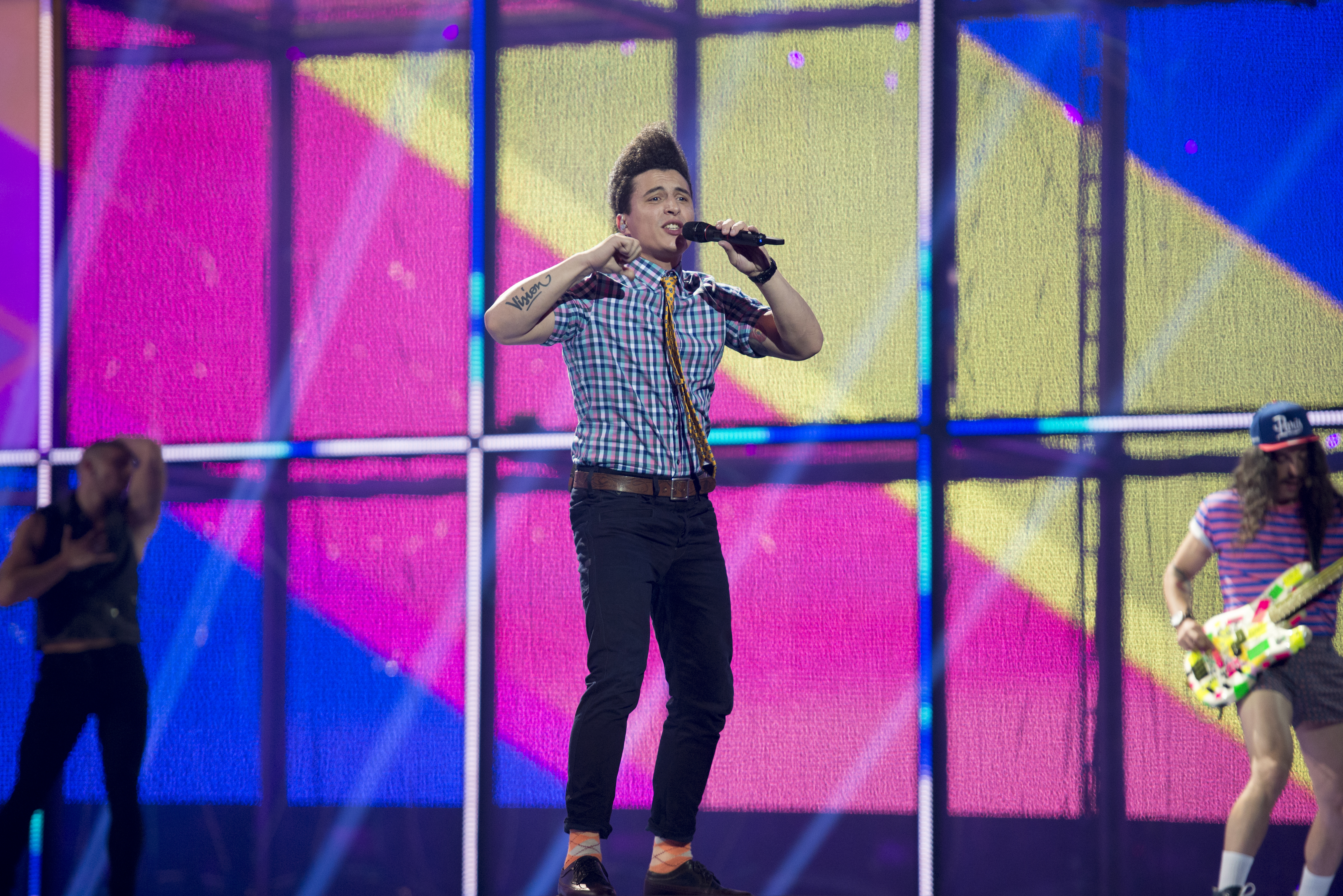
Twin Twin

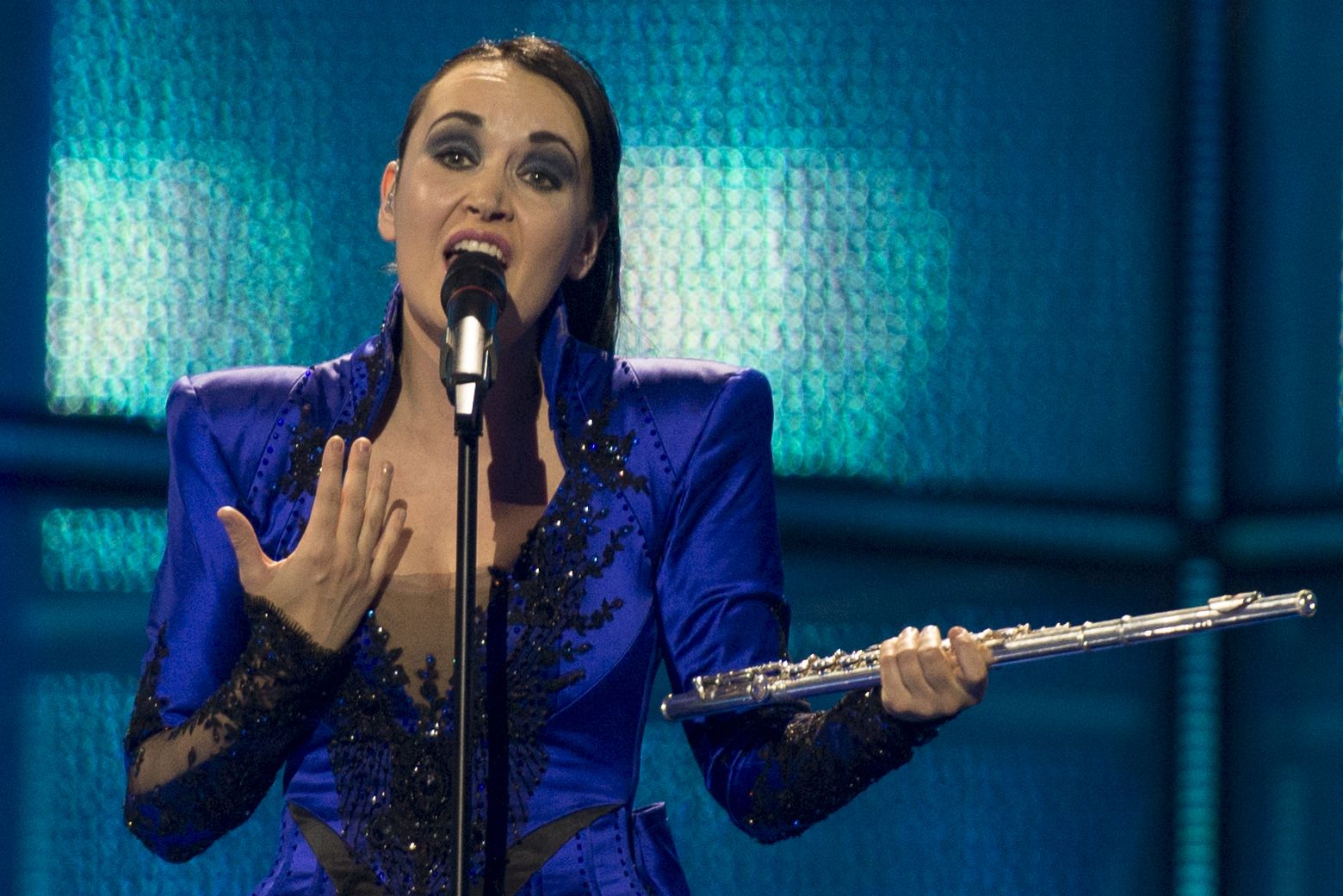
Tinkara Kovač

A döntőt május 10-én rendezték meg huszonhat ország részvételével. A mezőnyt a következő országok alkották:
- Az első elődöntő első tíz helyezettje:  Hollandia,  Svédország,  Magyarország,  Örményország,  Ukrajna,  Oroszország,  Montenegró,  Izland,  Azerbajdzsán,  San Marino
- A második elődöntő első tíz helyezettje:  Ausztria,  Románia,  Finnország,  Svájc,  Fehéroroszország,  Norvégia,  Görögország,  Lengyelország,  Málta,  Szlovénia
- A házigazda ország, egyben az előző év győztese:  Dánia
- Az automatikusan döntős „Öt Nagy” ország:  Egyesült Királyság,  Franciaország,  Németország,  Olaszország,  Spanyolország

| #  | Ország             | Előadó                         | Dal                          | Helyezés | Pontszám |
| -- | ------------------ | ------------------------------ | ---------------------------- | -------- | -------- |
| 01 | Ukrajna            | Mariya Yaremchuk               | Tick-Tock                    | 6.       | 113      |
| 02 | Fehéroroszország   | Teo                            | Cheesecake                   | 16.      | 43       |
| 03 | Azerbajdzsán       | Dilara Kazimova                | Start a Fire                 | 22.      | 33       |
| 04 | Izland             | Pollapönk                      | No Prejudice                 | 15.      | 58       |
| 05 | Norvégia           | Carl Espen                     | Silent Storm                 | 8.       | 88       |
| 06 | Románia            | Paula Seling & Ovi             | Miracle                      | 12.      | 72       |
| 07 | Örményország       | Aram MP3                       | Not Alone                    | 4.       | 174      |
| 08 | Montenegró         | Sergej Ćetković                | Moj svijet                   | 19.      | 37       |
| 09 | Lengyelország      | Donatan & Cleo                 | My Słowianie – We Are Slavic | 14.      | 62       |
| 10 | Görögország        | Freaky Fortune feat. RiskyKidd | Rise Up                      | 20.      | 35       |
| 11 | Ausztria           | Conchita Wurst                 | Rise Like a Phoenix          | 1.       | 290      |
| 12 | Németország        | Elaiza                         | Is It Right                  | 18.      | 39       |
| 13 | Svédország         | Sanna Nielsen                  | Undo                         | 3.       | 218      |
| 14 | Franciaország      | Twin Twin                      | Moustache                    | 26.      | 2        |
| 15 | Oroszország        | Tolmachevy Sisters             | Shine                        | 7.       | 89       |
| 16 | Olaszország        | Emma                           | La mia città                 | 21.      | 33       |
| 17 | Szlovénia          | Tinkara Kovač                  | Round and Round              | 25.      | 9        |
| 18 | Finnország         | Softengine                     | Something Better             | 11.      | 72       |
| 19 | Spanyolország      | Ruth Lorenzo                   | Dancing in the Rain          | 10.      | 74       |
| 20 | Svájc              | Sebalter                       | Hunter of Stars              | 13.      | 64       |
| 21 | Magyarország       | Kállay-Saunders András         | Running                      | 5.       | 143      |
| 22 | Málta              | Firelight                      | Coming Home                  | 23.      | 32       |
| 23 | Dánia              | Basim                          | Cliche Love Song             | 9.       | 74       |
| 24 | Hollandia          | The Common Linnets             | Calm After the Storm         | 2.       | 238      |
| 25 | San Marino         | Valentina Monetta              | Maybe                        | 24.      | 14       |
| 26 | Egyesült Királyság | Molly                          | Children of the Universe     | 17.      | 40       |

### Pontbejelentők
A szavazás sorrendjét 2014. május 10-én jelentették be. A pontbejelentők között, a korábbi évekhez hasonlóan, több korábbi részt vevő is volt: az azeri Sabina Babayeva (2012), a fehérorosz Alyona Lanskaya (2013), a grúz Nodi és Sopho (2013), a lett Ralfs Eilands (PeR tagjaként, 2013), az észt Lauri Pihlap (2XL tagjaként, 2001 győztes) az orosz Alsou (2000, 2009 műsorvezető), a svéd Alcazar együttes tagja, Andreas Lundstedt (a six4one tagjaként, Svájc színeiben, 2006) és az ukrán Zlata Ognevich (2013).
Első alkalommal fordult elő, hogy egy korábbi Junior Eurovíziós Dalfesztiválon induló előadó pontbejelentőként vett részt a versenyben: a 2013-ban San Marinót képviselő olasz Michele Perniola ezúttal San Marino pontjait jelentette be. Lettország szóvivője, Ralfs Eilands pedig korábban a 2010-es Junior Eurovíziós Dalfesztiválon látta el ugyanezt a feladatot, habár ő sohasem vett részt a gyerekek versenyén.
Ugyancsak ez volt az első alkalom, hogy egy egész együttes (a háromtagú svéd Alcazar) ismertette egy ország pontjait.
A szavazás sorrendje a következőképpen alakult:
| 1. Azerbajdzsán – Sabina Babayeva 2. Görögország – Andriánna Magganiá 3. Lengyelország – Paulina Chylewska 4. Albánia – Andri Xhahu 5. San Marino – Michele Perniola 6. Dánia – Sofie Lassen-Kahlke 7. Montenegró – Tijana Mišković 8. Románia – Sonia Argint Ionescu 9. Oroszország – Alsou 10. Hollandia – Tim Douwsma 11. Málta – Valentina Rossi 12. Franciaország – Elodie Suigo 13. Egyesült Királyság – Scott Mills | 1. Lettország – Ralfs Eilands 2. Örményország – Anna Avaneszjan 3. Izland – Benedict Valsson 4. Macedónia – Marko Mark 5. Svédország – Alcazar 6. Fehéroroszország – Alyona Lanskaya 7. Németország – Helene Fischer 8. Izrael – Ofer Nachshon 9. Portugália – Joana Teles 10. Norvégia – Margrethe Røed 11. Észtország – Lauri Pihlap 12. Magyarország – Novodomszky Éva 13. Moldova – Olivia Furtună | 1. Írország – Nicky Byrne 2. Finnország – Redrama 3. Litvánia – Ignas Krupavičius 4. Ausztria – Kati Bellowitsch 5. Spanyolország – Carolina Casado 6. Belgium – Angelique Vlieghe 7. Olaszország – Linus 8. Ukrajna – Zlata Ognevich A győztes kihirdetése 1. Svájc – Kurt Aeschbacher 2. Grúzia – Nodi és Sopho 3. Szlovénia – Ula Furlan |

### Ponttáblázat
| 50% zsűri, közönség 100% zsűri 100% közönség | Szavazók | Szavazók | Szavazók         | Szavazók     | Szavazók | Szavazók | Szavazók | Szavazók     | Szavazók   | Szavazók      | Szavazók    | Szavazók | Szavazók    | Szavazók   | Szavazók      | Szavazók    | Szavazók    | Szavazók  | Szavazók   | Szavazók      | Szavazók | Szavazók     | Szavazók | Szavazók | Szavazók  | Szavazók   | Szavazók           | Szavazók   | Szavazók   | Szavazók | Szavazók | Szavazók | Szavazók   | Szavazók | Szavazók | Szavazók | Szavazók | Szavazók  |
| 50% zsűri, közönség 100% zsűri 100% közönség | Össz     | Ukrajna  | Fehéroroszország | Azerbajdzsán | Izland   | Norvégia | Románia  | Örményország | Montenegró | Lengyelország | Görögország | Ausztria | Németország | Svédország | Franciaország | Oroszország | Olaszország | Szlovénia | Finnország | Spanyolország | Svájc    | Magyarország | Málta    | Dánia    | Hollandia | San Marino | Egyesült Királyság | Lettország | Észtország | Albánia  | Belgium  | Moldova  | Portugália | Izrael   | Grúzia   | Litvánia | Írország | Macedónia |
| Ukrajna                                      | 113      |          | 8                | 10           |          |          |          |              | 7          | 5             | 5           | 5        |             |            |               | 7           | 10          |           | 2          | 6             |          | 2            |          | 1        |           |            |                    | 7          | 8          |          | 4        | 10       |            | 5        | 6        | 5        |          |           |
| Fehéroroszország                             | 43       | 6        |                  | 7            |          |          |          | 8            | 1          |               |             |          |             |            |               | 12          |             |           |            |               |          |              |          |          |           |            |                    |            |            |          |          | 5        |            | 1        |          | 3        |          |           |
| Azerbajdzsán                                 | 33       | 1        | 3                |              |          |          |          |              |            |               |             |          |             |            |               | 10          |             |           |            |               |          |              |          |          |           | 12         |                    |            |            |          |          |          |            |          | 7        |          |          |           |
| Izland                                       | 58       |          |                  |              |          | 6        |          |              |            |               |             | 2        | 2           | 4          | 7             | 1           | 7           |           |            | 1             |          | 5            |          | 5        | 6         | 8          | 4                  |            |            |          |          |          |            |          |          |          |          |           |
| Norvégia                                     | 88       |          | 4                |              | 1        |          | 1        |              |            | 7             | 3           | 1        | 5           | 3          | 2             |             |             | 5         | 7          |               | 5        |              | 2        | 6        | 10        |            |                    | 5          | 3          |          |          |          | 3          |          |          | 8        | 7        |           |
| Románia                                      | 72       |          | 1                | 6            |          | 4        |          |              |            |               |             | 8        |             |            |               |             | 5           |           |            | 8             |          |              | 8        |          |           |            |                    |            |            |          | 5        | 12       | 1          | 8        |          |          | 2        | 4         |
| Örményország                                 | 174      | 10       | 10               |              | 2        |          | 7        |              | 10         | 1             | 7           | 12       | 6           | 5          | 12            | 8           |             |           | 4          | 4             |          | 7            | 6        | 2        | 7         | 6          |                    | 10         | 5          |          |          | 3        | 4          | 6        | 12       |          |          | 8         |
| Montenegró                                   | 37       |          |                  |              |          |          |          | 12           |            |               |             |          |             |            |               |             |             | 7         |            |               |          |              |          |          |           |            |                    |            |            | 6        |          |          |            |          |          |          |          | 12        |
| Lengyelország                                | 62       | 7        | 7                | 2            | 3        | 2        |          |              | 4          |               | 1           |          | 10          | 2          | 5             |             | 8           | 1         |            |               |          | 3            |          |          |           |            |                    |            |            |          |          | 2        |            |          |          |          |          | 5         |
| Görögország                                  | 35       |          | 6                | 4            |          |          |          | 7            |            |               |             |          |             |            |               | 4           | 3           |           |            |               |          |              | 1        |          |           |            | 2                  |            |            | 2        |          |          |            | 2        | 4        |          |          |           |
| Ausztria                                     | 290      | 8        |                  | 1            | 10       | 10       | 8        |              | 2          |               | 12          |          | 7           | 12         | 10            | 5           | 12          | 12        | 12         | 12            | 12       | 10           | 10       | 8        | 12        |            | 12                 | 6          | 4          | 5        | 12       | 7        | 12         | 12       | 10       | 10       | 12       | 3         |
| Németország                                  | 39       | 5        |                  |              |          |          | 2        | 6            |            | 8             |             |          |             |            |               |             |             | 2         |            |               | 7        |              |          |          |           |            |                    |            |            | 4        |          |          |            |          | 5        |          |          |           |
| Svédország                                   | 218      | 12       |                  |              | 7        | 8        | 12       |              | 3          | 4             | 2           | 6        |             |            | 4             | 2           |             | 8         | 10         | 10            | 6        | 8            | 7        | 12       | 8         | 10         | 7                  | 8          | 10         | 7        | 10       | 6        | 8          | 10       | 2        | 7        | 4        |           |
| Franciaország                                | 2        |          |                  |              |          |          |          |              |            |               |             |          |             | 1          |               |             |             |           | 1          |               |          |              |          |          |           |            |                    |            |            |          |          |          |            |          |          |          |          |           |
| Oroszország                                  | 89       | 4        | 12               | 12           |          |          |          | 10           |            |               | 10          |          |             |            |               |             |             |           |            |               |          |              | 5        |          |           |            |                    | 2          | 1          |          |          | 8        | 2          | 3        | 8        | 6        |          | 6         |
| Olaszország                                  | 33       |          |                  |              |          |          |          |              | 6          |               |             |          |             |            | 1             |             |             |           |            |               | 2        |              | 12       |          |           |            |                    |            |            | 10       |          |          |            |          |          |          |          | 2         |
| Szlovénia                                    | 9        |          |                  |              |          |          |          |              | 8          |               |             |          |             |            |               |             |             |           |            |               |          |              |          |          |           |            |                    |            |            |          |          |          |            |          |          |          |          | 1         |
| Finnország                                   | 72       |          |                  |              | 5        | 7        |          |              |            | 3             |             | 4        | 4           | 6          |               |             | 6           |           |            |               | 4        | 6            |          | 4        | 2         | 3          | 6                  | 3          | 6          |          | 3        |          |            |          |          |          |          |           |
| Spanyolország                                | 74       | 2        |                  |              |          | 5        | 5        | 2            |            | 2             |             |          | 1           |            | 6             |             |             | 4         |            |               | 8        |              |          |          |           |            | 5                  | 4          | 2          | 12       | 2        |          |            | 4        |          | 4        | 6        |           |
| Svájc                                        | 64       |          |                  |              |          |          | 6        | 5            | 5          | 10            | 4           | 3        | 3           |            |               |             | 2           | 3         |            |               |          | 1            | 3        |          | 3         |            | 1                  |            |            |          |          |          | 7          |          | 1        | 2        | 5        |           |
| Magyarország                                 | 143      | 3        | 5                | 8            | 6        |          | 10       |              | 12         |               | 6           | 7        |             | 7          |               | 6           |             |           | 5          | 2             | 1        |              |          | 3        | 4         | 7          |                    | 1          | 7          | 8        | 7        | 4        | 6          | 7        |          |          | 1        | 10        |
| Málta                                        | 32       |          |                  | 5            |          |          |          |              |            |               |             |          |             |            |               |             | 1           |           | 3          |               |          |              |          |          | 5         | 4          | 10                 |            |            | 1        |          |          |            |          |          |          | 3        |           |
| Dánia                                        | 74       |          |                  |              | 8        | 1        | 4        | 1            |            | 6             |             |          | 8           | 8          | 3             |             |             | 6         | 6          | 3             | 3        |              |          |          | 1         | 1          | 3                  |            |            |          | 6        |          | 5          |          |          | 1        |          |           |
| Hollandia                                    | 238      |          | 2                |              | 12       | 12       | 3        | 4            |            | 12            | 8           | 10       | 12          | 10         | 8             | 3           | 4           | 10        | 8          | 7             | 10       | 12           |          | 10       |           | 2          | 8                  | 12         | 12         |          | 8        |          | 10         |          |          | 12       | 10       | 7         |
| San Marino                                   | 14       |          |                  | 3            |          |          |          | 3            |            |               |             |          |             |            |               |             |             |           |            |               |          | 4            |          |          |           |            |                    |            |            | 3        |          | 1        |            |          |          |          |          |           |
| Egyesült Királyság                           | 40       |          |                  |              | 4        | 3        |          |              |            |               |             |          |             |            |               |             |             |           |            | 5             |          |              | 4        | 7        |           | 5          |                    |            |            |          | 1        |          |            |          | 3        |          | 8        |           |

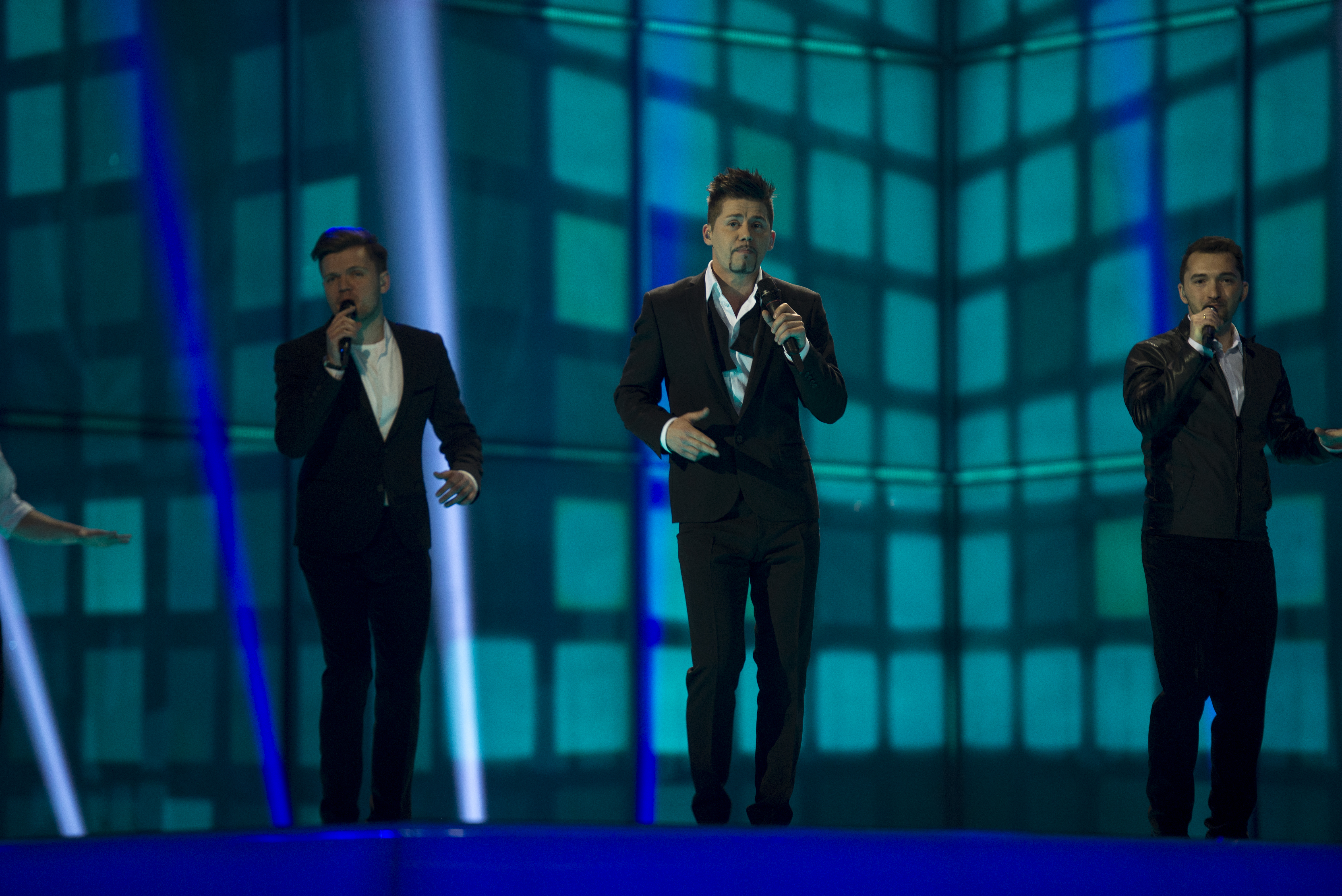
Teo

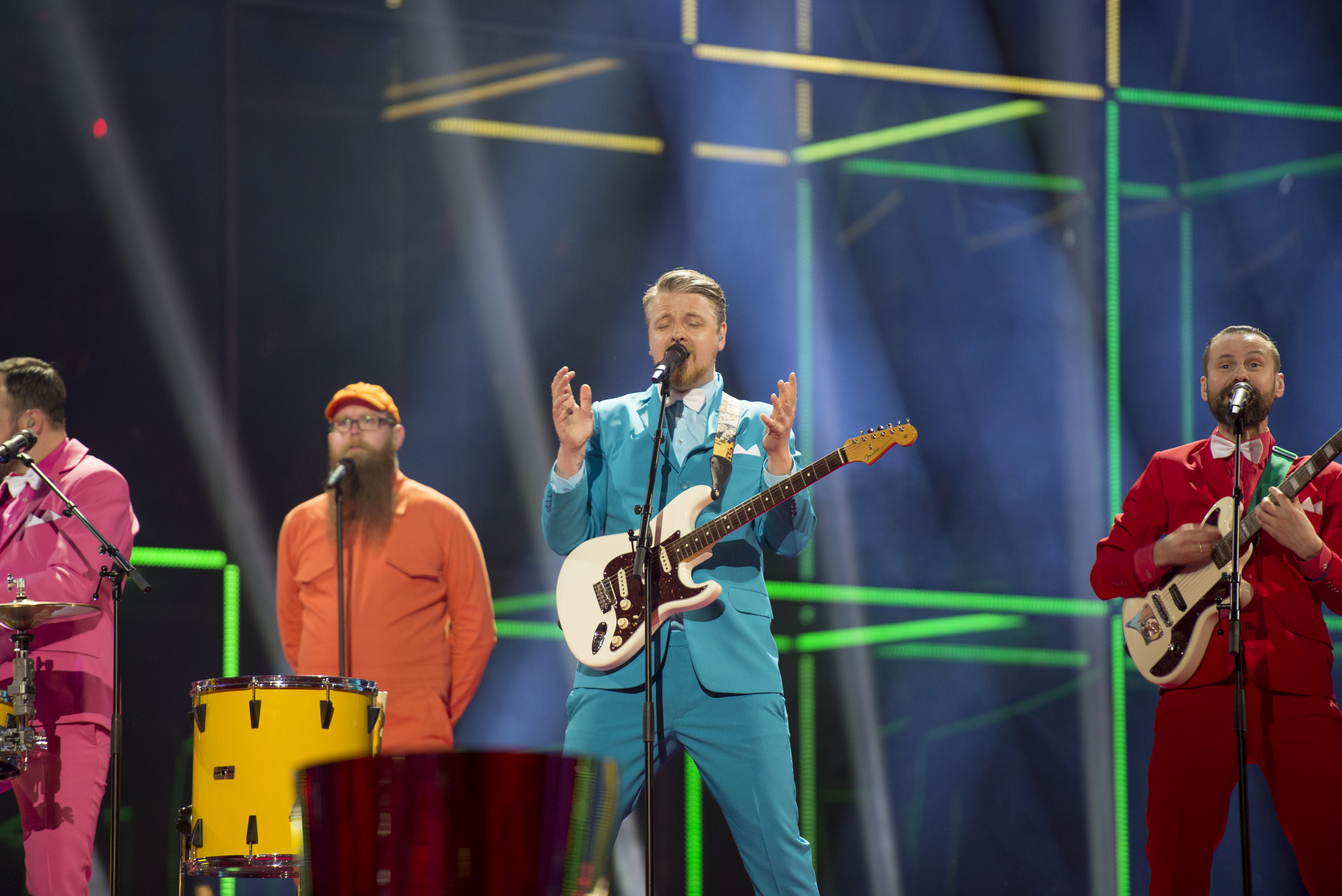
Pollapönk

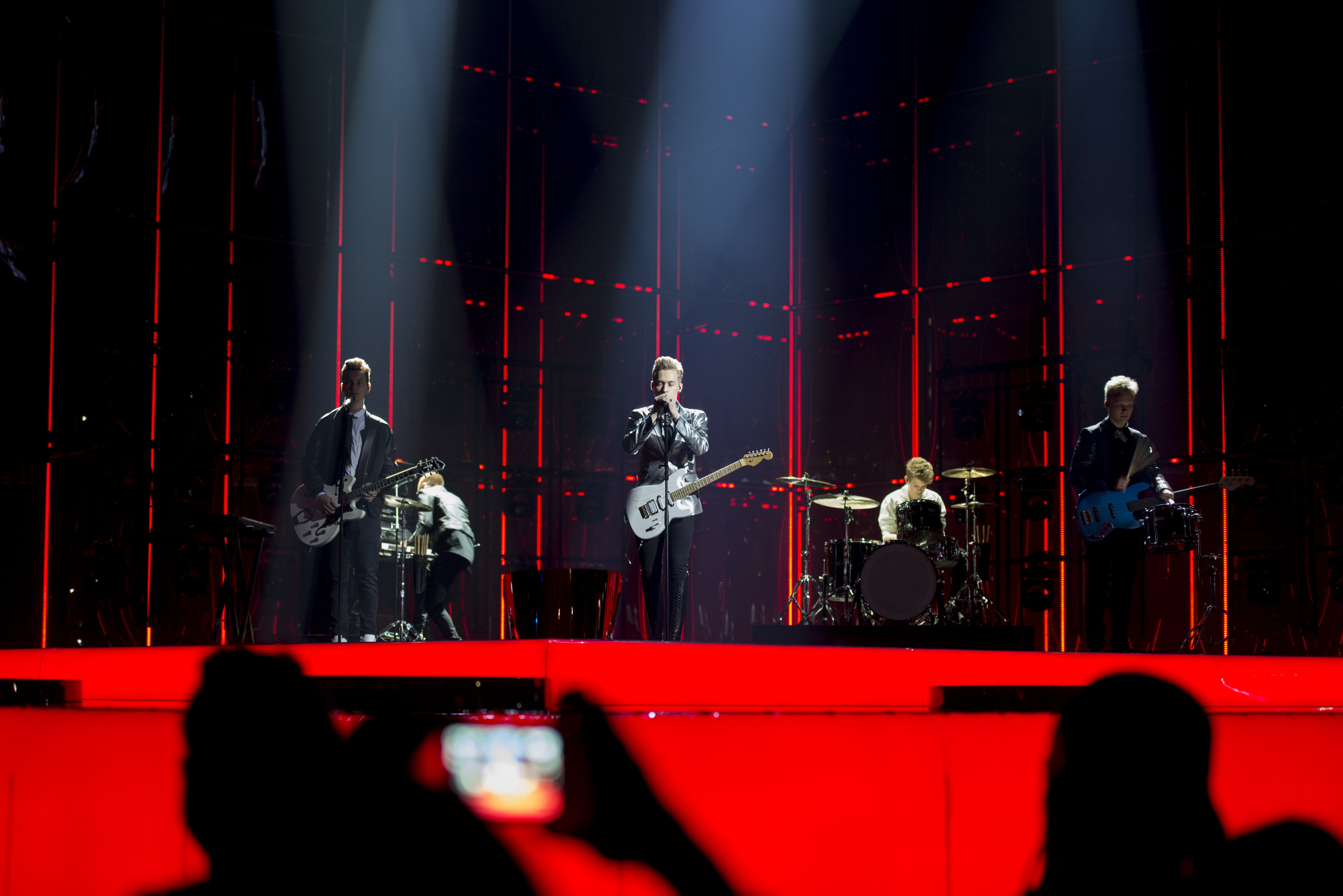
Softengine

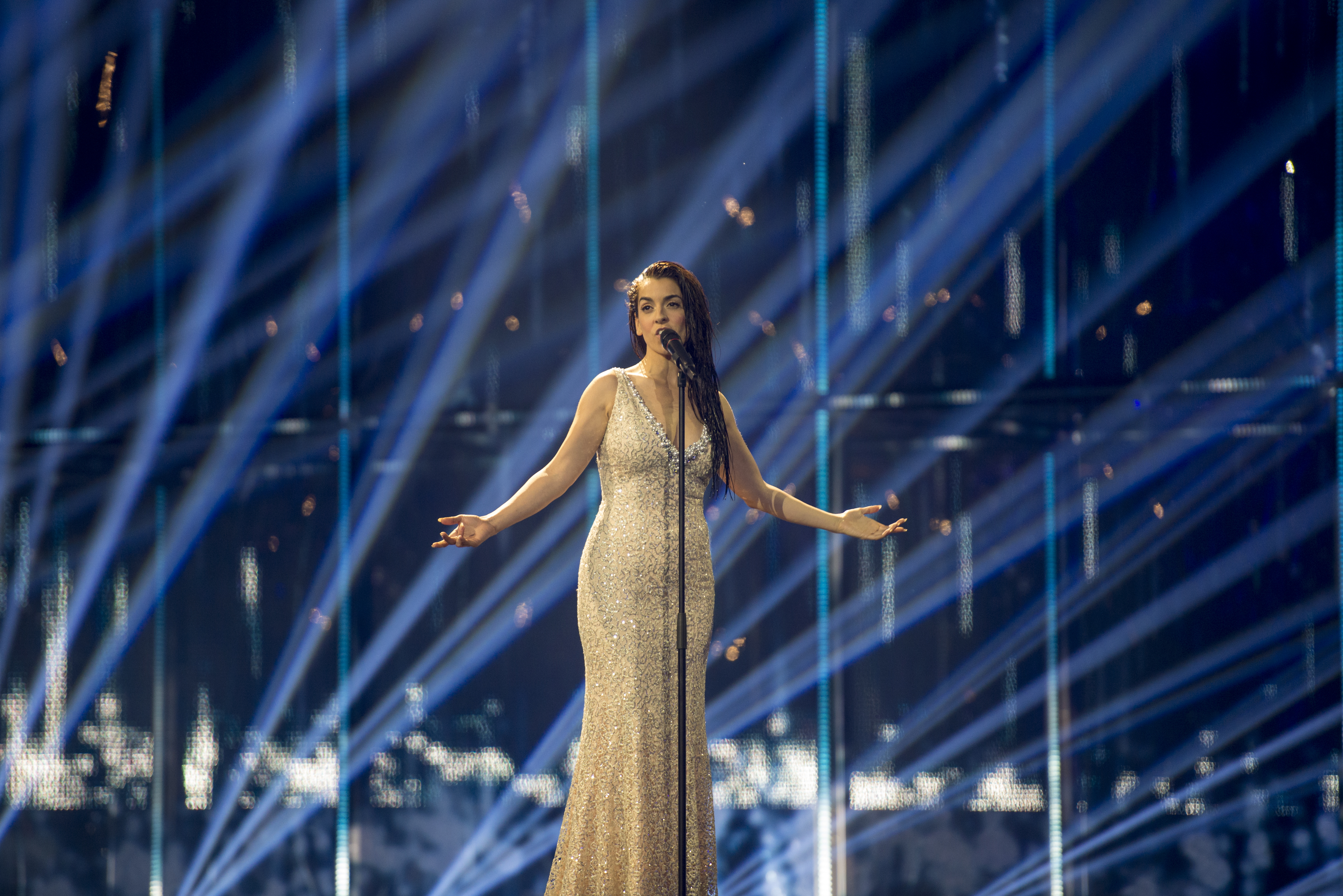
Ruth Lorenzo

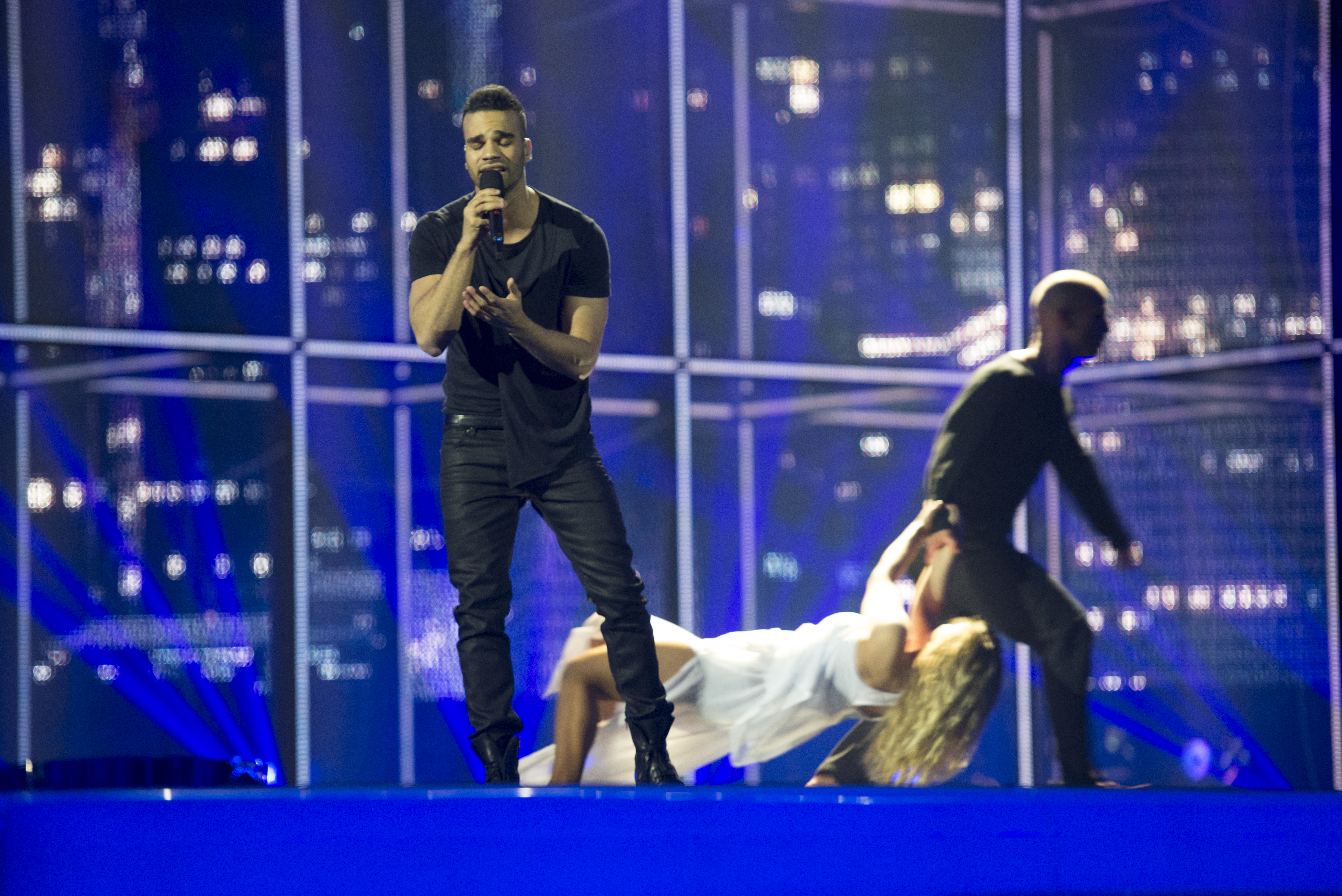
Kállay-Saunders András

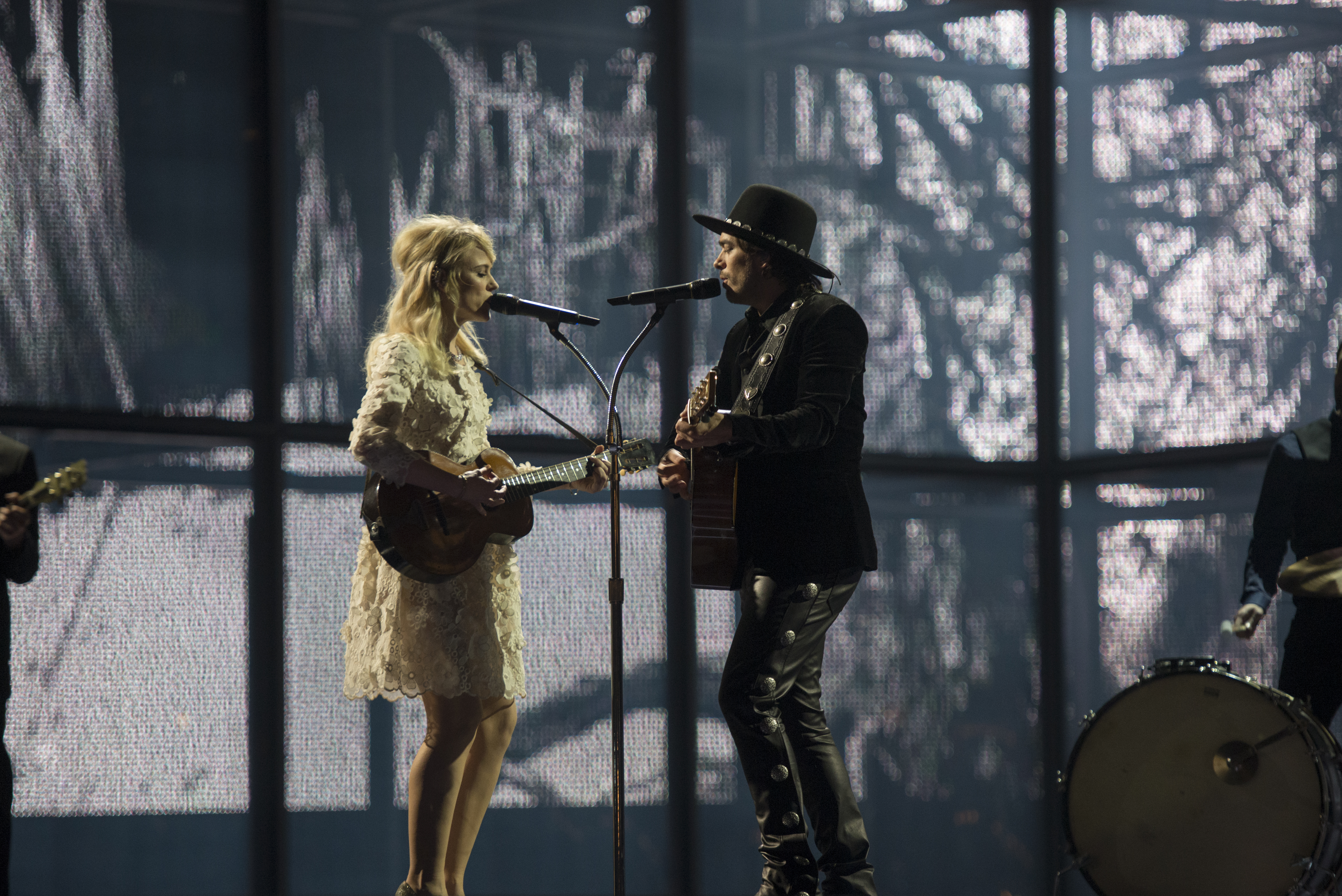
The Common Linnets

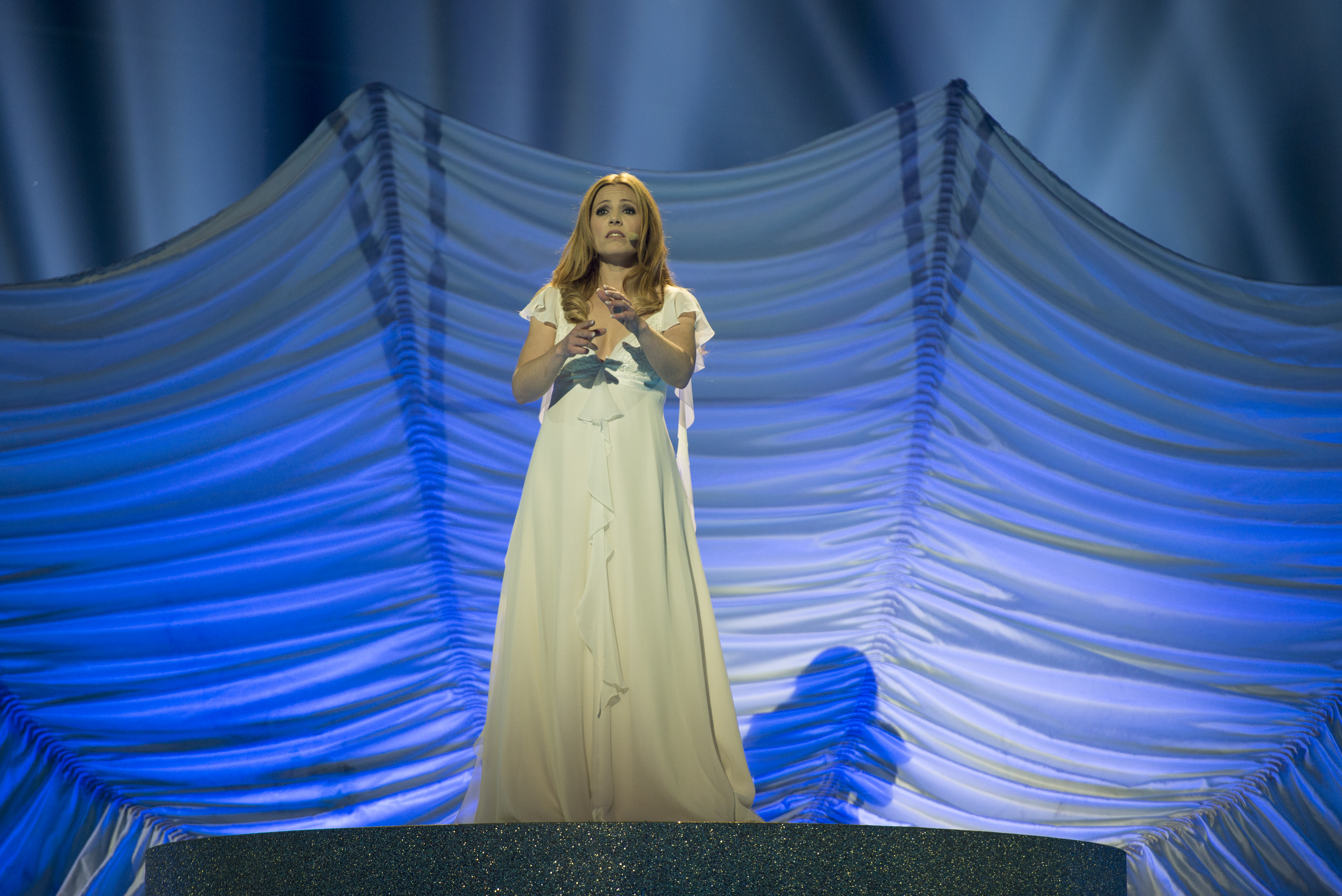
Valentina Monetta

A sorok a fellépés, az oszlopok előbb a döntősök, majd az elődöntőben kiesettek fellépési sorrendjében vannak rendezve.

### Zsűri és televoting szavazás külön
| Helyezés | Zsűri              | Pontszám | Nézői szavazatok   | Pontszám |
| -------- | ------------------ | -------- | ------------------ | -------- |
| 1.       | Ausztria           | 224      | Ausztria           | 311      |
| 2.       | Svédország         | 201      | Hollandia          | 222      |
| 3.       | Hollandia          | 200      | Örményország       | 193      |
| 4.       | Magyarország       | 138      | Svédország         | 190      |
| 5.       | Örményország       | 125      | Lengyelország      | 162      |
| 6.       | Málta              | 119      | Oroszország        | 132      |
| 7.       | Finnország         | 114      | Svájc              | 114      |
| 8.       | Azerbajdzsán       | 108      | Ukrajna            | 112      |
| 9.       | Norvégia           | 102      | Románia            | 103      |
| 10.      | Dánia              | 85       | Magyarország       | 98       |
| 11.      | Spanyolország      | 83       | Fehéroroszország   | 56       |
| 12.      | Ukrajna            | 78       | Izland             | 46       |
| 13.      | Oroszország        | 70       | Dánia              | 43       |
| 14.      | Németország        | 61       | Görögország        | 43       |
| 15.      | Izland             | 59       | Spanyolország      | 41       |
| 16.      | Egyesült Királyság | 52       | Norvégia           | 39       |
| 17.      | Románia            | 51       | Finnország         | 39       |
| 18.      | Fehéroroszország   | 50       | Montenegró         | 33       |
| 19.      | Görögország        | 49       | Olaszország        | 32       |
| 20.      | Montenegró         | 48       | Németország        | 31       |
| 21.      | Olaszország        | 37       | Egyesült Királyság | 29       |
| 22.      | Svájc              | 27       | Azerbajdzsán       | 26       |
| 23.      | Lengyelország      | 23       | San Marino         | 18       |
| 24.      | Szlovénia          | 21       | Málta              | 17       |
| 25.      | San Marino         | 16       | Szlovénia          | 15       |
| 26.      | Franciaország      | 5        | Franciaország      | 1        |

### 12 pontos országok
Az alábbi országok kaptak 12 pontot a döntőben:
| Darab | Jutalmazott ország | Szavazó ország |
| ----- | ------------------ | --- |
| 13    | Ausztria           | Belgium, Egyesült Királyság, Hollandia, Finnország, Görögország, Írország, Izrael, Olaszország, Portugália, Szlovénia, Spanyolország, Svájc, Svédország |
| 8     | Hollandia          | Észtország, Izland, Lengyelország, Lettország, Litvánia, Magyarország, Németország, Norvégia                                                            |
| 3     | Örményország       | Ausztria, Franciaország, Grúzia |
| 3     | Svédország         | Dánia, Románia, Ukrajna |
| 2     | Montenegró         | Macedónia, Örményország |
| 2     | Oroszország        | Azerbajdzsán, Fehéroroszország |
| 1     | Azerbajdzsán       | San Marino |
| 1     | Fehéroroszország   | Oroszország |
| 1     | Magyarország       | Montenegró |
| 1     | Olaszország        | Málta |
| 1     | Románia            | Moldova |
| 1     | Spanyolország      | Albánia |

A huszonhat döntős ország közül tizenkettő kapott minimum egyszer tizenkét pontot, és tizennégy maradt legmagasabb pontszám nélkül.

### Magyarország zsűri és televoting eredményei
Magyarország pontjait a döntőben 50%-ban a zsűri szavazatai, 50%-ban pedig a telefonos szavazók szavazatai tették ki. Magyarország területéről a telefonos és SMS szavazás telefonszáma 06–91–636–136 volt. A hívás és SMS díja bruttó 195 Ft volt.
| Döntő – Magyarország eredményei | Döntő – Magyarország eredményei      | Döntő – Magyarország eredményei      | Döntő – Magyarország eredményei      | Döntő – Magyarország eredményei      | Döntő – Magyarország eredményei      | Döntő – Magyarország eredményei      | Döntő – Magyarország eredményei      | Döntő – Magyarország eredményei      | Döntő – Magyarország eredményei      |
| Ország                          | Zoohacker                            | Kovács K.                            | Náksi A.                             | Dorozsmai P.                         | Tóth V.                              | Átlag zsűri helyezés                 | Televoting helyezés                  | Összesített helyezés                 | Kiosztott pontok                     |
| ------------------------------- | ------------------------------------ | ------------------------------------ | ------------------------------------ | ------------------------------------ | ------------------------------------ | ------------------------------------ | ------------------------------------ | ------------------------------------ | ------------------------------------ |
| Ukrajna                         | 17.                                  | 8.                                   | 8.                                   | 17.                                  | 7.                                   | 10.                                  | 12.                                  | 9.                                   | 2                                    |
| Fehéroroszország                | 18.                                  | 19.                                  | 12.                                  | 20.                                  | 9.                                   | 18.                                  | 11.                                  | 15.                                  | 0                                    |
| Azerbajdzsán                    | 2.                                   | 6.                                   | 10.                                  | 5.                                   | 1.                                   | 2.                                   | 25.                                  | 12.                                  | 0                                    |
| Izland                          | 13.                                  | 20.                                  | 1.                                   | 18.                                  | 8.                                   | 11.                                  | 8.                                   | 6.                                   | 5                                    |
| Norvégia                        | 12.                                  | 24.                                  | 24.                                  | 11.                                  | 12.                                  | 21.                                  | 9.                                   | 18.                                  | 0                                    |
| Románia                         | 19.                                  | 7.                                   | 21.                                  | 12.                                  | 19.                                  | 17.                                  | 15.                                  | 21.                                  | 0                                    |
| Örményország                    | 5.                                   | 12.                                  | 15.                                  | 3.                                   | 17.                                  | 9.                                   | 5.                                   | 4.                                   | 7                                    |
| Montenegró                      | 20.                                  | 3.                                   | 4.                                   | 6.                                   | 10.                                  | 5.                                   | 24.                                  | 17.                                  | 0                                    |
| Lengyelország                   | 9.                                   | 13.                                  | 22.                                  | 8.                                   | 22.                                  | 15.                                  | 7.                                   | 8.                                   | 3                                    |
| Görögország                     | 25.                                  | 14.                                  | 25.                                  | 25.                                  | 25.                                  | 25.                                  | 18.                                  | 23.                                  | 0                                    |
| Ausztria                        | 8.                                   | 9.                                   | 5.                                   | 16.                                  | 11.                                  | 8.                                   | 2.                                   | 2.                                   | 10                                   |
| Németország                     | 16.                                  | 15.                                  | 20.                                  | 15.                                  | 15.                                  | 19.                                  | 10.                                  | 14.                                  | 0                                    |
| Svédország                      | 11.                                  | 10.                                  | 7.                                   | 4.                                   | 13.                                  | 6.                                   | 6.                                   | 3.                                   | 8                                    |
| Franciaország                   | 22.                                  | 21.                                  | 23.                                  | 24.                                  | 23.                                  | 24.                                  | 22.                                  | 25.                                  | 0                                    |
| Oroszország                     | 15.                                  | 16.                                  | 11.                                  | 21.                                  | 14.                                  | 16.                                  | 13.                                  | 16.                                  | 0                                    |
| Olaszország                     | 14.                                  | 22.                                  | 14.                                  | 23.                                  | 18.                                  | 22.                                  | 23.                                  | 24.                                  | 0                                    |
| Szlovénia                       | 21.                                  | 11.                                  | 13.                                  | 10.                                  | 6.                                   | 13.                                  | 17.                                  | 19.                                  | 0                                    |
| Finnország                      | 1.                                   | 23.                                  | 6.                                   | 9.                                   | 24.                                  | 14.                                  | 1.                                   | 5.                                   | 6                                    |
| Spanyolország                   | 7.                                   | 4.                                   | 9.                                   | 14.                                  | 4.                                   | 4.                                   | 20.                                  | 11.                                  | 0                                    |
| Svájc                           | 4.                                   | 17.                                  | 19.                                  | 22.                                  | 20.                                  | 20.                                  | 4.                                   | 10.                                  | 1                                    |
| Magyarország                    | Nem lehet a saját országra szavazni! | Nem lehet a saját országra szavazni! | Nem lehet a saját országra szavazni! | Nem lehet a saját országra szavazni! | Nem lehet a saját országra szavazni! | Nem lehet a saját országra szavazni! | Nem lehet a saját országra szavazni! | Nem lehet a saját országra szavazni! | Nem lehet a saját országra szavazni! |
| Málta                           | 3.                                   | 5.                                   | 18.                                  | 13.                                  | 21.                                  | 12.                                  | 19.                                  | 20.                                  | 0                                    |
| Dánia                           | 23.                                  | 25.                                  | 16.                                  | 19.                                  | 16.                                  | 23.                                  | 14.                                  | 22.                                  | 0                                    |
| Hollandia                       | 6.                                   | 1.                                   | 3.                                   | 1.                                   | 5.                                   | 1.                                   | 3.                                   | 1.                                   | 12                                   |
| San Marino                      | 24.                                  | 2.                                   | 2.                                   | 7.                                   | 3.                                   | 3.                                   | 16.                                  | 7.                                   | 4                                    |
| Egyesült Királyság              | 10.                                  | 18.                                  | 17.                                  | 2.                                   | 2.                                   | 7.                                   | 21.                                  | 13.                                  | 0                                    |

Az egyes országok zsűrijének rangsorai alapján az első helyen végzett a magyar dal egy azeri, egy észt, egy flamand, egy görög, egy izraeli, három macedón, egy román és kettő svéd zsűritagnál.

## Nemzetközi közvetítések
| Ország             | Kommentátor                                                                                | Közvetítés                                                                | Közvetítés                                                                | Közvetítés                                                                |
| Ország             | Kommentátor                                                                                | Első elődöntő                                                             | Második elődöntő                                                          | Döntő                                                                     |
| ------------------ | ------------------------------------------------------------------------------------------ | ------------------------------------------------------------------------- | ------------------------------------------------------------------------- | ------------------------------------------------------------------------- |
| Albánia            | Andri Xhahu                                                                                | TVSH, RTSH Muzikë, Radio Tirana                                           | TVSH, RTSH Muzikë, Radio Tirana                                           | TVSH, RTSH Muzikë, Radio Tirana                                           |
| Ausztrália         | Julia Zemiro és Sam Pang                                                                   | SBS One                                                                   | SBS One                                                                   | SBS One                                                                   |
| Ausztria           | Andi Knoll                                                                                 | ORF 1                                                                     | ORF 1                                                                     | ORF 1                                                                     |
| Azerbajdzsán       | Konul Arifgizi                                                                             | İTV, İTV Radio                                                            | İTV, İTV Radio                                                            | İTV, İTV Radio                                                            |
| Belgium            | Peter Van de Veire és Eva Daeleman (hollandul)                                             | één, Radio 2                                                              | één, Radio 2                                                              | één, Radio 2                                                              |
| Belgium            | Jean-Louis Lahaye és Maureen Louys (franciául)                                             | La Une                                                                    | La Une                                                                    | La Une                                                                    |
| Ciprus             | Melína Karageórgíu                                                                         | RIK 1                                                                     | RIK 1                                                                     | RIK 1                                                                     |
| Dánia              | Anders Bisgaard (elődöntők), Ole Tøpholm (döntő)                                           | DR1                                                                       | DR1                                                                       | DR1                                                                       |
| Dánia              | Peter Falktoft és Esben Bjerre Hansen                                                      | Nem volt közvetítés                                                       | Nem volt közvetítés                                                       | DR3                                                                       |
| Dánia              | Jelnyelvi tolmácsok                                                                        | Nem volt közvetítés                                                       | Nem volt közvetítés                                                       | DR Ramasjang                                                              |
| Dánia              | Anders Bisgaard                                                                            | Nem volt közvetítés                                                       | Nem volt közvetítés                                                       | DR P4                                                                     |
| Egyesült Királyság | Scott Mills és Laura Whitmore (elődöntők); Graham Norton (döntő)                           | BBC Three                                                                 | BBC Three                                                                 | BBC One                                                                   |
| Egyesült Királyság | Ana Matronic                                                                               | Nem volt közvetítés                                                       | Radio 2 Eurovision                                                        | Nem volt közvetítés                                                       |
| Egyesült Királyság | Ken Bruce                                                                                  | Nem volt közvetítés                                                       | Nem volt közvetítés                                                       | BBC Radio 2                                                               |
| Észtország         | Marko Reikop                                                                               | ETV                                                                       | ETV                                                                       | ETV                                                                       |
| Észtország         | Mart Juur és Andrus Kivirähk                                                               | Raadio 2                                                                  | Nem volt közvetítés                                                       | Raadio 2                                                                  |
| Fehéroroszország   | Jevhenyij Perlin                                                                           | Belarus-1, Belarus-24                                                     | Belarus-1, Belarus-24                                                     | Belarus-1, Belarus-24                                                     |
| Feröer             | Kommentár nélkül                                                                           | Sjónvarp Føroya                                                           | Sjónvarp Føroya                                                           | Sjónvarp Føroya                                                           |
| Finnország         | Jorma Hietamäki és Sanna Pirkkalainen (finnül)                                             | Yle TV2, Yle Radio Suomi                                                  | Yle TV2, Yle Radio Suomi                                                  | Yle TV2, Yle Radio Suomi                                                  |
| Finnország         | Eva Frantz és Johan Lindroos (svédül)                                                      | Yle TV2, Yle Radio Vega                                                   | Yle TV2, Yle Radio Vega                                                   | Yle TV2, Yle Radio Vega                                                   |
| Franciaország      | Audrey Chauveau és Bruno Berberes (első elődöntő); Cyril Féraud és Natasha St-Pier (döntő) | France Ô                                                                  | Nem volt közvetítés                                                       | France 3                                                                  |
| Görögország        | María Kozáku (elődöntők és döntő) és Jórgosz Kaputzídisz (döntő)                           | N1                                                                        | N1                                                                        | N1                                                                        |
| Grúzia             | Lado Tatishvili és Tamuna Museridze                                                        | 1TV                                                                       | 1TV                                                                       | 1TV                                                                       |
| Hollandia          | Cornald Maas és Jan Smit                                                                   | Nederland 1, BVN                                                          | Nederland 1, BVN                                                          | Nederland 1, BVN                                                          |
| Horvátország       | Aleksandar Kostadinov                                                                      | Nem volt közvetítés                                                       | Nem volt közvetítés                                                       | HRT 1                                                                     |
| Írország           | Marty Whelan                                                                               | RTÉ Two                                                                   | RTÉ Two                                                                   | RTÉ One                                                                   |
| Írország           | Shay Byrne és Zbyszek Zalinski                                                             | Nem volt közvetítés                                                       | RTÉ Radio 1                                                               | RTÉ Radio 1                                                               |
| Izland             | Felix Bergsson                                                                             | RÚV, Rás 2                                                                | RÚV, Rás 2                                                                | RÚV, Rás 2                                                                |
| Izrael             | Héber és arab feliratozás                                                                  | Channel 1, Channel 33                                                     | Channel 1, Channel 33                                                     | Channel 1, Channel 33                                                     |
| Izrael             | Kobi Menora és Yuval Caspin                                                                | 88 FM                                                                     | 88 FM                                                                     | 88 FM                                                                     |
| Kanada             | Adam és Tommy D.                                                                           | OUTtv (felvételről)                                                       | OUTtv (felvételről)                                                       | OUTtv (felvételről)                                                       |
| Kazahsztán         | Gyiana Sznyegina és Kalgyibek Zsaiszanbaj                                                  | Khabar                                                                    | Khabar                                                                    | Khabar                                                                    |
| Lengyelország      | Artur Orzech                                                                               | TVP1, TVP Polonia (élőben), TVP Rozrywka (egy nappal később, felvételről) | TVP1, TVP Polonia (élőben), TVP Rozrywka (egy nappal később, felvételről) | TVP1, TVP Polonia (élőben), TVP Rozrywka (egy nappal később, felvételről) |
| Lettország         | Valters és Kaža                                                                            | LTV1                                                                      | LTV1                                                                      | LTV1                                                                      |
| Litvánia           | Darius Užkuraitis                                                                          | LRT televizija, LRT Radijas                                               | LRT televizija, LRT Radijas                                               | LRT televizija, LRT Radijas                                               |
| Macedónia          | Karolina Petkovszka                                                                        | MRT 1, MRT Sat, Radio Skopje                                              | MRT 1, MRT Sat, Radio Skopje                                              | MRT 1, MRT Sat, Radio Skopje                                              |
| Magyarország       | Gundel Takács Gábor                                                                        | M1                                                                        | M1                                                                        | M1                                                                        |
| Málta              | Carlo Borg Bonaci                                                                          | TVM                                                                       | TVM                                                                       | TVM                                                                       |
| Moldova            | Daniela Babici                                                                             | Moldova 1, Radio Moldova                                                  | Moldova 1, Radio Moldova                                                  | Moldova 1, Radio Moldova                                                  |
| Montenegró         | Dražen Bauković és Tamara Ivanković                                                        | TVCG 1                                                                    | TVCG 2                                                                    | TVCG 1                                                                    |
| Montenegró         | Sonja Savović és Sanja Pejović                                                             | Radio Crne Gore, Radio 98                                                 | Radio Crne Gore, Radio 98                                                 | Radio Crne Gore, Radio 98                                                 |
| Németország        | Peter Urban                                                                                | EinsPlus (élőben), EinsFestival (felvételről)                             | EinsPlus (élőben), EinsFestival (felvételről)                             | EinsPlus (élőben), EinsFestival (felvételről)                             |
| Németország        | Peter Urban                                                                                | Phoenix                                                                   | Phoenix                                                                   | Das Erste                                                                 |
| Norvégia           | Olav Viksmo Slettan                                                                        | NRK1                                                                      | NRK1                                                                      | NRK1                                                                      |
| Norvégia           | Ronny Brede Aase, Silje Reiten Nordnes és Line Elvsåshagen                                 | Nem volt közvetítés                                                       | Nem volt közvetítés                                                       | NRK3                                                                      |
| Olaszország        | Marco Ardemagni és Filippo Solibello (elődöntők); Linus és Nicola Savino (döntő)           | Rai 4                                                                     | Rai 4                                                                     | Rai 2                                                                     |
| Oroszország        | Olga Seleszt és Dmitrij Gubernijev                                                         | Rosszija 1                                                                | Rosszija 1                                                                | Rosszija 1                                                                |
| Örményország       | Erik Antaranjan és Anna Avaneszjan                                                         | H1                                                                        | H1                                                                        | H1                                                                        |
| Portugália         | Sílvia Alberto                                                                             | RTP1 (első elődöntő és döntő élőben, második elődöntő felvételről)        | RTP1 (első elődöntő és döntő élőben, második elődöntő felvételről)        | RTP1 (első elődöntő és döntő élőben, második elődöntő felvételről)        |
| Románia            | Bogdan Stănescu                                                                            | TVR1, TVRi, TVR HD                                                        | TVR1, TVRi, TVR HD                                                        | TVR1, TVRi, TVR HD                                                        |
| San Marino         | Lia Fiorio és Gigi Restivo (olaszul)                                                       | SMtv San Marino, Radio San Marino                                         | SMtv San Marino, Radio San Marino                                         | SMtv San Marino, Radio San Marino                                         |
| San Marino         | John Kennedy O’Connor és Jamarie Milković (angolul)                                        | SMtv Web TV                                                               | SMtv Web TV                                                               | SMtv Web TV                                                               |
| Spanyolország      | José María Íñigo                                                                           | La 2                                                                      | Nem volt közvetítés                                                       | La 1                                                                      |
| Svájc              | Jean-Marc Richard és Valérie Ogier (franciául)                                             | Nem volt közvetítés                                                       | RTS Deux                                                                  | RTS Un                                                                    |
| Svájc              | Sven Epiney (németül)                                                                      | SRF zwei                                                                  | SRF zwei                                                                  | SRF 1                                                                     |
| Svájc              | Sandy Altermatt és Alessandro Bertoglio (olaszul)                                          | Nem volt közvetítés                                                       | RSI La 2                                                                  | RSI La 1                                                                  |
| Svédország         | Malin Olsson és Edward af Sillén                                                           | SVT1                                                                      | SVT1                                                                      | SVT1                                                                      |
| Svédország         | Carolina Norén és Ronnie Ritterland                                                        | SR P4                                                                     | SR P4                                                                     | SR P4                                                                     |
| Szerbia            | Silvana Grujić                                                                             | RTS1, RTS HD                                                              | RTS1, RTS HD                                                              | RTS1, RTS HD                                                              |
| Szlovénia          | Andrej Hofer                                                                               | RTV SLO2                                                                  | RTV SLO2                                                                  | RTV SLO1, Televizija Maribor                                              |
| Szlovénia          | Andrej Hofer                                                                               | Nem volt közvetítés                                                       | Radio Val 202, Radio Maribor                                              | Radio Val 202, Radio Maribor                                              |
| Új-Zéland          | Kommentár nélkül                                                                           | BBC UKTV                                                                  | BBC UKTV                                                                  | BBC UKTV                                                                  |
| Ukrajna            | Timur Mirosnicsenko és Tetyjana Terehova                                                   | Persij Nacionalnij                                                        | Persij Nacionalnij                                                        | Persij Nacionalnij                                                        |
| Ukrajna            | Olena Zilincsenko                                                                          | NRCU                                                                      | NRCU                                                                      | NRCU                                                                      |

Megjegyzés: Az egyes országok televíziócsatornái illetve rádiói alapesetben élőben közvetítették a dalfesztivált. Ez néhány esetben elérhet, mely a fenti táblázatban is fel van tüntetve.

## Hivatalos album
A Eurovision Song Contest: Copenhagen 2014 (magyarul: Eurovíziós Dalfesztivál: Koppenhága 2014) volt a 2014-es Eurovíziós Dalfesztivál dalainak válogatáslemeze, melyet az Európai Műsorsugárzók Uniója és a Universal Music Group közösen jelentetett meg 2014. április 14-én. Az album tartalmazta mind a 37 részt vevő ország dalát, beleértve azokat az elődöntős országokat is, akik nem jutottak tovább a döntőbe. Továbbá a lemez tartalmazott egy bónusz dalt is, amit a hivatalos #JoinUs téma köré építettek fel. A Rainmaker című dalt a 2013-as Eurovíziós Dalfesztivál győztese, Emmelie de Forest adta elő.
| CD 1  | CD 1                                          | CD 1                                                   | CD 1                           | CD 1  | CD 1 | CD 1 | CD 1 | CD 1 | CD 1 |
|       | Cím                                           | Szerző(k)                                              | Előadó                         | Hossz |      |      |      |      |      |
| ----- | --------------------------------------------- | ------------------------------------------------------ | ------------------------------ | ----- | ---- | ---- | ---- | ---- | ---- |
| 1.    | One Night’s Anger (Albánia)                   | G. Lako, J. Papingji                                   | Hersi                          | 3:01  |      |      |      |      |      |
| 2.    | Not Alone (Örményország)                      | A. Sargsyan, G. Papoyan                                | Aram MP3                       | 3:00  |      |      |      |      |      |
| 3.    | Rise Like a Phoenix (Ausztria)                | C. Mason, J. Patulka, A. Zuckowski, J. Maas            | Conchita Wurst                 | 3:00  |      |      |      |      |      |
| 4.    | Start a Fire (Azerbajdzsán)                   | S. Örn, J. Kronlund, A. Günthardt                      | Dilara Kazimova                | 2:59  |      |      |      |      |      |
| 5.    | Mother (Belgium)                              | A. Hicklin, R. Artesero                                | Axel Hirsoux                   | 3:00  |      |      |      |      |      |
| 6.    | Cheesecake (Fehéroroszország)                 | Y. Vashchuk, D. Novik                                  | Teo                            | 2:56  |      |      |      |      |      |
| 7.    | Hunter of Stars (Svájc)                       | S. Paulessi                                            | Sebalter                       | 3:03  |      |      |      |      |      |
| 8.    | Is It Right (Németország)                     | E. Steinmetz, F. Kretschmer, A. Kesselhaut             | Elaiza                         | 2:59  |      |      |      |      |      |
| 9.    | Cliché Love Song (Dánia)                      | L. Lindorff, K. Nowak-Zorde, D. Fält, B. Moujahid      | Basim                          | 3:01  |      |      |      |      |      |
| 10.   | Amazing (Észtország)                          | T. Vendt, T. Mihhailova                                | Tanja                          | 3:01  |      |      |      |      |      |
| 11.   | Dancing in the Rain (Spanyolország)           | R. Lorenzo, J. Irvin, J. Emery                         | Ruth Lorenzo                   | 2:51  |      |      |      |      |      |
| 12.   | Something Better (Finnország)                 | T. Latukka, H. Oskár                                   | Softengine                     | 3:00  |      |      |      |      |      |
| 13.   | Moustache (Franciaország)                     | P. Beyres, K. N'Guyen, L. Idir, F. Ardouvin            | TWIN TWIN                      | 2:49  |      |      |      |      |      |
| 14.   | Children of the Universe (Egyesült Királyság) | M. Smitten-Downes, A. Hansson                          | Molly                          | 3:00  |      |      |      |      |      |
| 15.   | Three Minutes to Earth (Grúzia)               | Z. Miminoshvili, E. Eliu                               | The Shin and Mariko            | 2:57  |      |      |      |      |      |
| 16.   | Rise Up (Görögország)                         | Freaky Fortune, RiskyKidd                              | Freaky Fortune feat. RiskyKidd | 3:02  |      |      |      |      |      |
| 17.   | Running (Magyarország)                        | Kállay-Saunders A., Szakos Krisztián                   | Kállay-Saunders András         | 2:59  |      |      |      |      |      |
| 18.   | Heartbeat (Írország)                          | H. Kaneswaran, J. Gladnikoff, R. Palmgren, P. Helander | Can-Linn feat. Kasey Smith     | 3:02  |      |      |      |      |      |
| 19.   | Same Heart (Izrael)                           | R. Talmid                                              | Mei Finegold                   | 2:59  |      |      |      |      |      |
| 56:39 |                                               |                                                        |                                |       |      |      |      |      |      |

| CD 2  | CD 2                                         | CD 2                                                            | CD 2               | CD 2  | CD 2 | CD 2 | CD 2 | CD 2 | CD 2 |
|       | Cím                                          | Szerző(k)                                                       | Előadó             | Hossz |      |      |      |      |      |
| ----- | -------------------------------------------- | --------------------------------------------------------------- | ------------------ | ----- | ---- | ---- | ---- | ---- | ---- |
| 1.    | No Prejudice (Izland)                        | Heiðar Ö. K., Haraldur F. G.                                    | Pollapönk          | 2:43  |      |      |      |      |      |
| 2.    | La mia città (Olaszország)                   | E. Marrone                                                      | Emma               | 3:01  |      |      |      |      |      |
| 3.    | Attention (Litvánia)                         | V. Vaupšas, V. Matačiūnaitė                                     | Vilija             | 2:51  |      |      |      |      |      |
| 4.    | Cake to Bake (Lettország)                    | G. Veilands                                                     | Aarzemnieki        | 2:59  |      |      |      |      |      |
| 5.    | Wild Soul (Moldova)                          | I. Aculov, L. Scarlat                                           | Cristina Scarlat   | 2:58  |      |      |      |      |      |
| 6.    | Moj svijet (Montenegró)                      | S. Ćetković, E. Sandal                                          | Sergej Ćetković    | 3:02  |      |      |      |      |      |
| 7.    | To the Sky (Macedónia)                       | D. Dimitrov, L. Cvetkoski, E. Risteska, L. Rosca                | Tijana             | 3:11  |      |      |      |      |      |
| 8.    | Coming Home (Málta)                          | R. Micallef                                                     | Firelight          | 2:56  |      |      |      |      |      |
| 9.    | Calm After the Storm (Hollandia)             | I. DeLange, JB Meijers, R. Crosby, M. Crosby, J. Etheridge      | The Common Linnets | 3:04  |      |      |      |      |      |
| 10.   | Silent Storm (Norvégia)                      | J. Winther                                                      | Carl Espen         | 2:55  |      |      |      |      |      |
| 11.   | My Słowianie – We Are Slavic (Lengyelország) | W. Czamara, J. Klepko                                           | Donatan & Cleo     | 2:57  |      |      |      |      |      |
| 12.   | Quero ser tua (Portugália)                   | Emanuel                                                         | Suzy               | 2:58  |      |      |      |      |      |
| 13.   | Miracle (Románia)                            | O. Cernăuțeanu, P. Halloun, V. Forberg Skogberg, F. Amundsen    | Paula Seling & Ovi | 3:02  |      |      |      |      |      |
| 14.   | Shine (Oroszország)                          | P. Kirkorov, D. Kontopoulos, J. Ballard, R. Charlie, G. J. Borg | Tolmachevy Sisters | 3:03  |      |      |      |      |      |
| 15.   | Undo (Svédország)                            | F. Kempe, D. Kreuger, H. Pirouzpanah                            | Sanna Nielsen      | 3:05  |      |      |      |      |      |
| 16.   | Round and Round (Szlovénia)                  | Raay, T. Kovač, H. Mancini, T. Piš                              | Tinkara Kovač      | 3:00  |      |      |      |      |      |
| 17.   | Maybe (San Marino)                           | R. Siegel, M. Balestri                                          | Valentina Monetta  | 3:02  |      |      |      |      |      |
| 18.   | Tick-Tock (Ukrajna)                          | M. Yaremchuk, S. Bjurman                                        | Mariya Yaremchuk   | 3:00  |      |      |      |      |      |
| 19.   | Rainmaker (Hivatalos #JoinUs dal)            | E. de Forest, J. Schack Glæsner, F. Sonefors                    | Emmelie de Forest  | 3:38  |      |      |      |      |      |
| 57:25 |                                              |                                                                 |                    |       |      |      |      |      |      |

## Nézettség
A 4+-os adatok a teljes lakosságra, a 18–59-es adatok a célközönségre vonatkoznak.
A műsor magyarországi nézettsége:
| Adás             | Sugárzás                        | M1                   | M1                   | M1                   | M1                  | M1                  | M1                  |
| Adás             | Sugárzás                        | Teljes lakosság (4+) | Teljes lakosság (4+) | Teljes lakosság (4+) | Célközönség (18–59) | Célközönség (18–59) | Célközönség (18–59) |
| Adás             | Sugárzás                        | AMR                  | Arány (SHR%)         | Heti helyezés        | AMR                 | Arány (SHR%)        | Heti helyezés       |
| ---------------- | ------------------------------- | -------------------- | -------------------- | -------------------- | ------------------- | ------------------- | ------------------- |
| Elővízió         | 2014. május 6., kedd 20:20      | 296 000              | 6,7                  |                      | 56 000              | 3,6                 |                     |
| Első elődöntő    | 2014. május 6., kedd 21:00      | 526 000              | 13                   |                      | 192 000             | 12,1                |                     |
| Vízió múlt       | 2014. május 8., csütörtök 20:20 | 252 000              | 5,8                  |                      | 58 000              | 3,7                 |                     |
| Második elődöntő | 2014. május 8., csütörtök 21:00 | 366 000              | 9,3                  |                      | 151 000             | 9,2                 |                     |
| Elővízió         | 2014. május 10., szombat 20:20  | 436 150              | 10,5                 | 25.                  | 220 345             | 9,3                 | 27.                 |
| Döntő            | 2014. május 10., szombat 21:00  | 917 752              | 27,4                 | 4.                   | 557 284             | 27                  | 2.                  |

Az Eurovíziós Dalfesztivál nézettségi adatai más országokban:
- Ausztrália – Jessica Mauboy fellépése a második elődöntőben, illetve Sydney élő kapcsolása rekord nézettségi számokat produkált az ausztráloknál. 2 971 000 ausztráliai látott valamennyit az Eurovíziós Dalfesztiválból.[171]
- Ausztria – Az osztrák tévénézők többsége az előző évi adatokkal ellenben aktívan bekapcsolódott a dalfesztiválba. 1 470 000 ember nézte végig a műsort. Ez 73%-os közönségarányt jelentett, ami óriási növekedés volt Ausztriában.[171][172]
- Dánia – Nem meglepő, hogy a házigazda Dániában 2 400 000-en nézték az Eurovíziós Dalfesztivált, egy masszív 89%-os közönségaránnyal. Ez a legjobb nézettségi adat a dánoktól 2001 óta, amikor legutóbb ők rendezték a dalfesztivált.[171][172][173]
- Egyesült Királyság – A BBC 2011 óta a második legnagyobb nézőszámot érte el, majdnem 9 millióan nézték meg a verseny döntőjét. A tévénéző lakosság 41,9%-a nézte végig Conchita Wurst győzelmét. A legnézettebb pillanatban 10 és fél millióan figyelték a történéseket. A brit delegáció vezetője, Guy Freeman megerősítette, hogy az Egyesült Királyság nem fog kilépni a dalfesztiválból, amíg ilyen jó nézettségi számokat produkálnak.[171][172][174][175]
- Észtország – Miután Tanja nem jutott be az Eurovíziós Dalfesztivál döntőjébe, az észteket kevésbé érdekelte a verseny, az előző évhez képest csak fele annyian nézték a döntőt, körülbelül 148 000-en.[171]
- Franciaország – 2 600 000 ember nézte meg a dalfesztivál döntőjét, a tévénéző lakosság 13,4%-a. Az Eurovíziós Dalfesztivállal egy idősávban futó The Voice tehetségkutató volt a franciák kedvence május 10-én. A dalfesztivál 1 400 000 nézőt vesztett az elmúlt két évben, míg a versenyzőik sem szerepeltek nagy sikerrel a versenyen.[171][172]
- Görögország – 2014-ben 11,2%-os visszaesést mutattak a dalfesztivál nézettségi adatai. Bár ennek ellenére is 2 100 000 ember nézte a dalfesztivált, ami még mindig egy erős 55,7%.[171][172]
- Hollandia – 2013-ban, Anouk sikere óta, a hollandok még jobban szeretik a dalfesztivált, és a nézettségi adatok újabb rekordokat döntöttek meg. 5 100 000 ember – 300 000-rel több, mint 2013-ban – követte figyelemmel a koppenhágai verseny döntőjét. A legnézettebb pillanatban, a The Common Linnets fellépésekor 6 200 000-en. A közönségarány 65%-os volt, ami egy meglehetősen jó szám a holland műsorsugárzónak.[171][172]
- Izrael – Az előző évvel ellenben 2014-ben megduplázódott a nézőszám nem csak a döntőben, de az elődöntőben is, pedig ez alkalommal sem sikerült Izraelnek kvalifikálnia magát.[172]
- Németország – A nézőszám 750 000-rel nőtt az előző évhez képest. 8 960 000-en nézték a dalfesztivált. A nézettség volt, hogy majdnem a 11 milliót is elérte. Talán az elmúlt évek megújított nemzeti válogatói, illetve a zeneipar nagy neveinek részvétele miatt nőtt meg az érdeklődés ismét a németek körében.[171]
- Norvégia – Annak ellenére, hogy a fogadóirodák az élmezőnybe várták Carl Espen dalát, és az előző évben az előkelő negyedik helyen végeztek, kevesebb norvég nézte a versenyt. 1 400 000 néző kapcsolt az Eurovíziós Dalfesztiválra, ami így is 77,3%-os közönségarányt jelent, de ez 6,7%-kal kevesebb, mint 2013-ban.[171][172]
- Olaszország – Az olaszok még mindig csak kis érdeklődést mutatnak a dalfesztivál irányába. Csak 1 747 000 (8,77%) nézte a döntőt, a lakosság nagyon kis hányada.[171][172]
- Portugália – Habár Suzy nem jutott be az Eurovíziós Dalfesztivál döntőjébe, Portugáliában így is 541 500-an nézték végig a döntőt (13,5%).[172]
- Svédország – A svédeknél 3 400 000 nézője volt az Eurovíziós Dalfesztiválnak, ami egy gigantikus 83,2%-os közönségarányt jelent.[171][172]
- Szlovénia – Az ország közel fele bekapcsolódott a műsorba, miután a második elődöntőben kihirdették, hogy Tinkara Kovač bejutott a döntőbe. 324 000 nézője volt a versenynek, ami 47%-os közönségarányt jelentett. Ez 17%-kal több, mint az előző évben.[171][172]
- Spanyolország – Míg az Eurovíziós Dalfesztivál volt a hét legnézettebb műsora Spanyolországban, addig csak 5 141 000 néző (35%) követte figyelemmel a versenyt. Ez az egyik legalacsonyabb nézettségi adat Spanyolországból. 200 000-rel kevesebb, mint 2013-ban. Ennek ellenére a közönségarány 2,1%-kal növekedett.[171][172]

Ezen felül  Belgiumban 646 680 (36,5%),  Lengyelországban 4 630 000 (38,9%),  Romániában pedig 1 300 000 (20,2%) a becsült nézőszám.
A 2014-es elődöntőket és döntőt összesen 195 millió ember látta.